# Anticlericalisme a Espanya

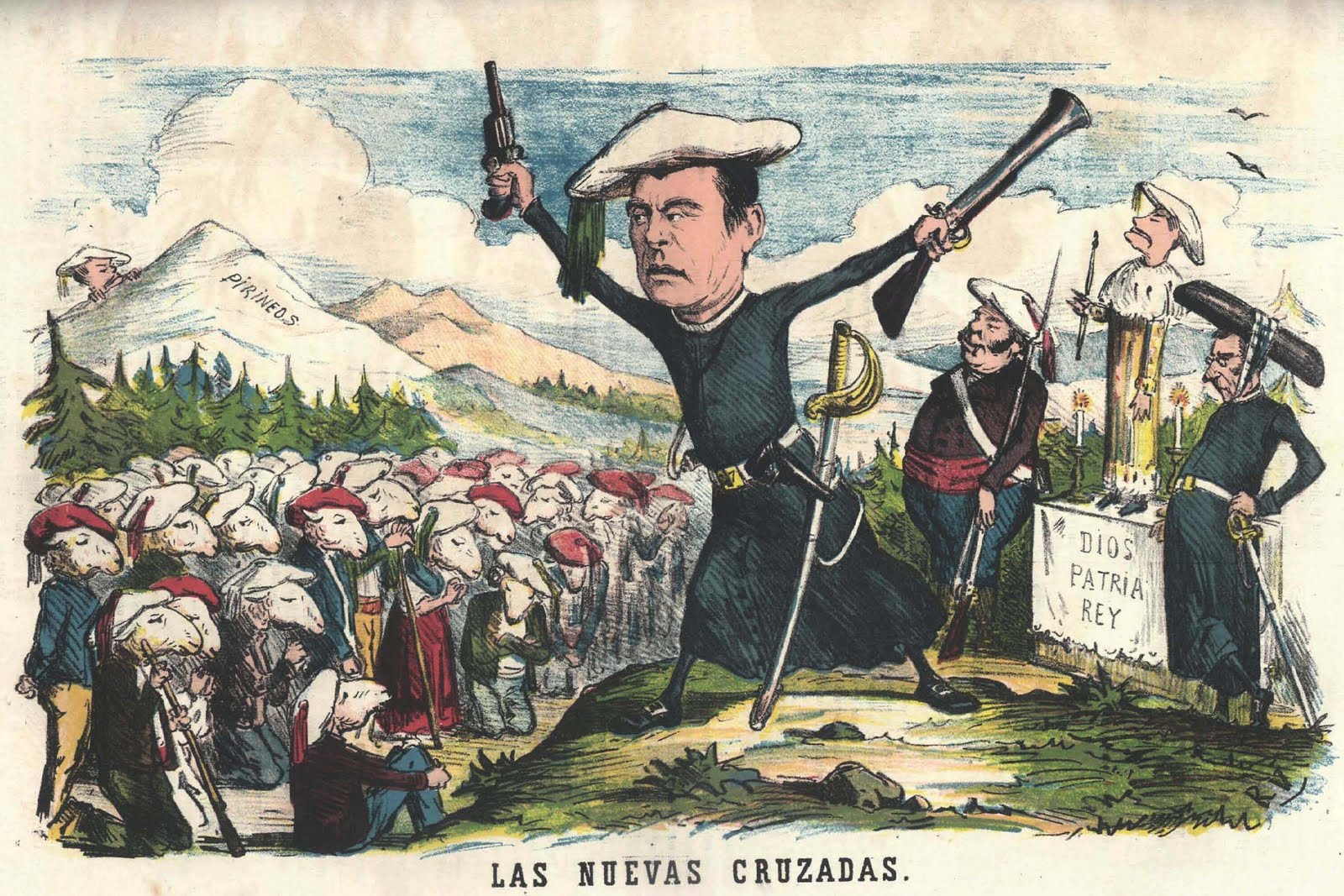
Caricatura sobre la relació del carlisme amb el clergat de la revista satírica La Flaca, de 1870, amb el trilema carlista «Déu, Pàtria i Rei».

La història de l'anticlericalisme a Espanya sol dividir-se en dos grans períodes. D'una banda, l'anomenat “anticlericalisme cristià” —o "anticlericalisme creient", com el va anomenar Julio Caro Baroja, pioner en el seu estudi—, tan antic com l'Església mateixa, que es caracteritza per les seves crítiques a vicis i abusos concrets del clergat o al seu excessiu nombre i poder, però que no qüestiona el paper dominant de l'Església en la societat ni la seva influència en l'Estat. Per l'altre, l'“anticlericalisme contemporani” —o "anticlericalisme no creient" com l'anomenà Caro Baroja— que sorgeix en el segle xviii amb la Il·lustració i que qüestiona des d'una òptica racionalista la societat sacralitzada de l'Antic Règim i el poder de l'Església catòlica, en considerar-los obstacles per al progrés en Espanya i al món.
Segons Julio Caro Baroja,
| « | el procés mental que condueix a l'anticlericalisme és senzill. Es parteix de la creença que la religió catòlica com a tal és bona, bella i veritable: però els que la serveixen són dolents, mentiders i de lletja conducta [és el "anticlericalisme cristià" o "creient"]... Tanmateix, heus aquí que aquesta primera manera de pensar es passa, o es pot passar, a una segona. La immoralitat, la falta de conducta, s'atribueixen llavors a defectes de la mateixa organització de l'Església. I després, en un tercer moment o fase, són ja els dogmes els que s'ataquen [la segona fase i la tercera corresponen a l'"anticlericalisme no creient"]. | » |

En l'anticlericalisme contemporani —o "no creient"— els camps clerical i anticlerical, encara barrejats durant la Il·lustració, es delimiten clarament a partir de les revolucions liberals, quan l'Església es converteix en un dels defensors de l'“antic règim”. A Espanya aquest moment es produeix durant el Trienni Liberal i sobretot en els anys 30 amb motiu de la primera guerra carlina i les desamortitzacions. No és per tant casual que sigui llavors quan tenen lloc la primeres manifestacions de violència anticlerical —en 1822-1823, 1834 i 1835— que responen a la violència clerical. Després, la ràpida disminució del nombre de frares com a resultat de la desamortització de Mendizábal hauria apaivagat l'anticlericalisme, que no ressorgirà fins a la restauració borbònica (1875-1931) a conseqüència de la reaparició dels ordes religiosos, especialment en el camp de l'ensenyament, gràcies al suport que els va proporcionar el govern de Cánovas del Castillo, precisament en un moment en què a l'altre costat dels Pirineus, la Tercera República Francesa procedeix a la completa separació de l'Església i l'Estat i a la instauració de l'Estat laic. Així, “els liberals espanyols veuen el país en situació d'ignominiós ‘retard’ respecte de França i tendeixen a obsessionar-se amb el factor clerical com a causa dels nostres mals”, una visió que s'accentua després del desastre del 98. És llavors quan reneix l'anticlericalisme que té el seu esclat violent en la Setmana Tràgica de Barcelona.
“S'arriba, així, a la Segona República, amb consciència que la reducció del pes polític de l'Església és un dels més greus problemes que el país, en el seu esforç renovador, ha de plantejar-se prioritàriament. Això significa separació de l'Església i l'Estat, creació d'un àmbit legislatiu secularizado per a la vida social i realització d'una ambiciosa política educativa que permeti acabar amb el monopoli eclesiàstic de l'ensenyament inferior”.

## L'anticlericalisme cristià (1200-1750)

### L'edat mitjana
Les primeres crítiques medievals al clergat es van dirigir contra el cap mateix de l'Església, el papa, i el cercle depravat i corrupte que l'envolta a Roma, un tret específic de l'anticlericalisme cristià i comú en tot l'Occident europeu, com ho demostra el conte del Decameró de Bocaccio en el qual es narra la història d'un jueu que viatja a Roma i que quan torna a París es converteix al cristianisme "en considerar que, donada la maldat dels clergues, i la vida depravada que porten, des del papa i els cardenals, l'expansió del Cristianisme havia d'atribuir-se al mateix Esperit Sant".

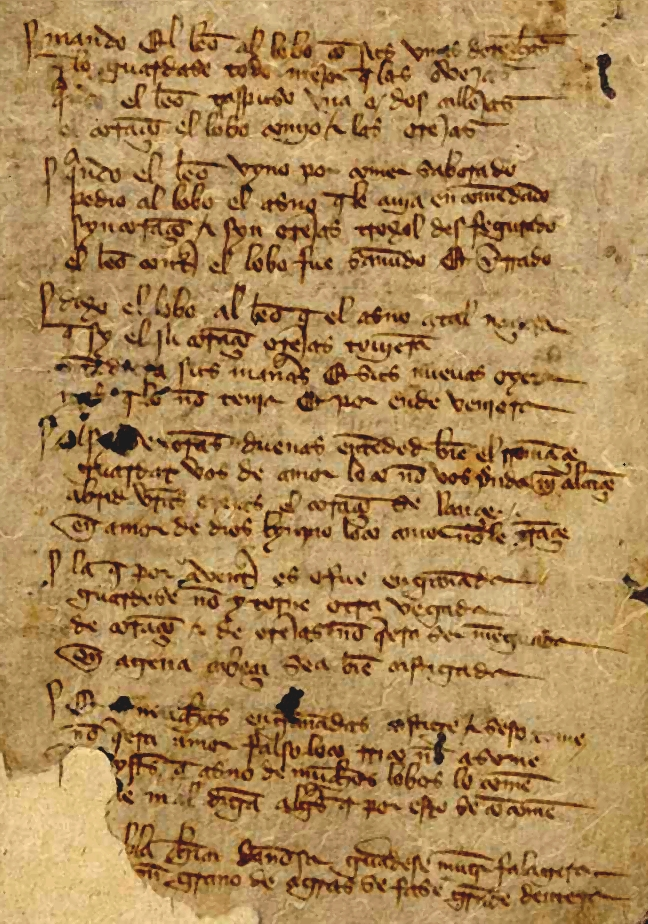
Foli 3r del manuscrit T (Toledo) del Libro de buen amor del conservat en la Biblioteca Nacional d'Espanya, Vitr. 6/1.

Un objectiu central de les crítiques és l'avarícia del clergat i la denúncia de la simonia —l'especulació material amb els assumptes espirituals—, que començava a Roma i s'estenia pertot arreu. En el Regne de Castella va destacar l'Arxipreste d'Hita que en un cèlebre fragment del Libro de buen amor deia:
| « | Yo vy allá en Roma, do es la santidat, Que todos al dinero fazian l'omilidat, Gran onrra le fazían con gran solenidat; Todos á él se omillan como á la magestat. Ffazie muchos priores, obispos é abbades, Arçobispos, dotores, patriarcas, potestades, A muchos clérigos nesçios dávales denidades, Fazíe verdat mentiras é mantiras verdades. Ffazie muchos clérigos e muchos ordenados, Muchos monges e mongas, rreligiosos sagrados; El dinero les dava por byen esaminados; Á los pobres dezían que non eran letrados. | » |

També es poden trobar crítiques a la gasiveria del clergat en l'anònim Libro de Alexandre o en el Rimado de Palacio del Canceller Pérez de Ayala, qui en una de les seves estrofes s'ocupa del papa:
| « | Agora el papadgo es puesto en riquesa, De le tomar qualquier no toman peresa, Maguer sean viejos, nunca sienten flaquesa, Ca nunca vieron papa que muriese en pobresa. | » |

Als estats de la Corona d'Aragó destaca la Disputa de l'Ase escrita en català pel mallorquí Anselm Turmeda en 1417 en la qual es descriuen una sèrie de costums dels frares contràries als els valoris que se'ls suposava als membres del clergat regular: la mandra, l'enveja, l'avarícia, la golafreria, etc. L'obra seria posada en l'Índex de llibres prohibits per la Inquisició al segle següent.
Al segle xv, de la crítica generalitzada del segle anterior —encara que aquesta encara es manté en obres com Triumphos de locura d'Hernán López de Yanguas en la que fa una crítica feroç dels comportaments de frares i monges— es passa a la crítica, de vegades satírica, de determinats membres del clergat. És el que van fer els castellans Fernando del Pulgar en les seves Crónicas de los reyes de Castilla o Fernán Pérez de Guzmán en les seves Generaciones y semblanzas. Així retrata aquest últim a l'arquebisbe Pedro Fredes, del que diu:
| « | Fou home de mitjana altura, de bon gest, no gaire lletrat, molt astut i reservat, tant que per maliciós era hagut: no va ser molt devot ni honest, ni tan net de la seva persona com a la seva dignitat es convenia; es vestia bé, menjava molt solemnement, es donava molt al delit i bons queviures i fines olors. En la seva parla i belluga del seu cos i gest, i la apacibilitat i dolçor de les seves paraules, tant semblava dona com a home... | » |

### El segle XVI: Renaixement i Contrareforma
La crítica satírica al clergat continua en el Renaixement amb Bartolomé Torres Naharro en la seva obra Propadalia, impresa a Nàpols en 1517, en la seva comèdia Tinellaria i en Soldadesca, en les quals no només llança els seus dards contra els cardenals i prelats sinó també contra els frares. Que sigui un clergue l'autor de la crítica no és gens infreqüent en aquesta època. Així, per exemple, un frare de Burgos criticava cap a 1520 la vida en els monestirs en una carta que va copiar íntegra Fra Prudencio de Sandoval en la seva Historia de la vida y hechos del emperador Carlos V i en la qual entre altres coses deia:
| « | I perquè sóc religiós no vull posar en l'oblit els monestirs que tenen vassalls i moltes rendes, sinó que quan es fiquen en religió deu ser amb zel de servir a Déu i salvar les seves ànimes. (...) I donáve'ns a menjars i beures, i tracten malament als súbdits i vassalls, sent per ventura millors que ells. (...) I els perlats dels monestirs es concerten els uns amb els altres i es fan un a un altre la barba, perquè l'altre li fa el serrell (com se sol dir), i no miren els seus deshonestitats, ni les esmenen, ni castiguen als seus súbdits les culpes, abans les encobreixen i vigilenn i passen per elles (com a gat per brases) (...) I uns altres alguns [bisbes] tenen respecte a fer majorats per als seus fills, a qui anomenen nebots, i així gasten les rendes de la Mare Església malament, i als pobres i esglésies no solament no els fan bé, abans treballen dels prendre i robar els calzes que tenen. | » |

Possiblement l'obra més representativa de la sàtira anticlerical sigui el Lazarillo de Tormes en el qual apareixen personatges com el "clergue de Maqueda, prototip d'avarícia, del butller, mirall de farsants, deixant d'explicar per alguns respectes el que al mateix li va ocórrer servint a un frare... Les aventures acaben amb el matrimoni de Lázaro amb la criada de l'arxipreste de San Salvador i una vida plàcida i plena de complaences envers el mateix arxipreste, tant de la dona com del marit, al que no espanten les murmuracions". En la segona part del "Lazarillo", signada per H. de Lluna, apareixien el costum dels clergues de Toledo d'aparellar-se amb dones conegudes amb el nom de "mules del diable" o els horrors que cometien els servidors de la Inquisició i com satisfeien les seves passions.
Amb la Contrareforma tridentina el principal valedor del qual és Felip II d'Espanya, la crítica anticlerical se suavitza per pressió de la Inquisició que considera que la crítica generalitzada als eclesiàstics és "llenguatge d'heretges", de la mateixa forma que determinats comportaments i costums "medievals" dels clergues se suprimeixen o es regulen. Quant al secular l'objectiu de la Contrareforma és el que anomena Caro Baroja "deslaificar": "prohibir-li que porti tufs, bigotis, colls, espases, armes que el fan semblant a qualsevol seglar; que ball a les festes, que camini abarraganat, que es dediqui a activitats profanes, comercials i d'una altra índole; que cometi usura, que celebri amb excés i dispendi les misses noves, que no guardi compostura en els batejos, noces i mortuoris; que accepti com a legítims ritus que fan olor de Paganisme, que mantingui als seus fills prop d'ell..." No obstant això aquesta reforma no arriba al clergat regular que segueix pul·lulant "els frares de cort medieval... El frare conegut segueix sent el mendicant que passeja per mercats i placetes, o el que assisteix a convits, anant-hi ràpid, o el que pronuncia sermons a tort i dret", comportaments que són denunciats per teòlegs, com Melchor Cano, per predicadors com Alonso de Cabrera o Pedro de Valderrama o per escriptors místics com Pedro Malón de Chaide.
Així a nivell popular els frares i els predicadores són protagonistes d'acudits i anècdotes que són recollits en petites obres com a "Floresta" de Melchor de Santa Cruz, apareguda per primera vegada en 1574, o com els Diálogos del afable entretenimento de Gaspar Lucas de Hidalgo, que va ser publicada a Madrid en 1606 i que va ser prohibida per la Inquisició dotze anys després. Un dels acudits que recollia aquesta obra era el que s'atribuïa a cert predicador que en un del seus sermons va dir:
| « | Com penseu senyores, que va trobar l'Àngel a la Verge quan li va venir a donar l'ambaixada? Penseu que estava cantant sarabandes i xacones com vosaltres? Estava en mala hora resant de genolls el rosari de la Mare de Déu davant d'un Sant Crucifix | » |

### Elseglexviii la primera meitat delseglexviii
Els escriptors Segle d'Or van tenir molt cuidat en les seves crítiques a l'Església i al clergat, encara que de vegades van aconseguir lliscar sàtires agudes. Miguel de Cervantes, segons Julio Caro Baroja, "va escriure sempre amb suavitat en descriure tipus d'eclesiàstics" però en la segona part de El Quixot va retratar de forma "seca, real i vulgar" al capellà dels ducs:
| « | un greu eclesiàstic d'aquestos que governen les cases dels prínceps; d'aquestos que, com no neixen prínceps, no encerten a ensenyar com ho han de ser els que ho són; destos que volen que la grandesa dels grans es mesuri amb l'estretesa dels seus ànims; d'aquestos que volent mostrar als quals ells governen a ser limitats, els fan ser miserables | » |

Lope de Vega en la seva correspondència privada mostra una gran antipatia pels frares. "Però els seus arguments són els populars. Unes vegades insisteix sobre la luxúria dels frares ["A la fe, Senyor, ells fan fills i uns altres els crien"], unes altres sobre l'avarícia ["tenen més tretes i maneres de viure que mercaders de mohatres"], unes altres sobre com resulten de perillosos com a enemics. Quevedo, per la seva banda va anar considerat "ateista" (ateu) pels seus contemporanis entre altres raons pel ridículs que descrivia als dimonis, la qual cosa donava entendre que no hi creia. No obstant això, segons Julio Caro Baroja, "aquell home que ha deixat fama que no es mossegava la llengua pel que fa a l'Església era un incondicional o tenia una prudència exquisida".
La crítica més aguda al clergat apareix en alguns narradors com Jerónimo de Alcalá en El donat parlador, en la qual al·ludeix a la seva avarícia, autors de comèdies com Juan de Matos Fragoso o poetes satírics com Villamediana que es refereix així al Patriarca Diego de Guzmán, capellà i almoiner de Felip III:
| « | Aquí jeu el Patriarca Comissari de les butlles. Que també per a les mules Té el seu ofici la Parca. | » |

En la novel·la Guzmán de Alfarache de Mateo Alemán es culpa de les conductes poc edificants dels frares als pares "traïdors" que obliguen als seus fills a ordenar-se "per no tenir hisenda per deixar-li o per altres causes mundanes i vanes". El resultat és que "es van després pel món perduts apòstates, deshonrant la seva religió, afrontat el seu hàbit, posant perill en la seva vida, i ficant en l'infern l'ànima". Cal tenir present que, segons Caro Baroja, "a mesura que va ser passant el segle xvii, els defectes del clergat regular van anar fent-se més patents a ulls de propis i estranys", i d'aquí l'enorme popularitat que va aconseguir en l'època, i als dos segles següents, la comèdia El diablo predicador de Luis Belmonte Bermúdez. "La comèdia té com a tema central l'obligació imposada a Luzbel temporalment, d'ajudar en hàbit de frare a uns franciscans als quals havia fet la vida impossible, de manera que, en poc temps, es van veure pròspers i rics, amb diversos convents fets pel mateix dimoni. Els actes d'aquest no eren menys celebrats pels admiradors de l'obra que les dites del graciós d'ella, que és fra Antolín, model de llecs goluts i grollers, al que el diable predicador porta pel carrer de l'amargor, sotmetent-lo a un puritanisme veritablement diabòlic". L'obra va ser prohibida per la Inquisició a principis del segle xix.
La disputa entre els ordes religiosos i la nova Companyia de Jesús ens ha deixat testimoniatges de l'"odi intern dins del clergat, amb repercussions incalculables", segons Car Baroja. Aquest mateix autor cita la col·lecció de cartes que va rebre el jesuïta Rafael Pereyra entre 1634 i 1648 —que van ser publicades dos segles més tard— en les quals els seus corresponsals, també jesuïtes, relaten les faltes, vicis i fins i tot crims comesos per membres del clergat regular.
La crítica popular al clergat, especialment al clergat regular, se centra en la falta de relació entre el que predica i el que fa realment. Així es destaca el seu holgazanería, la seva luxúria, la seva avarícia, etc., "vicis" del clergat que recull el refranyer clàssic on existeixen més de dos-cents refranys sobre frares i sengles sobre clergues en general, sent els referits als primers generalment més irreverents. Per exemple:
| « | Frailes, aun de los buenos, los menos. Gorriones, frailes y abades, tres malas aves. En el fraile y la mula, la coz es segura. El fraile en su convento, y bien dentro. Los frailes entran sin conocerse, viven sin amarse y mueren sin llorarse. Clérigo, fraile o judío, no le tengas por amigo. Judío, dona y hombre con corona, jamás perdona. Monjes y frailes, putas y pajes, todos vienen de grandes linajes. Clérigos, frailes, pardales y chovas, ¿dónde vais las cuatro royas? Clérigos, frailes, pegas y grajas, do al diablo tales cuatro alhajas. | » |

Abunden els refranys referits a l'"avarícia" dels frares:
| « | Ahí va un fraile; no irá en balde. Gente de sotana, nunca pierde y siempre gana. Dios proveerá; mas buen haz de paja se querrá. Quien dijo fraile, dijo alforja y fraude. En casa de capellán, nunca falta pan. Frailes, ratas y pardales, nuestros enemigos mortales. Gente con pie de altar, mucho pedir y poco dar. Dos cosas no se pueden saciar: los frailes y el mar. Frailes y monjas, el dinero esponjas. Fraile que te agasaja, de ti quiere sacar raja. No hay clérigo pobre, ni casado rico. Fraile que su regla guarda, toma de todos y no da nada. Fraile que pide por Dios, pide para dos. Frailes y monjas, de dinero esponjas. El fraile descalzo se pone las botas de los demás. Gente con sotana nunca pierde y siempre gana. | » |

També són molt freqüents els refranys referits a la “luxúria” dels clergue, sobretot dels regulars:
| « | A clérigo ni fraile le fíes tu comadre. El abad que no tiene hijos, es que le faltan argamandijos. No digas de esta agua no beberé, ni este cura no es mi padre. A casa del cura, ni por lumbre vas segura. Por las piernas del vicario, sube la moza al campanario. Del fraile flaco y cetrino, guardaos, dueños dél, que es un malino. El fraile, con sol de casa. Fraile que pide pan, toma carne si se la dan. | » |

També n'hi ha que es refereixen a la mandra i golafreria del clergat regular:
| « | Dejar hambre y frío por amor de Jesucristo, es de hombre listo. Comer y beber y andar por el aire, éstos son los mandamientos del fraile. Fraile que va merendar, lleva buen andar. Seis horas cantando, seis comiendo, seis paseando, seis durmiendo, y las demás estudiando. Fraile gordo y casado delgado, ambos cumplen con su estado. | » |

Així mateix existeix un anticlericalisme popular més radical expressat en cartells, pasquins i fulles soltes, com en un cartell que va aparèixer en 1645 a Écija que deia:
| « | Tractat d'apurades veritats. Els clergues, frares i teatins solament són per usurpar al Rei les seves alcabales i patrimoni. Els clergues i frares els més estan conxabats. Els clergues i frares són carnissers, taverners, venedors de tabac, lladres de sal, que encara no la deixen llaurar. Amb els frares i clergues no hi ha groller ni qui serveixi aquesta república. Els clergues i frares enganyen als babaus en les confessions, i àdhuc sol·liciten en elles. Els clergues i els frares són desvergonyits fins a en el púlpit. Els clergues i frares de missa solament ho són, que els altres són clergues i frares i teatins de devoció, que es casen i els veiem amb fills. Els clergues d'ordres menors no són clergues sinó lladres d'alcabales... Clergues i frares hi ha conseguidors que busquen a qui donar i prestar diners amb gran guany: fora millor fer una lleva i portar tota aquesta canalla a servir al Rei, i no estar-se murmurant en quadrilles a la plaça de quants entren i surten, volent governar-ho tot. | » |

En la primera meitat del segle xviii, destaca el llibret Virtut en el uso y mística a la moda publicat en 1729 sota el nom de Fulgencio Afán de Ribera i que consisteix en un manual de "mística bribónica", utilitzant l'expressió que es troba en ell. En l'obra apareix el personatge del Germà Carlos del Niño Jesús, que segons Caro Baroja, "és una figura mel·líflua, donada a pràctiques de pietat corrents però realitzades amb ostentació". La intenció d'Afán de Ribera és moralitzadora en denunciar "una pietat en què el símbol semblen les puntes, els encaixos de bolillos, els papers de plata i or, les flors artificials, i altres objectes curiosos i artificiosos, però de poc valor, amb què monges i beates van adornar els altars. Devoció de confiteries, cereries i tendes de ventalls i rosaris, lectures de llibrets pietosos els noms dels quals ens fan pensar en florers i rams, com els de Juan Nieto [autor del Manogito de flores] i el Pare Buenaventura Tellado [autor del Nuevo manogito de flores, en tres ramilletes, compuesto de diversas Flores para todas personas Cathólicas, Eclesiásticas i Religiosas...], o en tertúlies i festejos, com el de Joseph Haro de San Clemente, que de manera una mica còmica, va declamar contra l'efeminació dels costums de la seva època". També en certs poemes escrits per clergues, com Juan José de Salazar y Hontiveros o Diego de Torres Villarroel es critica la vida dels frares, encara que "la sàtira frailesca més famosa del segle i per ventura de tota la Literatura espanyola" no es publica fins a mitjan segle. Es tracta del "Fra Gerundio de Campazas" del Pare Isla.

## Els inicis de l'anticlericalisme contemporani (1750-1820)
“Potser és una obvietat que l'anticlericalisme cal desxifrar-lo com un fet que, en el seu propi concepte, no pot existir sinó com a rèplica a un poder evidentment clerical. Precisament van ser textos i pamflets, elaborats pel clergat amb caràcter militant i amb finalitats hagiogràfics, els que van llançar, arran de les seves primeres derrotes polítiques, l'anatema de l'anticlericalisme. Van definir així, de manera pejorativa, per la seva negativitat, el comportament i les mesures que el liberalisme adoptava en el procés d'organització d'un Estat i d'un mercat des dels principis de sobirania nacional, representativitat ciutadana i llibertats econòmica i de pensament. Eren principis revolucionaris que abolien segles de monopoli cultural, d'immobilització de béns i de taifa política. No obstant això, des dels seus primers passos el liberalisme espanyol —cal destacar-ho— és catòlic no només per definició constitucional, sinó també per prohibició de la llibertat religiosa, una qüestió que es plantejaria amb excessiva tardança”.

### Les crítiques al clergat dels il·lustrats

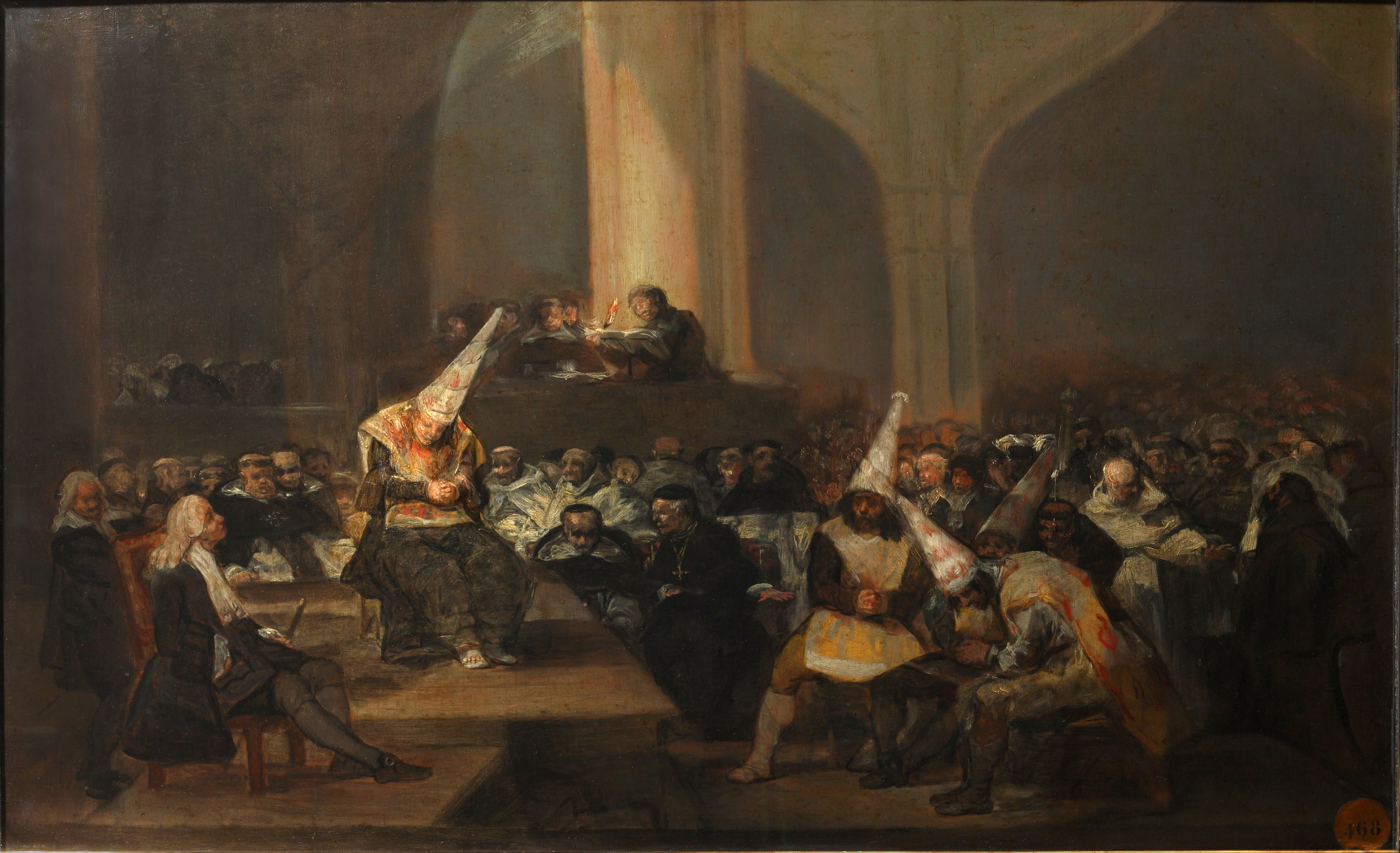
Acte de fe de la Inquisició espanyola, vist per Francisco de Goya

Els il·lustrats espanyols no pretenien canviar l'Antic Règim, per la qual raó no van qüestionar el paper de l'Església catòlica i del clergat en la societat sacralizada del segle xviii —on tant les conductes públiques com a privades estaven determinades per les creences i els preceptes de l'Església catòlica, i on el clergat se situava en un pla superior als laics—, però volien treure Espanya de l'“endarreriment” en què es trobava i posar-la en el camí del “progrés”, per la qual cosa van plantejar la reforma de l'Església i del clergat perquè també des de la seva pròpia esfera contribuïssin a la difusió de “les llums”. Així van criticar tots aquells comportaments del clergat que s'apartessin de la seva fi pastoral, o en el cas dels ordes religiosos van denunciar la seva “ociosidad” i la seva escassa aportació a aquesta mateixa labor pastoral, sense propugnar per això la seva abolició, així com van criticar algunes institucions eclesiàstiques, com els beneficis sense capellà d'ànimes, i van propugnar la reforma, que no l'abolició, de la Inquisició. Per als il·lustrats, “el clergue ha de complir una funció assistencial, ha de ser vehicle de les llums (instructor del poble) i ha de contribuir a erradicar les falses suposicions i el fanatisme”.
La crítica al clergat des de l'òptica de “les llums” i de la raó els va portar als il·lustrats a ressaltar els defectes del clergat, especialment d'aquells clergues que més es desviaven de la seva autèntica missió pastoral, assenyalant fins i tot els seus vicis personals, i, abans de res, la responsabilitat del clergat en el manteniment del fanatisme i de la superstició, dues dels principals obstacles al progrés moral, segons els il·lustrats. “Al mateix temps, va començar a generalitzar-se la idea que bona part del clergat consumia i no produïa, per la qual cosa no només resultava una rémora per a la societat, sinó que a més era un obstacle per aconseguir la felicitat material, objectiu irrenunciable de l'ideal il·lustrat”.
Així sense defensar una política obertament anticlerical –“els va contenir la seva pròpia religiositat, l'escassa decisió per traspassar els límits imposats per la societat estamental i l'excessiva dependència del poder… [a més que] el control exercit per la Inquisició impedís als crítics més decidits expressar resoltament el seu pensament”-, els il·lustrats van iniciar “un procés de conseqüències insospitades. A mesura que aquestes idees es van estenent per la societat, la crítica al clergat és més directa, proliferen les sàtires i afloren ressentiments i venjances. De l'ideal sublim de reforma es va descendint a la crítica personal, recarregant les tintes en els vicis del clergat. I aquest queda exposat, encara amb molt control però de forma palpable, a l'odi popular, com es comprovarà més endavant, quan les masses se sentin amb llibertat per expressar-se”. D'altra banda aquesta crítica al clergat va trobar cert ressò en la Monarquia perquè servia a la seva política regalista de subordinació del clergat i de l'Església a la seva autoritat

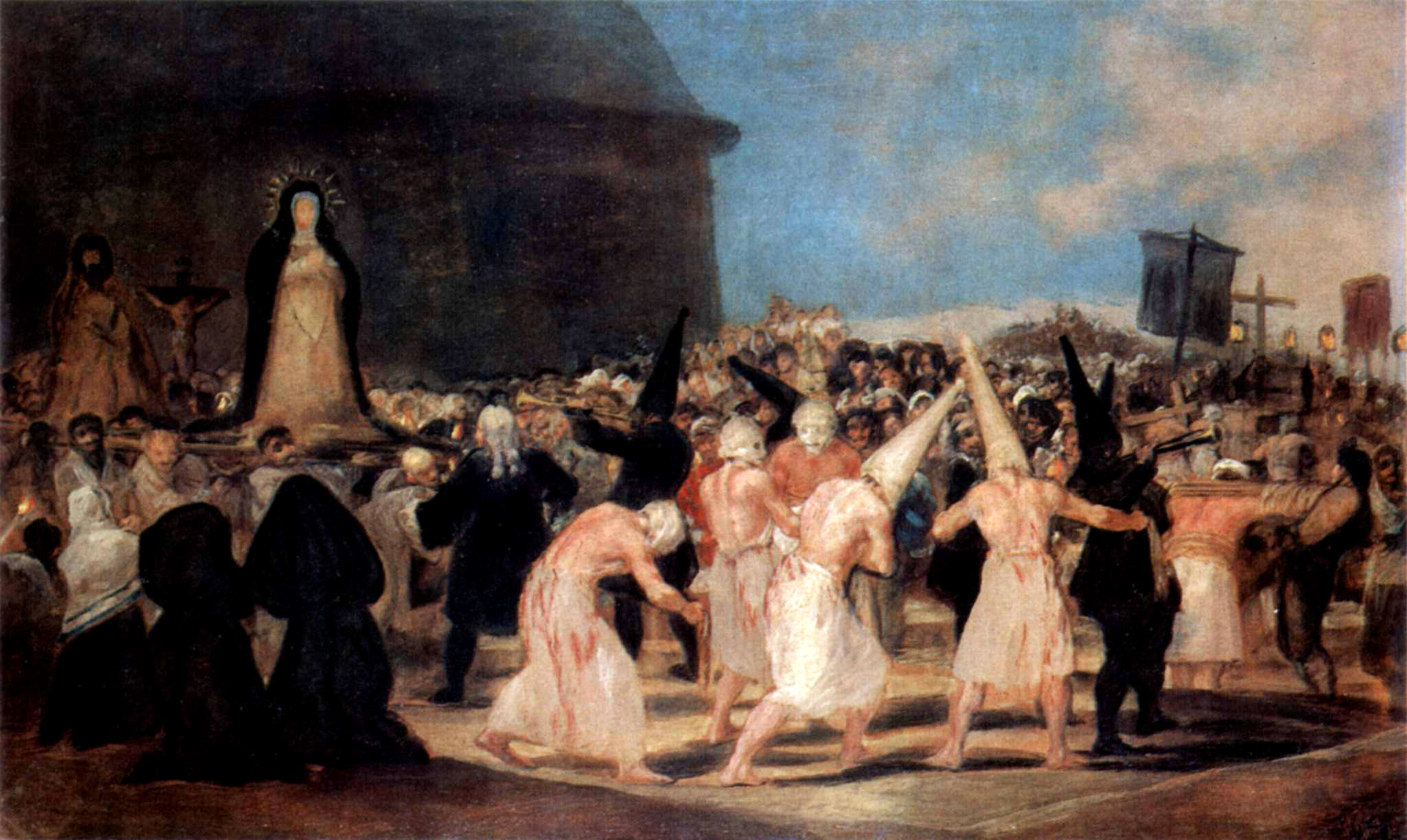
Processió de disciplinants, de Francisco de Goya. Aquest pintor compartí la crítica dels il·lustrats a las pràctiques religioses "supersticioses".

Els il·lustrats van propugnar una nova forma d'entendre la religiositat, més ancorada en els valors i les pràctiques de l'Església primitiva i, per tant, defensaven un nou ideal de societat i de moral. Així que també van criticar durament les pràctiques religioses que qualificaven de supersticioses als ulls de la raó, sobretot les de la religiositat popular, de les quals van fer responsables al clergat. Així mateix aquesta defensa de l'ideal de les primeres comunitats cristianes els va portar a criticar l'excessiva riquesa del clergat i la seva excessiva preocupació dels afers temporals que contrastava amb la pobresa i la dedicació exclusiva als afers espirituals del clergat de l'Església primitiva. Per això van criticar al clergat, i sobretot al clergat regular, del seu temps perquè no responia a aquest ideal: per la seva avidesa per les riqueses, especialment entre l'alt clergat; pel seu ociosidad, especialment la dels ordes religiosos; per la seva ignorància; per la seva tendència a propiciar pràctiques religioses “supersticioses”; i per la seva immoralitat, destacant especialment els casos d'incompliment del vot de castedat.
La reforma del clergat, la creació d'un nou tipus de clergue, és impulsada des de la Monarquia, sobretot per Carles III, en aplicació de la seva política regalista, en el que troba un gran suport entre els il·lustrats que defensen que el clergat ha de deixar de constituir una càrrega i ser útil a la societat, per la qual cosa qüestionen la vida contemplativa, un dels principis bàsics de l'Església oficial. A més qüestionen la riquesa dels eclesiàstics, ja que per a ells només troben justificació si serveixen a les necessitats pastorals o s'utilitzen en l'ajuda als pobres. També ataquen les falses vocacions (La Mojigata de Leandro Fernández de Moratín) i que en la selecció de bisbes i arquebisbes no prevalgui la vàlua personal sinó la pertinença a l'estament nobiliari.

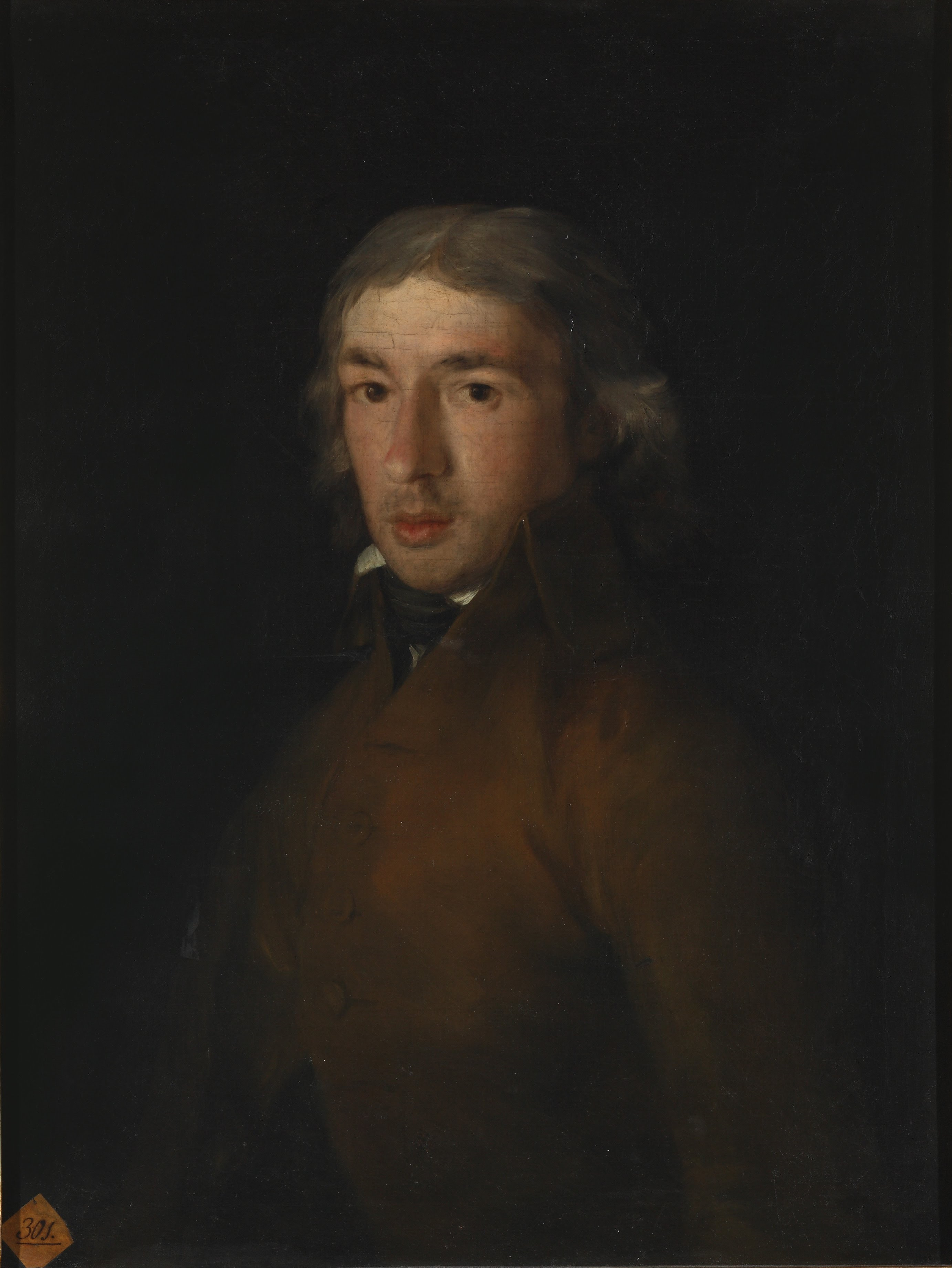
Leandro Fernández de Moratín, retratat en 1799 per Goya

Les crítiques les van realitzar creients que defensaven la revaloració del paper del laic a l'Església i el prototip de la qual tal vegada és l'il·lustrat valencià Gregori Maians i Siscar, qui “assumeix amb responsabilitat la comesa que creu correspondre-li, tractant sobre moral i sobre Teologia amb la mateixa intensitat amb què aborda qüestions alienes a l'àmbit religiós”. I d'altra banda a la crítica dels il·lustrats, també se sumen alguns clergues (entre els quals es troben diversos bisbes o el mateix inquisidor general Felipe Beltrán), que aporten nous arguments per a la necessària reforma del clergat i de les pràctiques religioses, més d'acord amb l'Església primitiva, en el que coincideixen amb els il·lustrats. Així mateix defensen l'aplicació de la regla fundacional als ordes regulars de pobresa, obediència i castedat, denunciant el seu incompliment.
Així es va anar configurant una imatge ideal del clergue molt diferent de la real: pobre, amb autèntica vocació religiosa, completament dedicat a la seva labor pastoral i preocupat per la difusió de les “llums” i del progrés material i per erradicar les pràctiques supersticioses, sotmès a les lleis de la monarquia. Est ideal es correspon amb el del rector (que és útil, està en contacte amb els fidels, obeeix al seu bisbe i limita les seves funcions a l'àmbit espiritual i assistencial), al que s'oposa el clergue regular, portador de tots els efectes a erradicar, el comportament dels quals no s'ajustava a l'ideal forjat pels il·lustrats ni als desitjos de la Monarquia d'un clergat útil.

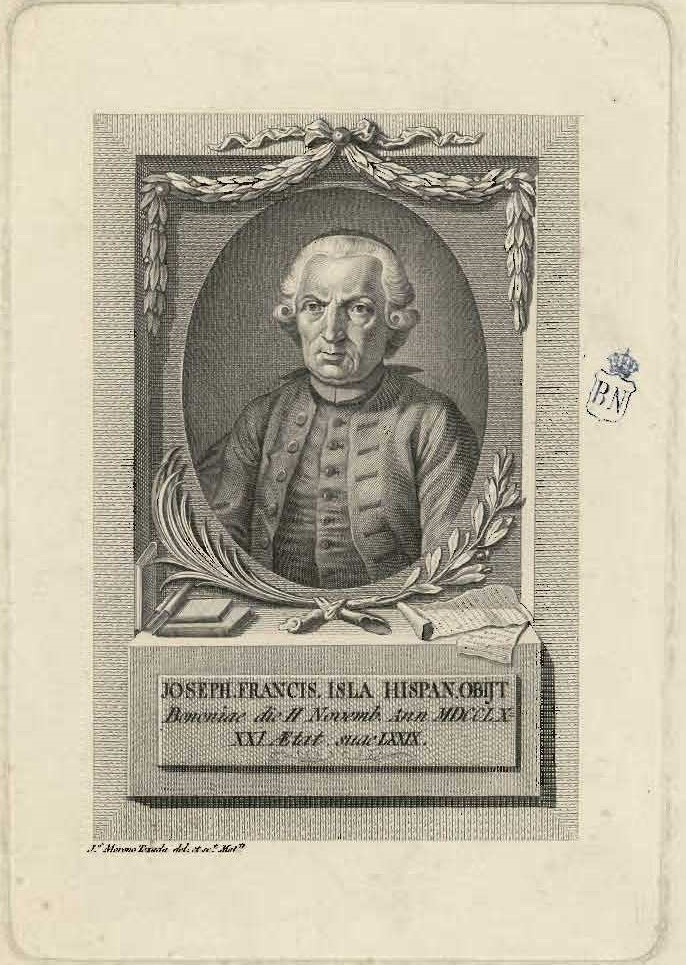
José Francisco de Isla, autor de l'obra Fray Gerundio de Campazas

La crítica al clergat regular va coincidir amb un moment de profunda crisi de les ordes religiosos a causa de la disensiones a l'interior d'aquestes, que van transcendir immediatament al públic, la qual cosa va alimentar encara més el seu desprestigio en determinats àmbits socials i la deterioració de la seva imatge social: falta de vocació, relaxació de costums amb frares donats a la beguda, al joc o a l'assetjament de les dones; o amb monges que no observaven el vot de castedat. Tanmateix, la crítica també era econòmica doncs els fidels també es queixaven de les rendes pagades als monestirs o de les peticions d'almoines dels ordes mendicants. Amb tot això el clergue va deixar de ser una figura intocable en la societat, desacralizando la seva posició doncs semblava tenir tants vicis com el laic, alguna cosa impensable en una societat com la de l'Antic Règim. Així les crítiques dels il·lustrats i de membres del mateix clergat van alimentar les crítica a nivell popular. Va ser el que va ocórrer, per exemple, amb la coneguda novel·la del pare José Francisco de Isla, Historia del famoso predicador fray Gerundio de Campazas, alias Zotes de 1758, la intenció del qual era millorar la predicació però la seva part satírica aviat es va fer molt popular.
Segons Julio Caro Baroja, el "Fray Gerundio de Campazas" del jesuïta Pare Isla és "la sàtira antifraresca més famosa del segle i per ventura de tota la Literatura espanyola [que] no fa sinó pintar frares ficats a tot arreu, fent gala d'una locuacidad aterridora. Crec que el jesuïta lleonès no va obtenir el resultat que pretenia, i es comprèn que la Inquisició manés recollir el seu Fray Gerundio, perquè reflecteix l'existència de tals vicis en el clergat regular, que no podia més de preguntar-se el que llegís aquell llibre amb trossos magnífics, però, en general, pesat, quina classe de país aguantava aquests rectors de consciència".

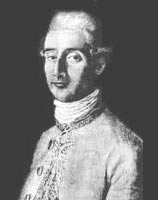
Félix María de Samaniego.

Alguns escriptors també van mostrar en les seves obres una més o menys exacerbada crítica anticlerical. És el cas de Leandro Fernández de Moratín, que en la famosa El sí de las niñas, segons Julio Caro Baroja, "ataca l'educació formalista d'alguns pares, que fa que tinguin filles beates en l'exterior però de profundes passions i mals instints". Un tema que torna a repetir a La mojigata, estrenada en 1804, i que va ser prohibida per la Inquisició. Un altre escriptor que va tenir problemes amb la Inquisició pel seu anticlericalisme va ser Félix María Samaniego que va ser reclòs "per una temporada" en el convent bilbaí del Desierto "per denúncies respecte a la seva irreverència", segons Caro Baroja. De la seva estada allí va escriure una "saladíssima sàtira, que es coneix avui només per fragments en la qual descriu la vida que portaven els pares carmelites. La descripció del refetor i el menjar, presidit tot per una trista calavera":
| « | Verá entrar con la mente fervorosa por su puerta anchurosa los gigantescos legos remangados, cabeza erguida, brazos levantados, presentando triunfantes tableros humeantes, coronados de platos y tazones, con anguilas, lenguados y salmones; verá también, así como el primero en la refriega el capitán guerrero entra por dar espíritu a su gente; verá, digo, que el mismo presidente levanta al cielo sus modestas manos, pilla el mejor tazón, y sus hermanos, imitan como pueden su talante: y al son de la lectura gangueante. que es el ronco clarín de esta batalla, todo el mundo contempla, come y calla. | » |

A la fi del segle xviii segle, després de l'impacte de la Revolució Francesa, la crítica il·lustrada (León de Arroyal, Juan Meléndez Valdés, Manuel José Quintana, Ramón de Salas, José Marchena…) al clergat i a l'Església es radicalitza. I alguns d'aquests intel·lectuals poden ser qualificats com a llibertinss per la seva despreocupació respecte a les pràctiques de pietat, la seva actitud poc reverent cap al clergat i la seva disposició a lluitar de paraula i d'obra contra qualsevol besllum d'influència clerical en la societat. Va ser el cas, per exemple, del director de la fàbrica de seda de Múrcia, José Ibarrola, que va ser acusat de no anar a missa els diumenges i dies festius, d'acabar amb el costum de resar el rosari a la fàbrica, de suprimir les almoines per a misses, frares, germanors i pobres, etc., intentant crera un espai laic a la fàbrica. Entre aquests llibertins destaquen Luis Gutiérrez, la novel·la del qual Cornelia Bororquia va tenir una enorme influència en l'anticlericalisme del segle xix, i José María Blanco Crespo "Blanco White", els qui, segons l'historiador Emilio La Parra, constituirien l'enllaç de l'anticlericalisme religiós de la Il·lustració i el que va més enllà de la crítica a determinats comportaments de certs membres del clergat per posar en qüestió la posició del clergat i de l'Església catòlica en la societat.
El descrèdit del clergat es pot apreciar també en els Capritxos de Francisco de Goya, alguns dels quals són una sàtira anticlerical despietada. “La burla de Goya no es deté en els tòpics de la crítica anticlerical, encara que també els utilitza, sinó que va més enllà i unes vegades frega la irreverència i unes altres es mofa dels vots religiosos i de certes funcions del ministeri sacerdotal”. Julio Caro Baroja destaca el "violent anticlericalisme de Goya, que en els seus dibuixos i aiguaforts va fer la més feroç i despietada centura de la vida, hàbits, costums i manera de pensar de frares, teòlegs, inquisidores, professors i curiales, dominats per l'esperit de l'Església tradicional, tal com es presentava als ulls d'ell i del seu grup a finals del segle xviii i començaments del segle XIX". El frare goyesco és espantós, risible, xaró, taujà, afirma Caro Baroja. "N'hi ha prou amb contemplar qualsevol repertori gràfic goyesco per comprovar-ho. Ja en "Els Capritxos" (1793-1796) hi ha alguna sàtira frarenca, com la del lloro predicant (número 53: "¡Quin bec d'or!"), o la del "¡Trágala, perro!" (nº 58), o la dels frares bevent (nº 79: "Ningú no ens ha vist")".
|  |  |  |

|  |  |  |  |

Les crítiques dels il·lustrats al clergat van contribuir a desacreditar-ho i serviran de base per a les primeres manifestacions pròpiament anticlericals del primer liberalisme que es desenvolupa a partir de 1808, molts dels membres dels quals s'havien format en les idees de la Il·lustració “L'actuació dels il·lustrats (amb la ploma o el pinzell), unida a les cobles populars, als acudits de tertúlies i les converses privades i de cafè van erosionar la intangibilidad del clergue. Els crítics més decidits van prescindir de les pràctiques de pietat i van manifestar clarament la seva pèrdua de respecte cap als eclesiàstics. A partir d'aquesta situació, podria ocórrer qualsevol cosa. A Aranjuez van arrossegar Manuel Godoy i li van donar punyalades intentant posar fi a la seva vida. També en aquella ocasió va assaltar la torba la casa del canonge Duro, amic del Príncep de la Pau, i algun va sortir al carrer amb el bonet de l'eclesiàstic al capdavant. La irreverència havia fet un pas”.

### Els inicis de l'anticlericalisme popular contemporani
Els il·lustrats, encara que no va ser el seu propòsit, van aixecar la veda de la crítica popular al clergat, de la seva vida licenciosa, en formes de cobles de cec, de composicions poètiques o de converses en tertúlies, en les quals va abundar el to sarcàstic, groller i fins i tot obscè, alguna cosa que no era nou però que va aconseguir major difusió que en altres èpoques. En alguns casos la crítica popular s'alimentava de les disputes entre els mateixos clergues per un càrrec o per un benefici eclesiàstics o dels enfrontaments entre convents i parròquies en els quals de vegades es recorre a insults i desqualificacions i, en els judicis, a testimonis laics que acusen a l'altra part de conductes llicencioses. En un d'aquests judicis celebrat a Lleida en 1769 un testimoni va afirmar que els preveres «secuaços dels jesuïtes» portaven vida poc exemplar, que alguns vivien amb dones de mala fama i uns altres eren aficionats al «tracte amb dones ben semblants».
La progressiva deterioració de la imatge del clergat va facilitar la proliferació de sàtires cada vegada més atrevides i procaces. Per exemple en 1800 certa suposada dama va contestar a una ordenança de l'arquebisbe de Granada sobre la forma de vestir les dones a les esglésies amb unes Coplas sin pies ni cabeza sobre la excomunión de trajes en les quals es deia:
| « | Que el clero de esta ciudad maneje la sota de oros, que ande en comedias y toros con la mayor libertad, que viva con liviandad sin decoro ni conciencia a esto calla su Excelencia. (...) Que en maridable armonía, como sabe el mundo entero, viva el pisaverde clero con mozas de gran valía, y que la moneda pía se consuma en tal licencia , a esto calla su Excelencia. Mas que una mujer pasee con jubón o con camisa, que lleve flecos a misa, que la cabeza se asee, que su cuerpo zarandee con total indiferencia, a esto gruñe su Excelencia | » |

Quan van ser analitzades les “Cobles” per la Inquisició espanyola aquesta va destacar que el més greu de les mateixes era dir de l'arquebisbe que «gruny», perquè «embolica un menyspreu formal de la seva autoritat», ja que «grunyir» només s'aplica a «animals inmundos». I això era tant més greu, ja que les cobles en qüestió es van difondre amb facilitat. Ho confirma l'advertiment del comissari de la Inquisició d'Écija en fer la denúncia: «el tal paper s'ha estès de tal manera que no hi ha persona que no tingui un exemplar».
En les sàtires anticlericals es destacava la seva obsessió pel sexe i pels diners, és a dir la seva avarícia i la seva luxúria i de vegades la crítica va més enllà de la denúncia dels vicis i frega l'atac als sagraments, alimentat per les denúncies del delicte de sol·licitació en confessió. “En Confesiones de una niña (1806), una jove narra en confessió a un frare com va perdre la virginitat davant l'assetjament d'un cavaller i en prometre que no caurà mai més en la luxúria, exclama el frare: «Aquest sí que és gran pecat / no l'absoldré mai»”. “Al segle xviii la Inquisició va assumir moltes denúncies [del delicte de sol·licitació] i va castigar, encara que no amb la severitat esperada, als sol·licitants, però el poble va ser conscient de la dificultat per portar endavant un assumpte d'aquesta naturalesa. Va comprovar, a més, que els inquisidors s'interessaven més per rentar l'honor del clergat i salvar la dignificació del sagrament de la penitència que per la dona, autèntica víctima dels abusos clericals. Tal vegada només coneguem una part escassa de la magnitud d'aquest fenomen, la gravetat del qual va aconseguir tal grau que explica Joaquín Lorenzo Villanueva que un dia l'inquisidor general Felipe Beltrán li va dir: «Si no fora per la Inquisició, el confessionari seria un bordell».
Els il·lustrats van recalcar els vicis dels clergues sense posar en dubte els sagraments. La crítica popular va més enllà i conscient o inconscientment planteja dubtes més seriosos. Amb l'esclat de la Revolució Francesa la crítica es va accentuar i es va fer cada vegada més cruel, també en forma d'estampes i gravats. Aprofitant l'ocupació pels francesos, durant la Guerra de la Convenció, d'algunes ciutats del País Basc, determinats individus van deixar anar opinions anticlericals absurdes, com el cas d'un escrivà de Beasain, José Hilarión Maíz, al que la Inquisició va acusar d'haver afirmat:
| « | que els capellans i frares eren uns mentiders i que el que ensenyaven era un fanatisme i no calia creure-ho; que les monges morien rabiant i que les més es condemnaven. Que cap feia més picardies amb les dones que els capellans i frares; que en els púlpits parlaven bé i, en baixant, obraven malament i s'anaven a festejar les dones a les cases. Que els clergues anaven a dir missa després d'haver passat la nit amb una mossa. Que els clergues i frares eren uns murris i dimonis que usurpaven la gent pobra. Que si vespra a la nit va dormir el clergue amb la seva criada, per què ell havia d'anar a sentir la seva missa? Per a què eren els clergues i per a què servien i si calia que se'ls posés en la deguda regla. Que no havia d'haver-hi tant clergue ni frare | » |

Que aquestes crítiques tenien algun fonament ho demostren els testimoniatges dels propis clergues, com el de Juan Antonio Posse, rector en localitats de la província de Lleó, en les memòries de la qual afirma que en arribar a la seva primera destinació es va trobar amb «uns capellans de presentació ignorants o criats de servei, clergues mercenaris, ebris i conjugadors (sic) i tot un clergat la saviesa del qual era una mica de mal llatí i alguns casos del pare Larraga, componien tot el que per la rodalia hi havia de més il·lustrat.» L'acció pastoral d'aquest clergat, segueix el mateix autor, és nul·la i, per tant al poble impera la superstició i la moral depravada: «la lascívia més impúdica [existeix] en totes les classes i àdhuc des de la més tendra edat»". “El clergat del seu temps, tal com ho reflecteix [Posse], emmalalteix de formació intel·lectual i de consistència moral. El mal l'atribueix a l'educació impartida en el seminari: s'imbueix la continència sexual, però no es proposa als seminaristes l'abandó de les riqueses i l'ambició, abans al contrari, se'ls recalca que si es mantenen obedients al bisbe obtindran bons curats. Això s'agreuja per l'exemple permanent de l'alt clergat, especialment els canonges, blanc de les més severes crítiques de Posse. En les seves memòries pinta a l'alt clergat com a ambiciós, superb, intrigant i venal”.

### La Guerra del Francès i la Monarquia de Josep I

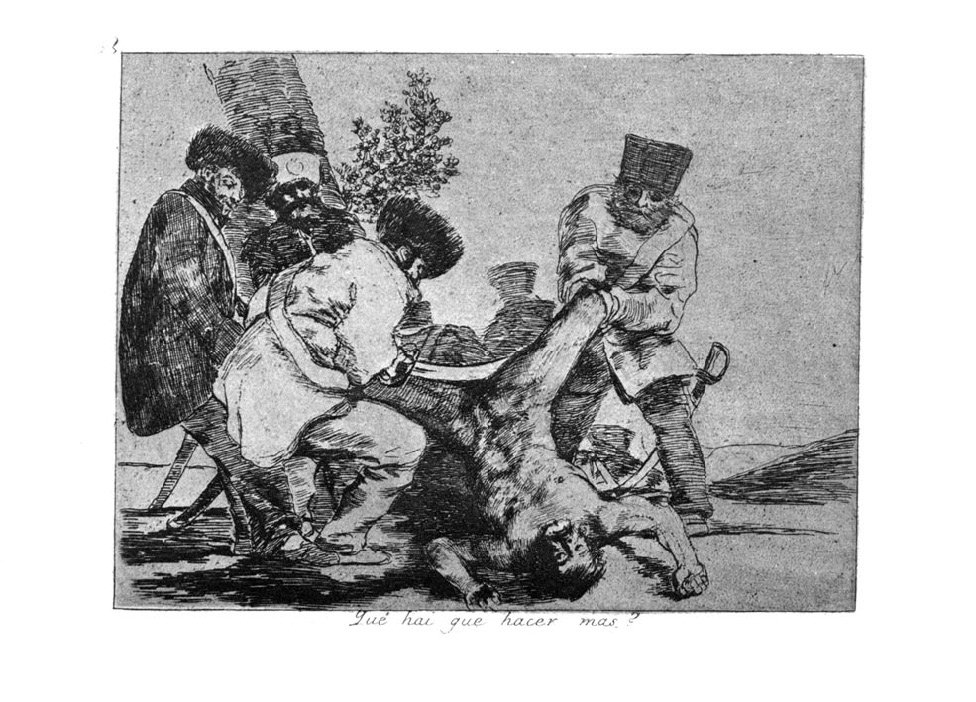
Els desastres de la guerra, n.º 33: «Què cal fer més?». Goya reflecteix en la seva obra gràfica la brutalitat i barbàrie al fet que es va arribar en la Guerra del Francès

La Guerra del Francès també va ser una guerra civil entre espanyols, perquè va enfrontar als partidaris de Josep I Bonaparte, anomenat pels seus rivals “afrancesats”, amb els qui no van donar validesa a les abdicacions de Baiona i no reconeixien un altre rei que Ferran VII, que es diran a si mateixos “patriotes”. Enmig d'aquest enfrontament se situa el clergat que rebrà els atacs d'un o un altre bàndol en funció de si es tracta d'un clergue “patriota” o un “afrancesat”, inclosos els d'uns clergues contra uns altres. Això dona pas a situacions impensables uns anys abans, ja que assassinar un sacerdot deixa de ser un crim sacríleg si és del camp oposat. Va ser el cas, per exemple, de dos sacerdots “afrancesats”, els canonges Juan Diego Duro i Cándido Mendívil a Toledo, que van ser «viguritzats» segons es deia llavors —o sigui, assassinats i arrossegats després els cadàvers pels carrers—, com es pot veure en el conegut gravat de Goya Ho mereixia, de la sèrie els Desastres de la Guerra. A més dins del camp “patriota” es va produir l'enfrontament entre els liberals, continuadors de l'ideal il·lustrat d'un clergat allunyat de les riqueses i dels assumptes temporals però que per aconseguir aquest objectiu proposen una mesura molt més radical com és la de dissoldre els ordes religiosos i desamortitzar els seus béns, i els absolutistes oposats a qualsevol reforma que menyscabi la posició privilegiada del clergat pròpia de l'Antic Règim. No obstant això en cap dels costats va haver-hi un atac a la religió, i les manifestacions d'irreligió van seguir sent excepcionals en els anys de la Guerra del Francès.
“El clergat es va comprometre a l'excés en les disputes polítiques i en les lluites periodístiques i va perdre credibilitat. En el púlpit es va defensar amb els mateixos arguments la legitimitat de la monarquia josefina i l'aixecament en armes contra ella. Certs eclesiàstics van incitar a la venjança contra els afrancesats i va haver-hi sacerdots al capdavant de partides guerrilleres, protagonistes d'actes memorables de crueltat”.
En la Monarquia de Josep I es va perseguir la mateixa fi que el dels il·lustrats, reformar el clergat, però es va haver d'enfrontar a la manifesta oposició de la majoria del clergat deguda, entre altres raons, a les actituds anticlericals de les tropes franceses: insults a la religió i als seus ministres, actes d'irreverència, que en moltes ocasions van arribar al pillatge i a la profanació dels temples, i que de vegades van arribar a assassinar alguns clergues. Quan s'aproximaven els francesos a un lloc el clergat, encapçalat pel seu bisbe, l'abandonava. Es va entrar així en una dinàmica clericalisme-anticlericalisme que va estar centrada en les ordes religiosos a les quals es culpava del desafiament a l'autoritat del nou rei Josep I, per la qual cosa a l'agost de 1809 es va decretar la supressió de tots els ordes religiosos, també per fer front als problemes de la Hisenda real perquè els seus béns van ser declarats “béns nacionals” i desamortitzats. Es va aplicar així el Reglament per a l'Església Espanyola enviat a Napoleó I pel clergue afrancesat Juan Antonio Llorente en una data tan primerenca com el 31 de maig de 1808 en el qual es deia “no han de quedar a Espanya monjos, frares, monges, clergues regulars, cabildos d'esglésies col·legials, parroquials ni un altre clergat, en fi, que l'episcopal i el parroquial… i aquest clergat no ha de retenir béns alguns arrels sinó només casa al poble de la respectiva residència”. Quant al clergat secular es va pretendre enfortir-ho seguint l'ideal il·lustrat de fora l'encarregat de donar “aliment espiritual a un poble religiós, il·lustrant les seves consciències en el confessionari i en el púlpit”, per això el delme, la seva principal font d'ingressos, no va ser suprimit.

### Les Corts de Cadis

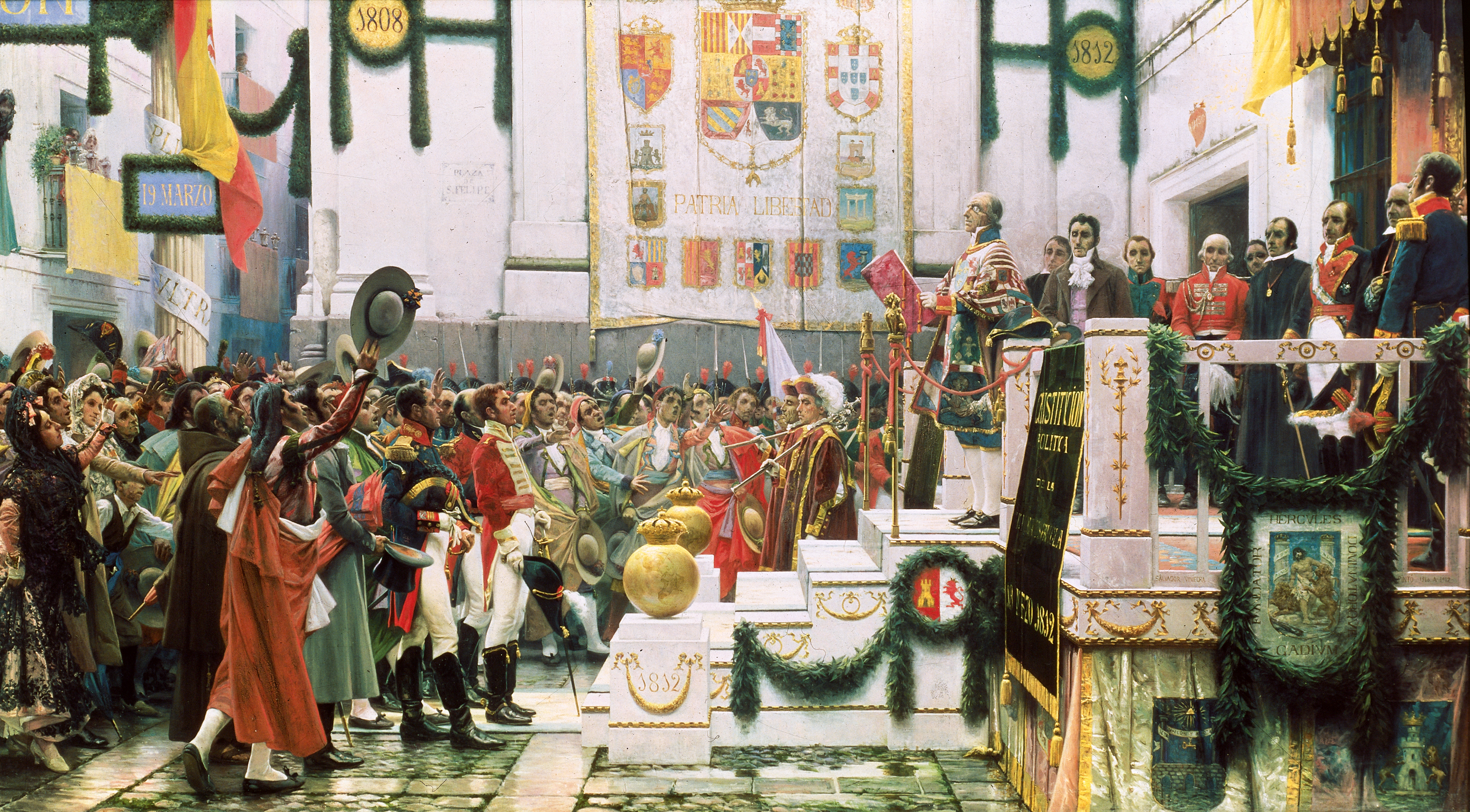
Proclamació de la Constitució de 1812 per les Corts de Cadis

També en el costat patriota els liberals es van proposar la reforma del clergat, seguint les mesures recollides per la Junta Suprema Central en una Memòria sobre cures rectors i clergat secular, que després de traçar un panorama poc positiu sobre els comportaments del clergat, advocada per unes mesures que responien a les propostes dels il·lustrats: reduir el pes del clergat regular i reordenar i dignificar el clergat secular. Era en síntesi la mateixa política que estava aplicant Josep I i igual que els “afrancesats” els liberals van haver d'enfrontar-se a l'oposició radical de la majoria del clergat que es va sumar al camp absolutista a les Corts de Cadis per defensar els seus privilegis. D'aquesta forma el clergat va perdre el suport d'un considerable nombre d'espanyols, que van posar en discussió les funcions del clergue i van deixar de reconèixer-li la possessió de la veritat en tots els camps, a més de presentar-lo com un ser asocial, egoista, preocupat només dels seus propis privilegis.

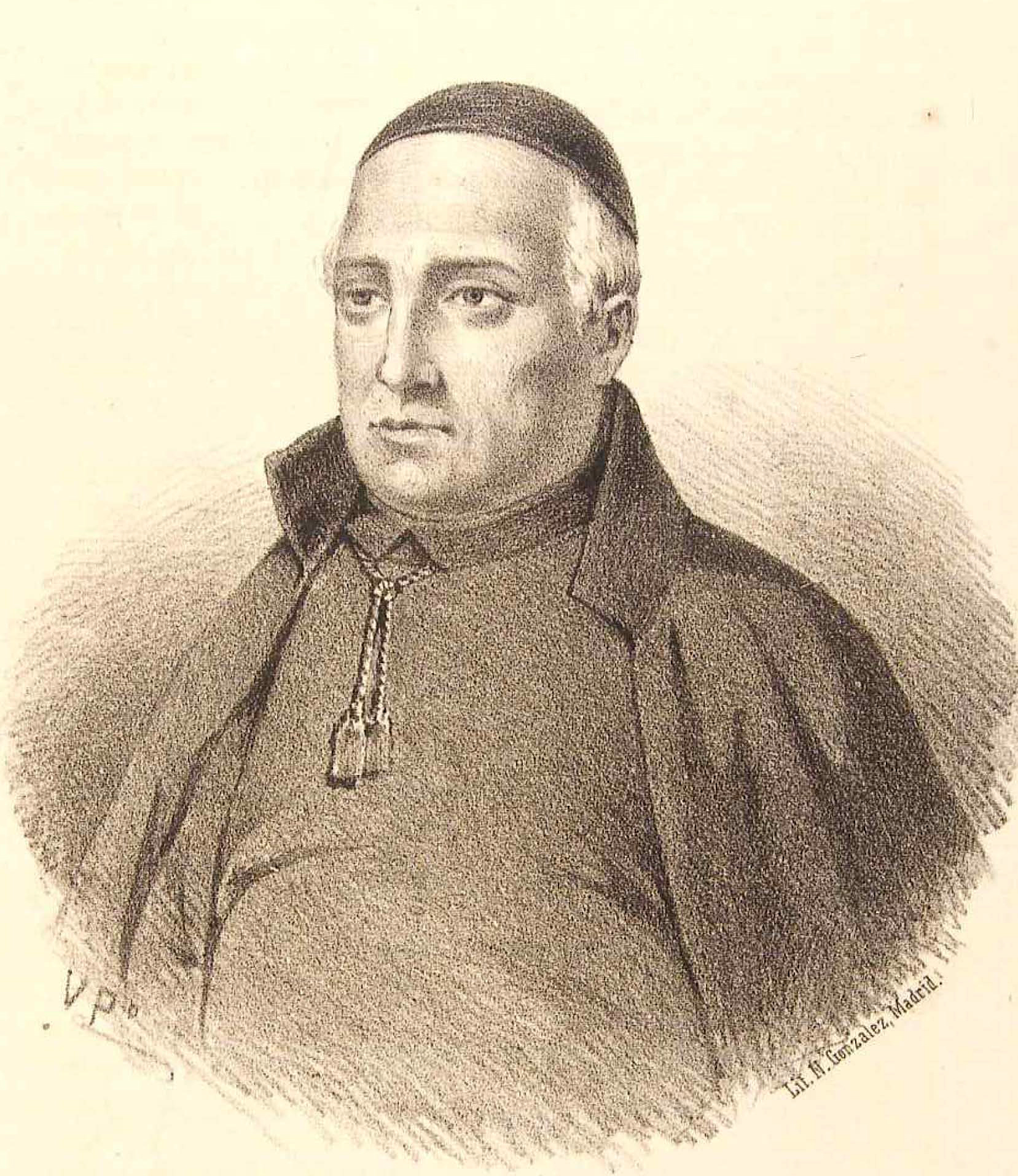
Diego Muñoz Torrero, sacerdot liberal

Les tensions entre la majoria liberal de les Corts —entre la qual es trobaven alguns clergues com Joaquín Lorenzo Villanueva, Diego Muñoz Torrero, Oliveros o Nicasio Gallego— i la minoria absolutista recolzada per la jerarquia eclesiàstica oposada a renunciar a cap dels seus privilegis i a la posició de predomini que gaudia l'Església Catòlica en l'Antic Règim, van començar al novembre de 1810 amb motiu dels debats sobre la llibertat d'impremta i van continuar a la fi de 1812 quan es va començar a aplicar el decret de 17 de juny pel qual es posaven a la venda els béns d'alguns ordes religioses. En aquesta ocasió les protestes es van generalitzar i un grup de bisbes refugiats a Mallorca va escriure una Pastoral molt crítica cap a les Corts. Els bisbes rebels no van ser perseguits, encara que el text va ser segrestat aplicant la llei de llibertat d'impremta.
El punt més crític del conflicte clericalisme/anticlericalisme en el camp patriota es va produir al febrer de 1813, després de l'aprovació de la Constitució de Cadis, a pesar que aquesta va reconèixer la confessionalitat de l'Estat, quan les Corts de Cadis van decretar l'abolició de la Inquisició, com ja s'havia fet en la Monarquia de Josep I dos anys abans. Alguns bisbes, amb el nuncio al capdavant, es van negar a complir l'ordre de difondre el decret d'abolició durant la missa dominical, la qual cosa va ser respost per les Corts amb gran duresa: desterrament del nunci, càstig al cabildo de Cadis per ser l'iniciador de la protesta, persecució de l'arquebisbe de Santiago de Compostel·la, etc.
L'ofensiva clerical d'oposició a les mesures liberals que soscavaven els seus privilegis i la seva posició va provocar una reacció de signe contrari anticlerical. Així les mesures preses per les Corts i per la Regència en 1813 contra alguns bisbes i sacerdots desobedients als decrets de Corts va coincidir amb una campanya summament crítica cap al clergat, especialment contra els “frares” tant de convents com de monestirs, desenvolupada en la premsa liberal i en fullets, que va ser possible també perquè la Inquisició havia estat suprimida. Un es titulava Insinuación patriótica sobre los perjuicios que acarrearía al Estado el restablecimiento de los frayles, o per millor dir, sobre l'útil i avantatjosa que seria la seva total extinció. En uns altres no es demanava la supressió dels ordes religiosos però s'advocava per una reforma radical d'aquestes, com en el fullet titulat Tapaboca al redactor de la Gazeta de la Mancha, igual que el Setmanari cristià polític de Mallorca, en el qual s'exigeix la tornada dels religiosos a la clausura, una vida moral sense màcula, pobresa, i la supressió dels béns i dels recursos econòmics no necessaris per a la seva subsistència. “En el Tapaboca es diu que desordres, com disposar de comares als convents, besar a les dones i, en general, lliurar-se als plaers de la carn, «han condit i existeixen pel present encara amb més desenfrenament que en els temps passats»”. En n bosquejo de los fraudes que las pasiones de los hombres han introducido en nuestra santa religión es defensa la creació d'un nou clergat secular i en l'extinció dels ordes religiosos “perquè els seus vots van contra els drets de l'home i estan sotmesos a un sobirà estranger”. Un altre dels temes tractats és la qüestió dels béns eclesiàstics. El text més cèlebre i millor elaborat sobre aquest tema està escrit per un clergue, Antonio Bernabeu. Es tracta del Juicio histórico-canónico-político de la autoridad de las Naciones en los bienes eclesiásticos, en el qual Bernabeu afirma que la nació «pot sense injustícia privar al clergat del dret de posseir béns temporals» i té capacitat per alienar qualsevol dels béns de l'Església, amb el que quedava expedit el camí per a la desamortització
Una mostra d'aquesta contraofensiva anticlerical és l'escrit de Mariano José Galindo:
| « | …si el poble segueix veient i tractant eclesiàstics superbs, envanits en els lucres; exigents del respecte polític, més aviat que de l'espiritual; notats de tractes il·lícits, alumnes de Bacus i Venus i populars amb el seglarisme per a mil aventures d'aquesta espècie. Llavors, oh, Déu no ho permeti! Qui ha de poder contenir el torrent "de la pèrdua de la fe"?» | » |

En la premsa liberal es va seguir la mateixa orientació anticlerical: La Abeja Española, El Duende de los Cafés, El Diario Mercantil de Cádiz, El Amigo de la Constitución o El Conciso. El clergat es va valer de la premsa contrària al liberalisme per defensar-se. Així es va crear una disputa periodística constant, de vegades agra i no eximent d'insults. Els atacs més durs i sistemàtics es van centrar en tres assumptes: la Inquisició, la suposada conspiració dels bisbes per acabar amb les Corts i els suposats manejos clericals per a obtenir els escons en les eleccions de 1813 per a la legislatura ordinària de les Corts. La paraula “frare” es va convertir en sinònim d'allò més abjecte de la societat i el clergat com a potencial enemic de la “Nació”. Es va produir, doncs, la “dessacralització” del clergat, que creava entre el poble una mentalitat i un tarannà nous en el tracte amb persones considerades fins ara sagrades i intocables, com l'obra de Pardo de Andrade, Os rogos d'un escolar a Virxe do bo acerto para que libre a terra da Inquisicion, publicada al maig de 1813.
La sátira anticlerical més dura i difosa de l'època fou el Diccionario crítico-burlesco del que se titula Diccionario razonado manual publicat en 1811 pel bibliotecari de les Corts Bartolomé José Gallardo. En només dos anys, 1811 i 1812, va aconseguir cinc edicions. La seva difusió i l'encert en el llenguatge ho han convertit en un dels textos paradigmàtics de l'anticlericalisme del primer liberalisme i per la seva celebritat enllaça amb un altre text d'idèntic estil, els Laments polítics d'un Pobrecito Holgazán de Sebastián de Miñano, que va fer les delícies dels anticlericals del Trienni Liberal.
"Gallardo no suporta l'intent de sacralizar la societat ni la influència sobre el poble del clergat, ni la seva avidesa de riqueses i llança les seves crítiques sense distincions... Com és d'esperar, la veu «Frares» és la més dura. Els defineix com a «pesta de la república» i «animals pudents» que acomiaden una olor especial, anomenat «frailuno», inaguantable als homes, però molt vingut de gust de l'altre sexe, especialment de les beates, judici aquest que aconseguirà notable fortuna entre els anticlericals espanyols posteriors, fins i tot del segle xx. (...) Del «Cristianisme» ofereix aquesta definició: «Amor ardent a les rendes, honors i comandaments de l'Església de Jesucrist. Els que posseeixen aquest amor saben unir tots els extrems i lligar tots els caps; i són tan destres, que a força d'estimar a l'esposa de Jesucrist, han aconseguit el tenir a la seva disposició dues tresoreries, que són la de l'arcaboba de la cort d'Espanya i la dels tresors de les gràcies de la cort de Roma.»"

### La tornada de Ferran VII: la restauració de l'absolutisme (1814-1820)

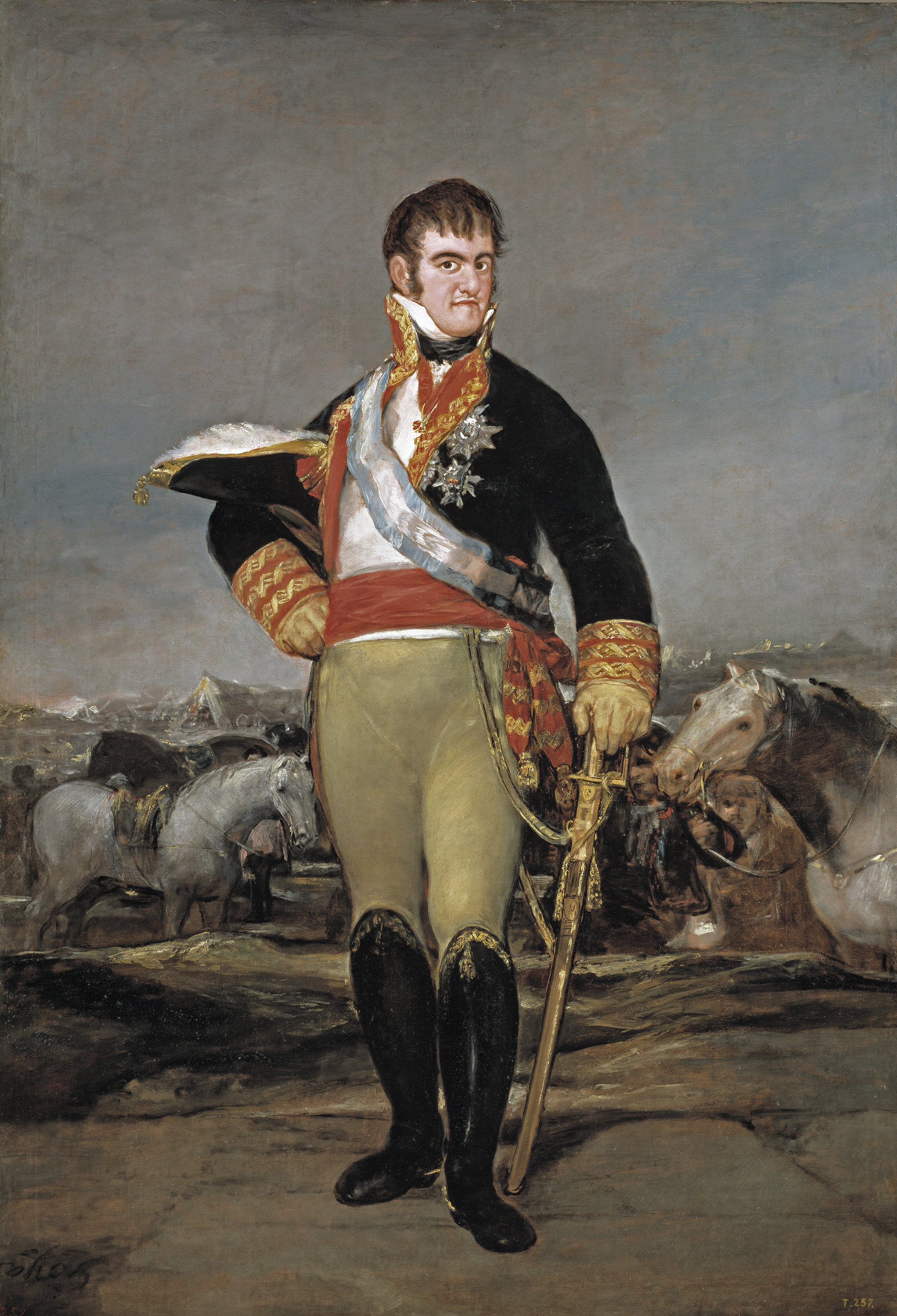
Retrat de Ferran VII de Francisco de Goya (1814).

Amb la restauració de l'absolutisme per Ferran VII després de la seva tornada de la seva reclusió a França a principis de 1814, l'Església catòlica va recuperar béns i privilegis i també es va rearmar ideològicament per sostenir la primacia clerical en la vida política i social. L'historiador J.S. Pérez Garzón li atribueix un paper disgregador “en fer del fanatisme del púlpit i del confessionari llavor de divisió en la societat espanyola”.
Però d'altra banda, durant aquests anys també s'accentua la decadència i la crisi interna del clergat. Les controvèrsies, plets i discussions entre els diferents ordes religiosos i entre aquestes i el clergat secular van continuar, especialment per la disputa dels drets econòmics, que de vegades també els va enfrontar amb les autoritats civils. I a més va créixer el conflicte amb els camperols pel pagament del delme i de les càrregues “feudals” en els senyorius eclesiàstics, especialment dels monestirs. Una prova d'aquesta crisi interna del clergat van ser algunes pastorals dels bisbes que intentaven canviar els costums del clergat en les quals els prohibien col·locar-se aditaments sobre hàbits i sotanes o assistir a espectacles públics o fumar en els temples, o anar acompanyats de dones en passeigs, romiatges i festes o entrar en bordells. I també existeixen testimoniatges d'eclesiàstics com el xantre de la catedral de Barcelona, Gaietà Barraquer i Roviralta, que descriu així el que va veure al monestir de Ripoll:
| « | Servil adorador de la veritat, haig de confessar que, si bé els monjos de la congregació benedictina cesaraugustana van ser, en general, bons sacerdots, en els seus últims temps van caminar molt distants de l'esperit de Sant Benet, el seu fundador. Res del dormitori comú, allotjats en la major part cadascun a la seva casa, i servit per un criat, bé que dins de la muralla monacal. Res del treball de mans, ocupats només en la pietat i funcions sacerdotals. Gairebé res de la pobresa, enjoiats com a persones de classe mitjana i repartides les rendes en diferents càrrecs. Res de l'antiga vestimenta tosca, vestits amb bones llanes, amb sotana ajustada al cos a la francesa. | » |

Segons l'historiador Emilio La Parra, en l'agudització de la crisi interna del clergat alguna cosa va tenir a veure la “desorientació de molts [clergues] durant la Guerra del Francès, doncs la dissolució de cases religioses i els vaivens de l'ocupació de pobles i ciutats per unes i unes altres tropes van obligar el clergat a abandonar els seus convents, monestirs i parròquies i a vestir i viure com els laics. D'altra banda, no es van resoldre els problemes de vocació, ni el desigual repartiment de les riqueses, ni la falta d'instrucció de molts sacerdots”.
Comportaments com els d'alguns monjos benedictins que tenien criat o criada i no observaven la vida en comú fora de les hores dels resos i que no es feien cridar “pare” o “germà” sinó “senyors monjos” o el de cert abat que muntava orgies en el seu monestir, van contribuir a degradar la consideració social que tenia la població sobre el clergat, encara que la majoria d'ell portés una vida diferent.

## El Trienni Liberal (1820-1823)

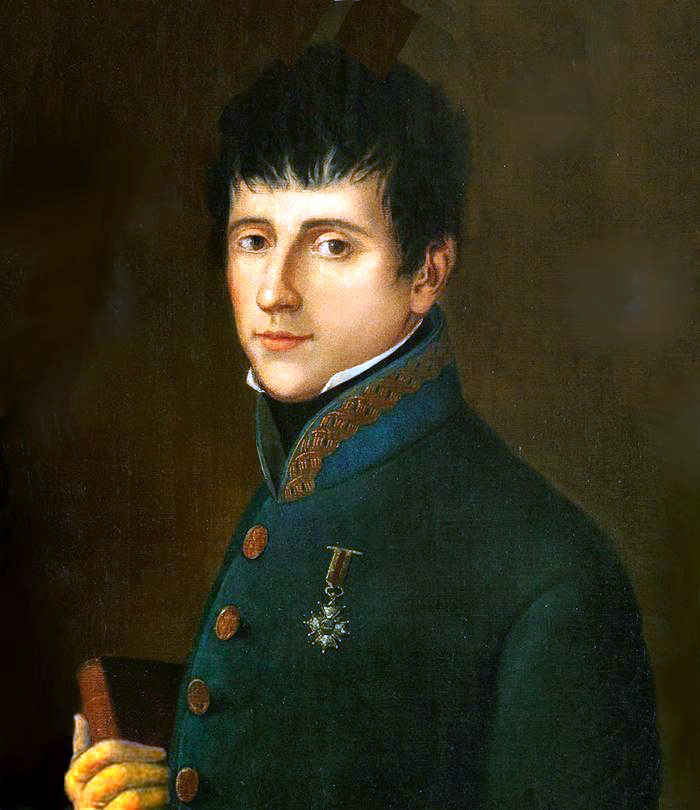
Retrat de Rafael del Riego, que el seu pronunciament va obligar el rei Ferran VII a acceptar la Monarquia Constitucional

“Una primera expressió anticlerical del poble va tenir lloc al març de 1820 a Madrid. L'endemà de restablir-se la Constitució, gents del poble van assaltar les presons de la Inquisició, situades a la plaça de Santo Domingo, per buscar els instruments de tortura en els llòbrecs calabossos que tant pànic havien suscitat en la mentalitat popular, atemorida durant segles per aquesta institució per doblegar qualsevol protesta. Similar operació va ocórrer a Saragossa, on va haver-hi tirs, Barcelona, València (on estava pres el comte d'Almodóvar), Mallorca, Sevilla...”.

### La política religiosa dels liberals del Trienni
Les Corts del Trienni van reprendre i van portar més lluny la política religiosa iniciada per les Corts de Cadis però interrompuda per la restauració de l'absolutisme per Ferran VII després de la seva tornada de França. Les Corts van obrir les seves sessions el 9 de juliol de 1820 aquesta vegada amb 34 de clergues —tots liberals— dels 150 diputats. A finals del mes següent aprovaven la suspensió, que no l'expulsió, de la Companyia de Jesús i el 25 d'octubre la Llei extinció de monacals i de reforma de regulars basada en el principi que «la religió cristiana mai pot estar en contradicció amb la prosperitat dels pobles», i que era just, per tant, que «els pobles» reclamessin allò que va sortir d'ells. Amb aquesta llei van ser dissolts els ordes monàstics i les dels canonges regulars, els hospitalaris i els freires dels ordes militars i es van tancar els convents amb menys de dotze religiosos si només hi havia un en la localitat i amb menys de vint-i-quatre si hi havia més d'un, a més de sotmetre al clergat regular a la jurisdicció dels bisbes de cada diòcesi. Més tard es va reduir el delme a la meitat i no seria cobrat per l'Església sinó per l'Estat —que amb aquests diners sufragaria les despeses de culte i clergat— i es van desamortitzar els béns de les comunitats religioses suprimides que van ser venuts en pública subhasta. També es va suspendre la provisió de beneficis i capellania sense capellà d'ànimes annexa.

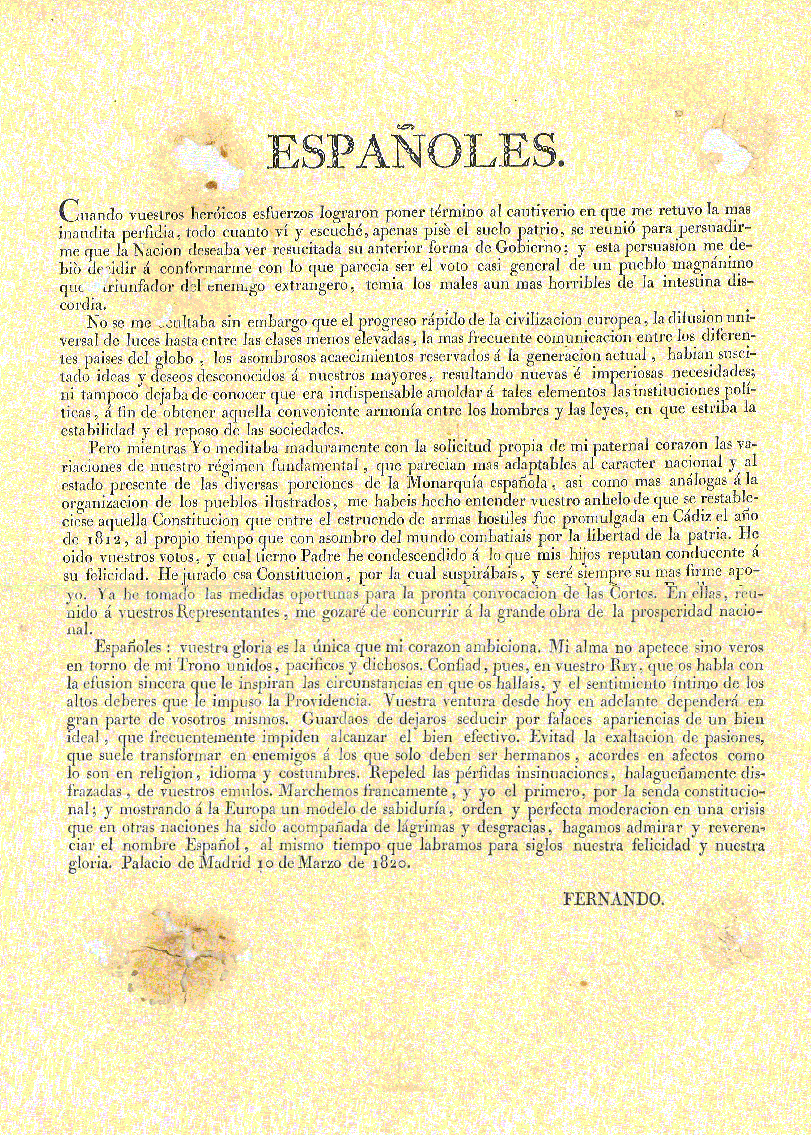
Document on consta el jurament a la Constitució de Cadis de Ferran VII

Encara que aquestes mesures es van quedar curtes segons els liberals més radicals i no van escometre en profunditat la reforma de les estructures de l'Església catòlica espanyola, van modificar la posició política, social i econòmica del clergat i van produir una escissió en el seu si entre els que n'eren partidaris, el clergat liberal o constitucional, i els que s'hi oposaven, el clergat absolutista. A més aquests canvis van provocar greus tensions entre el govern liberal, d'una banda, i la jerarquia eclesiàstica espanyola —alguns bisbes van arribar a ser expulsats de les seves diòcesis per negar-se a jurar la Constitució de 1812 o per criticar durament els canvis— i el nunci i el Vaticà, per un altre. “Això va originar no poca confusió a l'interior de l'Església, provocant en algunes ocasions una autèntica situació cismàtica, doncs els administradors apostòlics de certes diòcesis nomenats pel govern no van ser reconeguts pel Papa. El desori en el cap del clergat espanyol a la fi del Trienni no podia ser més desolador, apunta Revuelta: quinze seus vacants per defunció, onze bisbes exiliats o fugits, sis diòcesis en cisma, nombrosos sacerdots deportats o proscrits...”
Encara que el clergat absolutista va presentar els canvis adoptats per les Corts i els governs liberals com una política antireligiosa, la veritat va ser que la immensa majoria dels liberals del Trienni eren catòlics sincers, com ho demostra que no es proposés canviar la confesionalitat de l'Estat proclamada en la Constitució de 1812. Els liberals, com a hereus dels il·lustrats, el que pretenien era la reforma del clergat perquè gairebé cap d'ells “tenia dubtes sobre la degradació dels eclesiàstics, la insostenible ingerència del Papa i de la Cúria romana en els assumptes espanyols (especialment en els d'índole econòmica) i la impossibilitat de mantenir les estructures econòmiques de l'Església”.
Això no obsta perquè alguns liberals experimentessin una evolució personal en la seva fe i es decantessin cap a posicions agnòstiques o clarament atees, com l'antic frare franciscà Juan Antonio de Olabarrieta, conegut com a José Joaquín de Clararrosa que editava a Cadis l'influent periòdic liberal Diario Gaditano i que va deixar inèdites unes Cartas familiares a Madama Leocadia on manifesta el seu autèntic pensament, clarament materialista en la senda de Spinoza, que considera una il·lusió la immortalitat de l'ànima. En aquest escrit publicat en 1822 després de la seva mort qualificava la vida de Jesucrist d'historieta, «el conte més risible»: «Un Déu, substància espiritual, tenint un fill material de la dona d'un fuster, i que el condemna a una mort ignominiosa per pecats aliens, sense tenir un altre recurs per redimir al gènere humà, és, sense el menor dubte, el despropòsit més original que van inventar els homes per formar un sistema de religió».

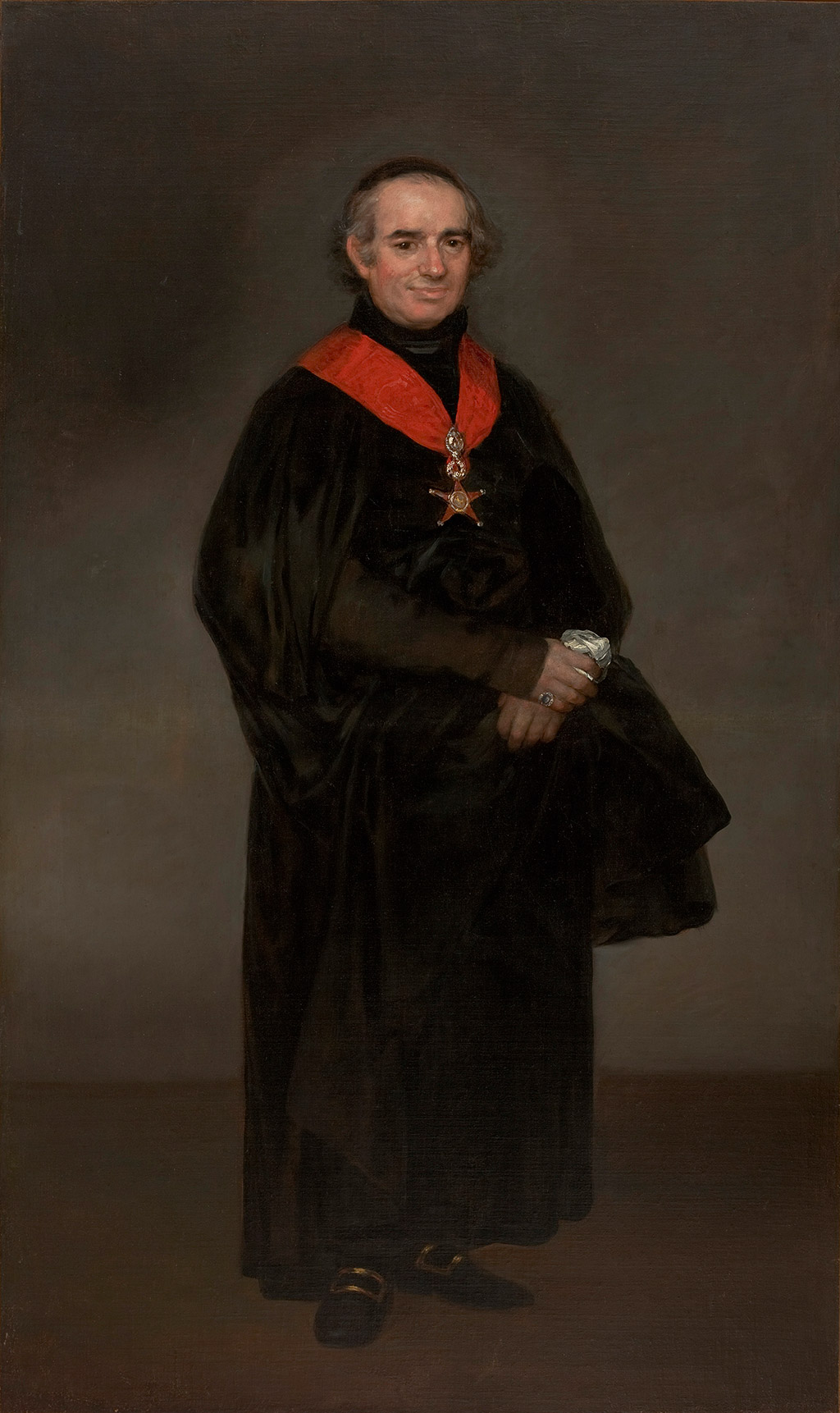
Retrat de Juan Antonio Llorente realitzat per Goya entre 1810 i 1811

Un cas una mica diferent és el de José Marchena que al final de la seva vida va abandonar l'ateisme dels seus anys a França per adoptar el deisme que l'enllaça amb la Il·lustració. Així per a Marchena, segons ho va exposar en un discurs pronunciat a la fi de 1820 en la Societat Patriòtica de Sevilla en suport de la llei sobre extinció de monacals i reforma de regulars que s'acabava d'aprovar, la religió i els seus ministres han de quedar subjectes al poder de l'Estat, com a expressió de la voluntat de la nació i com a únic garant del ben social, defensant, doncs, una posició laïcista:
| « | Convé, per tant, que els ministres de la religió nacional depenguin, el més que fos possible, dels magistrats, que aquests no els perdin un instant de vista per cerciorar-se del contingut de les seves doctrines; no perquè és incumbència de la potestat civil esbrinar si el camí per on condueixen al cel és el més dret i segur, que això fos profanar les ares, però sí per convèncer-se que la seva predicació conspira a la felicitat dels individus de mancomú amb les lleis i que no hi ha divergència, i encara menys oposició, en les màximes de vida que la legislació i la religió prescriuen | » |

En 1820 un altre dels pensadors influents en el Trienni, Juan Antonio Llorente, va publicar en francès i en castellà un Proyecto de constitución religiosa haciendo parte de la constitución civil de una nación libre e independiente inspirat en la Constitució Civil del Clergat de 1790 de la Revolució Francesa en el qual propugna la ruptura total de l'Església catòlica espanyola amb el Vaticà i proposa a més l'abolició del celibat, seguint el model del clergat protestant. Així Llorente, que mai va abandonar la seva fe cristiana, va ser titllat d'escriptor anticatòlic a l'estil d'un Voltaire o d'un Jean-Jacques Rousseau, fins i tot per certs sectors liberals, encara que avui se'l considera un defensor del “liberalisme cristià”, que va ser seguit per alguns dels clergues del Trienni favorables a la reforma del clergat, un moviment que, segons l'historiador Emilio La Parra, “va adquirir una consistència i una extensió més que considerables”.

### La sàtira anticlerical
Com va assenyalar un absolutista català tres anys després del final del Trienni, durant el mateix «es van posar en moviment les armes de la invectiva i de la sàtira. En el teatre es ridiculitzava als religiosos i eren presentats al públic com a perjudicials a l'Estat, com a gent dolenta i perversa, i el mateix es feia respecte al clergat secular. Una multitud de cançons infames es van escampar pertot arreu amb rapidesa, i els quaderns obscens es venien sense fer d'això el menor misteri...». Aquest mateix absolutista, refereix Julio Caro Baroja, recorda el "drama" La Inquisición por dentro, obra teatral estrenada a Barcelona per desprestigiar la Regència d'Urgell, "en què a força de tantes mentides com a paraules presentaven aquell Tribunal Sant més cruel que cap tirà".
L'obra satírica anticlerical que va aconseguir més èxit i que després va tenir nombrosos imitadors va ser Lamentos políticos de un pobrecito holgazán que estaba acostumbrado a vivir a costa ajena, de Sebastián Miñano, el primer lliurament de la qual es va publicar al març de 1820 i que es va esgotar en pocs dies —en total es calcula que sortirien a la venda uns 60.000 exemplars de l'obra, quantitat en veritat astronòmica per a l'època. "Heus aquí, una vegada més, a un home d'Església ficat a burlar-se dels antics funcionaris del Sant Ofici, dels jesuïtes tornats de Roma, dels frares intrigants, de les idees i els usos de la gent xapada a l'antiga en general, per la qual la Constitució era l'arrel de tots els mals". En aquesta obra i totes les que la van seguir es va descriure als capellans, als frares i a les monges com a éssers menyspreables, fanàtics, gasius, hipòcrites... el que va contribuir poderosament a la deterioració de la imatge del clergat, sense distingir entre virtuosos o viciosos. En realitat els Lamentos de Miñano no presenten novetats importants respecte a la crítica que es venia fent al clergat des del final del segle xviii, especialment del clergat regular —del clergat secular Miñano diu, en canvi, que «hi ha entre ells més liberals del que generalment es creu». Apareixen l'“ociositat” del clergat que constitueix un obstacle per al progrés —Miñano afirma que l'existència de convents és un «dels principals abusos que impedeixen que l'Espanya es posi al nivell de les primeres nacions d'Europa» i que els delmes són una «contribució absurda» que impedeix la prosperitat de l'agricultura—; l'“obscurantisme” i menyspreu per la llibertat —un eclesiàstic diu: «... ningú que se'n rigui pot ser estimat de Déu, que els homes necessiten molt pal i que no posant al capdavant de totes les corporacions homes durs i apassionats a obeir-me, l'Altar i el Tron corrien un perill imminent»—; els vicis morals, els comportaments egoistes, la Inquisició, l'exclusivitat de l'ensenyament de la Teologia en detriment de les ciències útils, les falses vocacions, etc. En la carta V defineix així al clergue: «... és un mussol vestit de negre, amb una sotana molt llarga, la seva manta terciada per sota del braç i un barret que s'anuncia deu vares davant de la persona».
També van aparèixer fulletons que atacaven la riquesa del clergat en contrast amb l'esperit evangèlic, i en els quals se sol distingir entre l'Església, que és santa, i els eclesiàstics moguts per l'avarícia i responsables de l'abús del pagament de tants impostos en el seu nom. Així ho recull, per exemple, Cuenta de los millones que paga anualmente el pueblo español por leyes y arbitrios religiosos, en el qual es diu: «Els frayles i monjos del dia en comptes de deixar els seus béns per seguir a Jesucrist s'han apoderat d'infinits; no és per tant per a ells la vida eterna, ni nosaltres podem posseir-la pel seu mitjà. Així que se'ls ha de despullar de tots, sigui com anàs l'origen de la seva adquisició, com a contrària a la població, a l'estat i a la doctrina de Jesucrist». Un argument que justifica la desamortització dels béns eclesiàstics aprovada per les Corts liberals del Trienni.
Així doncs, tota aquesta publicística va contribuir al fet que la imatge del clergat quedés molt deteriorada com ho demostra l'enorme difusió de l'adjectiu «pancista» per referir-se a frares i monjos i la popularitat aconseguida pels diversos Himnos de los pancistas. Així resa un d'aquests himnes:
| « | Poltrones, la panza / nos llama a la liz, juremos por ella / vencer y engullir. Estómagos anchos / robustos cogotes, lerdos monigotes / que nada sentís. Los platos ya suenan / el diente devora, alerta, que es hora / conmigo decid: Poltrones... Que gime la España / entre fieras riñas. Suden bien las viñas / bebamos sin fin. La mesa a las doce / que se pinte sola y ruede la bola / de este mundo ruin. Poltrones... Coman las familias / su pan con trabajo y con sopas de ajo / vayan a dormir. No vean su ojos / tapados con vendas las funestas sendas / de su opresión vil. Poltrones... Mátese el soldado / y vele el gobierno, que se nos da un cuerno / pudiendo decir: Poltrones... Nuestro ídolo sea / el vientre repleto y sólo este objeto / mire nuestro ardid. Los hombres se enreden / en guerra y tormentos, si nuestro contento / han de producir. Poltrones... Al arma, que sale / el carro triunfal del bien general / por otro carril. Doblemos las fuerzas / el carro volquemos, si no, perecemos / ¡hay panza feliz! Poltrones... | » |

La sàtira anticlerical també es va plasmar en processons cíviques de caràcter polític-religiós irreverent, en les quals es realitzaven paròdies a la manera de litúrgies burlescas, i en el teatre amb la reposició d'El diablo predicador de Luis Belmonte Bermúdez i de El sí de las niñas i La Mojigata de Leandro Fernández de Moratín i amb obres noves com L'hipòcrita pancista, estrenada a Madrid el 8 de juny de 1820. "En ella, segons Julio Caro Baroja, l'entusiasme per la Constitució corre parell a les censures contra frares, prebendats, familiars del Sant Ofici i tot el que faci olor de «servilisme» [absolutisme]" En la irreverent Fray Lucas o el monjío deshecho, el personatge principal retratat amb els típics trets del frare de les sàtires (golut, hipòcrita, lasciu, paràsit...), es diu:
| « | Pero ahora te advierto (no lo olvides) que atento y vigilante siempre cuides de que jamás los frailes con frecuencia abusen de tu casa y tu prudencia: pues de ordinario siembran la discordia y destierran la paz y la concordia. | » |

### Guerra civil (1822-1823): violència clerical i violència anticlerical
La política religiosa empresa per les Corts i els governs liberals van provocar una dura reacció per part dels sectors, laics o eclesiàstics, més apegats als valors i idees de l'Antic Règim. Només als pocs dies que el rei sancionés la llei d'extinció de monacals i reforma de regulars van aparèixer els primers conats oberts per restaurar l'absolutisme instigats pel clergat a Àvila, Burgos, Toledo, Àlaba, Astúries, País Valencià, Catalunya i Galícia —on al gener 1821 es capturava a una autodenominada Junta Apostòlica— encara que la premsa liberal els va restar importància, destacant per contra, com feia El Universal, que “hi ha moltes persones que es preparen a comprar les belles finques dels Cartujos” que havien estat desamortitzades.
Major impacte va tenir entre els liberals el descobriment a principis de 1821 d'una conspiració absolutista en la cort, encapçalada per un capellà d'honor del rei, el capellà M. Vinuesa, antic rector de Tamajón, que va ser detingut el 29 de gener. Això va fer pensar molta gent a la capital que el mateix Ferran VII estava darrere de les revoltes reialistes, per la qual cosa va ser insultat al seu pas pels carrers de Madrid. Per defensar el règim constitucional les Corts van aprovar el 17 d'abril una llei per castigar els delictes de conspiració contra la Constitució amb la pena de mort, aplicant-se també la mateixa pena en les actuacions contra la religió catòlica. Les Corts també van aprovar decrets contra els eclesiàstics que es rebel·lessin obertament contra el règim constitucional. Finalment es va celebrar el judici contra Vinuesa però la condemna no va ser la pena de mort sinó deu anys de presidi, la qual cosa va sollevar els ànims dels sectors més radicals que van dur a terme, segons J.S. Pérez Garzón, “el primer acte organitzat de violència anticlerical dins del procés revolucionari liberal”. A la tarda del 4 de maig de 1821 “una quadrilla d'«uns cent cinquanta miserables», en termes de Modesto Lafuente, després de donar crits en la Porta del Sol, es va dirigir a la presó i va forçar l'entrada, vigilada per milicians atemorits, van matar Vinuesa i van destrossar el seu cap a cops de martell”.
A partir del 7 de juliol de 1822 l'ofensiva absolutista i clerical s'empitjora i es transforma en una guerra civil en la qual s'enfronten les partides absolutistes a l'exèrcit governamental i a les partides liberals. Durant la mateixa es produeixen fets violents clericals i anticlericals cada vegada més desenfrenats. Com va assenyalar Modesto Lafuente: «la guerra civil cremava mentre en la península, devastant principalment les províncies de Catalunya, Aragó, Navarra i Biscaia, i en escala inferior les de Castella, Galícia, País Valencià i Extremadura, aconseguint també a les Andalusies»
En aquest enfrontament civil el clergat va prendre partit majoritàriament pels absolutistes, seguint el camí iniciat des del començament del Trienni per “els clergues que es van negar a obeir les disposicions del govern, refusant, abans de res, explicar la Constitució, com se'ls havia ordenat” o pels molts eclesiàstics que “van escriure papers «sediciosos» i van predicar contra el règim” —als quals generalment se'ls va privar dels seus càrrecs i, en casos comptats, se'ls va castigar amb la presó. Tanmateix, a més una part important del mateix va tenir una participació molt activa en la revolta reialista, especialment al País Basc i a Catalunya. “El clergat va actuar en la lleva de guerrilles i en la direcció d'algunes d'elles, en la recluta de forces de relleu de les partides, en el manteniment de l'esperit bèl·lic de la població, en la propaganda anticonstitucional, en la recaptació de fons per comprar d'armaments i en el servei d'informació i comunicacions a favor del bàndol sedicioso”. A més els clergues van ser els principals organitzadors de les juntes absolutistes que es van establir a les zones sota control de les partides realistes. D'altra banda, la revolta de 1822-1823 també pot entendre com una autèntica rebel·lió camperola, una “jacquerie anticonstitucional” l'ha anomenat J.S. Pérez Garzón, perquè en les partides va haver-hi una àmplia participació de la pagesia, a causa no sols de la desposesión de béns que afectava als frares i als propis camperols sotmesos a nous propietaris, sinó també “contra els costums i valors que suposava el caràcter burgès del règim”.

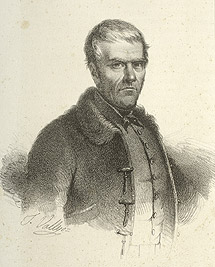
El cura Merino, capitost d'una de les partides reialistes

Entre els clergues que es van posar al capdavant de les partides realistes van estar el cura Merino i Antonio Marañón, el Trapense i capitosts nous com Gorostidi, Eceiza o Salazar. A més la defensa de la religió va ser la principal bandera del bàndol absolutista que no va dubtar a presentar als liberals com a enemics de la religió, afirmant com feia el Diario de Urgel de la Regència d'Urgell, que «El crit dels revolucionaris [dels liberals] quan ataquen als realistes és: Mori Déu, la Verge i el Rei, i visca el dimoni».
Per contrarestar la propaganda absolutista, la premsa liberal va ressaltar les actuacions en defensa de l'ordre constitucional d'alguns sacerdots i frares. “El periòdic liberal El Universal, del 21 de març de 1823, va reproduir una exposició dels caputxins de Granada en la que deien que davant les necessitats de la pàtria i malgrat l'escassetat dels seus recursos oferien vint arroves de lli i mil rals en efectiu, producte de misses, per vestir la tropa. El periòdic va fer un comentari elogiós i al mateix temps que llevava ferro a l'anticlericalisme va aprofitar per contraposar el sentit religiós dels constitucionals i el dels absolutistes… Els caputxins de Granada ofereixen un exemple de religiositat i de patriotisme; per contra, els frares alineats en l'absolutisme «han donat el trist i escandalós testimoniatge de la seva irreligió, de la seva immoralitat, de la seva hipocresia, de la seva ingratitud»”. També es van difondre cançons populars que es cantaran al llarg de tot el segle, com la següent:
| « | Antiguamente a los chiquillos se les vestía de frailecillos; pero ahora, los liberales, sólo les visten de nacionales. ¡Alegría ciudadanos! ¡Viva la Constitución! ¡Que los tiranos que nos mandaban, ya no nos mandan, no, no, no! | » |

Els reialistes també utilitzaren aquest recurs com la seva "Oración macarrónica..." contra la Constitució, que deia:
| « | Sean siempre despreciados los liberales exaltados, moderados y sansculotes, que dicen es un fanatismo los misterios del cristianismo y no tienen más religión que la infame Constitución, ajena de todo bien. Amén. | » |

El bàndol absolutista va assaltar temples i va atacar clergues del bàndol contrari. Per exemple, el gener de 1823 una partida reialista va entrar a Burgo de Osma i va saquejar les cases d'un lectoral, un abat i un canonge de la localitat. Així mateix el capellà guerriller Gorostidi no va dubtar a incendiar dues esglésies a Dicastillo i Durango (Biscaia) per capturar dos capellans constitucionals. En general van cometre tot tipus d'excessos contra els liberals als pobles ocupats, una violència encoratjada pel clergat absolutista com es manifesta en els seus escrits, com el del canonge de Màlaga, Juan de la Buelga y Solís que va escriure res més acabar el Trienni: «mai faré les paus» amb qui no sigui reialista absolut i catòlic, apostòlic i romà. De la violència absolutista desconeixem el nombre total de liberals que van ser assassinats pels reialistes, “després del turment i l'acarnissament sanguinari corresponent”.
De tots els clergues que van dirigir partides realistes el que "va produir més sorpresa", en paraules de Caro Baroja, va ser Fra Antonio Marañón, "El Trapense", de qui l'absolutista francès vescomte de Martignac va fer en 1823 el següent retrat:
| « | Vestit amb el seu hàbit de monjo, el crucifix al pit, un sabre i dues pistoles al cinturó, i un fuet a la mà dreta, muntava sobre un cavall de poca alçada i galopava sol enmig d'una massa de gent que corria davant ell i s'agenollava al seu pas. Mirava de manera freda a dreta i esquerra, distribuint les benediccions que li demanaven amb una mena de menysteniment, o més aviat d'indiferència, que em va cridar l'atenció... | » |

L'historiador Emilio La Parra relata les accions més conegudes i cruels d'"El Trapense". “Quan El Trapense va prendre La Seu d'Urgell el 21 de juny de 1822, l'acció es va fer famosa perquè el frare va acabdillar l'assalt, pujat a l'escala, amb el crucifix a la mà, i va matar personalment i amb ferotgia als presoners. (...) El Trapense beneïa a la gent que se li agenollava al seu pas, fingia revelacions, muntava amb l'hàbit remangat per «esmussar les bales enemigues i fer-lo invulnerable». La primera ocasió en què va mostrar la seva ferocitat va ser quan es va enfrontar a l'exèrcit constitucional a Cervera, va incendiar la població per dos angles oposats, va sembrar els carrers de cadàvers i va venjar així als caputxins que havien matat els soldats en resposta als trets des del convent”. Els escriptors liberals el van considerar un energumen i el van fer protagonista, juntament amb la seva "parella", Josefina Comerford, de "alguna truculenta novel·la romàntica", segons Caro Baroja.
La violència clerical del bàndol absolutista va ser resposta per la violència anticlerical del bàndol liberal, i on aquesta va assolir major virulència va ser a Catalunya. “La proclama de la regència d'Urgell es va cremar a Barcelona, es van detenir als desafectes al règim, en la seva majoria frares, i en aquesta dialèctica de guerra civil, la ciutat va ser escenari d'assalts als convents de caputxins, dominics, franciscans i agustins amb un balanç de més de cinquanta morts, i també de deportacions de frares, mesura que es va repetir a València i a Oriola. Era la rèplica col·lectiva de venjança contra els ordes religiosos insurrectes. També va haver-hi la resposta institucional a través de l'exèrcit, dirigit per Mina, amb decisions de violència inusitada, com la de Castellfollit de la Roca. En aquest transcórrer de la violència, l'espiral es va fer cada vegada més feroç i ocorrien casos com l'assalt i mort del bisbe de Vic [que va morir a la ciutadella de Barcelona, on havia estat traslladat com a presoner després de ser detingut en la seva residència episcopal], o l'afusellament de vint-i-cinc frares a Manresa o la devastació del monestir de Poblet, no a les mans dels soldats liberals, sinó dels camperols dels pobles veïns que van talar boscos i van profanar tombes pel «clam de les afalagadores veus de llibertat i igualtat», segons el mateix abat, encara que les seves terres ja estaven venudes a particulars, o potser per això precisament”.
A diferència del que succeí amb el bàndol absolutista, quant al bàndol liberal sí disposem de diverses relacions dels eclesiàstics assassinats que donen una xifra propera als cent. En aquestes relacions també es conta que molts clergues van ser assassinats després d'haver estat despullats i que alguns van ser torturats de forma cruel o van ser objecte de tota mena de vexacions abans de morir. “Un dels milicians participant en la mort del franciscà Lluís Pujol va mullar una llesca de pa en la seva sang encara calenta; sobre la corona del vicari de Vilafortuny van trinxar tabac, després el van apunyalar i encara viu el van llançar a un pou; al capellà de Santa Inés li van treure els ulls, li van retorçar els dits de les mans fins a arrencar-los-hi i li van acoltellar la corona”. En els atacs a temples i monestirs —com els de Poblet, Santes Creus o Montserrat— es van realitzar, si bé de forma esporàdica, actes sacrílegs com robar la copa amb les hòsties, acoltellar les imatges o desenterrar els cadàvers d'alguns religiosos “jugant i fent mil indecències amb ells”, segons relata un testimoni.

### La reacció absolutista després de la fi del Trienni: la dècada ominosa (1823-1833)

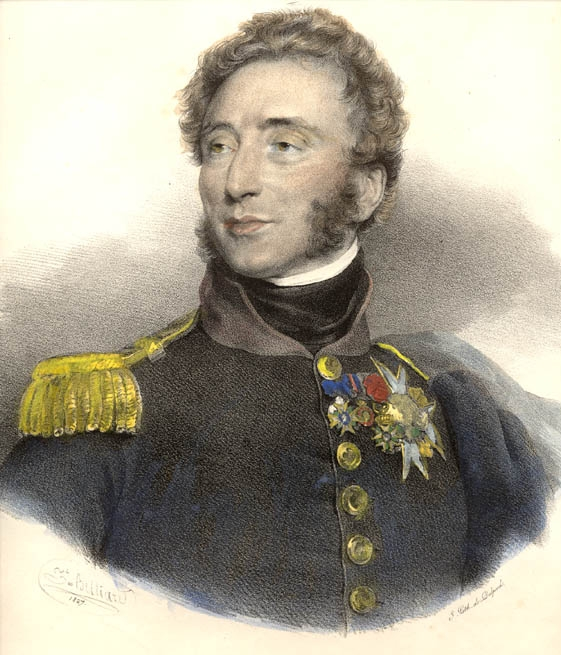
Duc d'Angulema, cap dels Cent Mil Fills de Sant Lluís

Amb la segona restauració de l'absolutisme durant el regnat de Ferran VII després de la intervenció a Espanya dels Cent Mil Fills de Sant Lluís enviats per la Santa Aliança en 1823, el rei va retornar les propietats desamortitzades durant el Trienni a l'Església, sense que fossin indemnitzats els que les havien comprat en pública subhasta, a pesar que moltes de les comunitats de religiosos afectades ja no existien. “Però sobretot ideològicament la reacció va ser espantosa. Les veus de rei absolut, inquisició i religió eren consigna en llavis venjatius que van fer de la forca de la plaça de la Cebada, on van executar Rafael del Riego, el símbol de la nova etapa. D'aquests anys va quedar una memòria col·lectiva entre la població liberal contra els frares i contra els voluntaris realistes per les seves presses. Les venjances que al cap de deu anys es van executar en algunes ciutats espanyoles no s'expliquen si no es reté la importància de tan humiliant vexació soferta ciutat per ciutat per aquestes «classes acomodades» que havien recolzat la revolució. En tal dialèctica de poder absolutista, cal destacar el nou esclat de violència expressat aquesta vegada a Catalunya, a l'agost de 1827 — la Guerra dels Malcontents — amb un reiterat protagonisme dels frares en la junta de Manresa. Tanmateix, a hores d'ara, dins de la mateixa administració absolutista es manifesten veus que plantegen la necessitat d'ajustar-se a les exigències d'un Estat d'acord amb l'evolució del segle".

## La revolució liberal i la primera carlinada (1833 - 40)

### Clericalisme i anticlericalisme en la carlinada

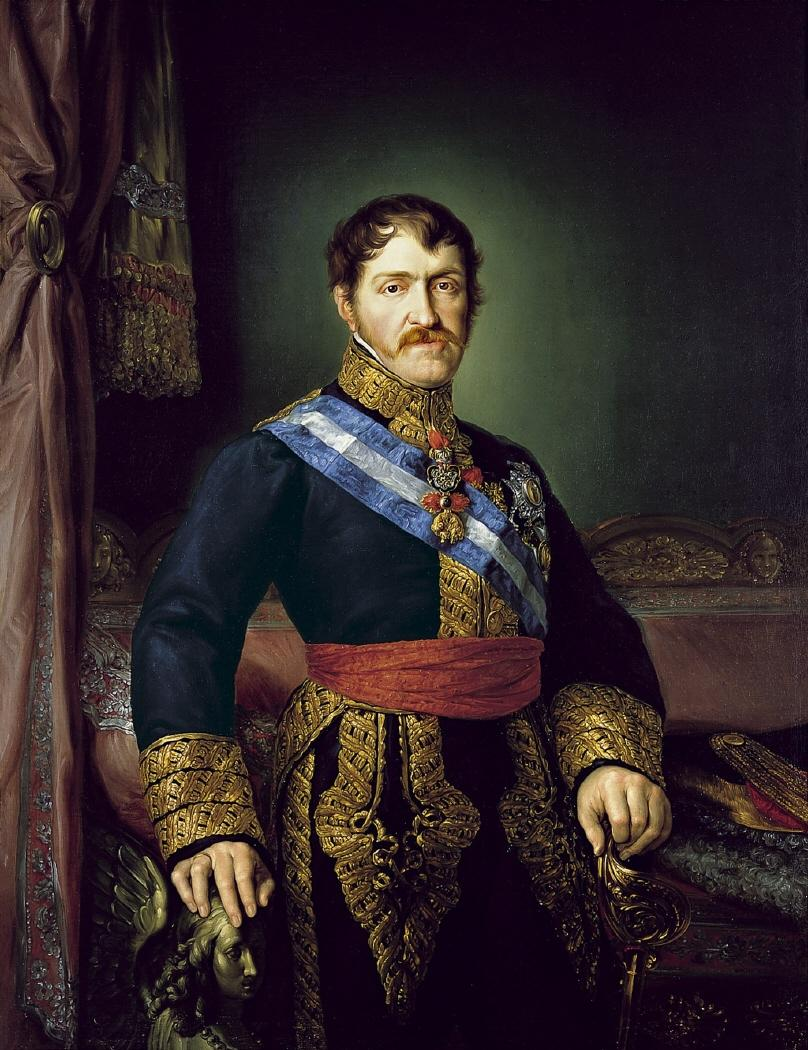
El pretendent Carles VI

A la fi de setembre de 1833 va esclatar el plet successori entre els partidaris de Carles Maria Isidre de Borbó, germà del rei mort Ferran VII, i els de la filla d'aquest, la futura Isabel II, que només comptava amb tres anys. Carles basava la seva aspiració al tron en el rebuig a la Pragmàtica Sanció de 1830 que havia abolit la Llei Sàlica que no permetia que les dones regnessin, la qual cosa li havia "arrabassat" els seus drets al tron en favor de la filla del seu germà, de qui en el seu nom havia assumit la regència la seva mare Maria Cristina. El plet successori va derivar en una guerra civil, la primera guerra carlista, que aviat es va convertir en un conflicte polític i ideològic, entre els partidaris de mantenir l'Antic Règim, els absolutistes que en la seva majoria recolzaven Carles —els "carlistes"—, i els defensors d'un canvi més o menys radical cap a un “nou règim”, que defensaven els drets al tron d'Isabel II, per la qual cosa eren anomenats “isabelins” o “cristins”, pel nom de la regent.
Els "carlistes" van utilitzar la defensa de la religió catòlica presumptament amenaçada com una de les seves banderes —el trilema carlista era "Déu, Pàtria i Rei"—, així que, com assenyala Julio Caro Baroja, "els visques al pretendent anaven units a visques a la Inquisició, i les concentracions de vilatans alliçonades per gent d'Església es donaven per onsevulla, sobretot a Catalunya, principal teatre d'operacions de les rebel·lions de 1827". Per això un dels suports dels "carlins" eren la major part dels membres els ordes religiosos que, a més de compartir les seves idees absolutistes, temien que l'arribada al poder dels liberals posés fi a la seva existència. Així molts frares i clergues es van fer guerrillers o van formar part de la cort del pretendent.

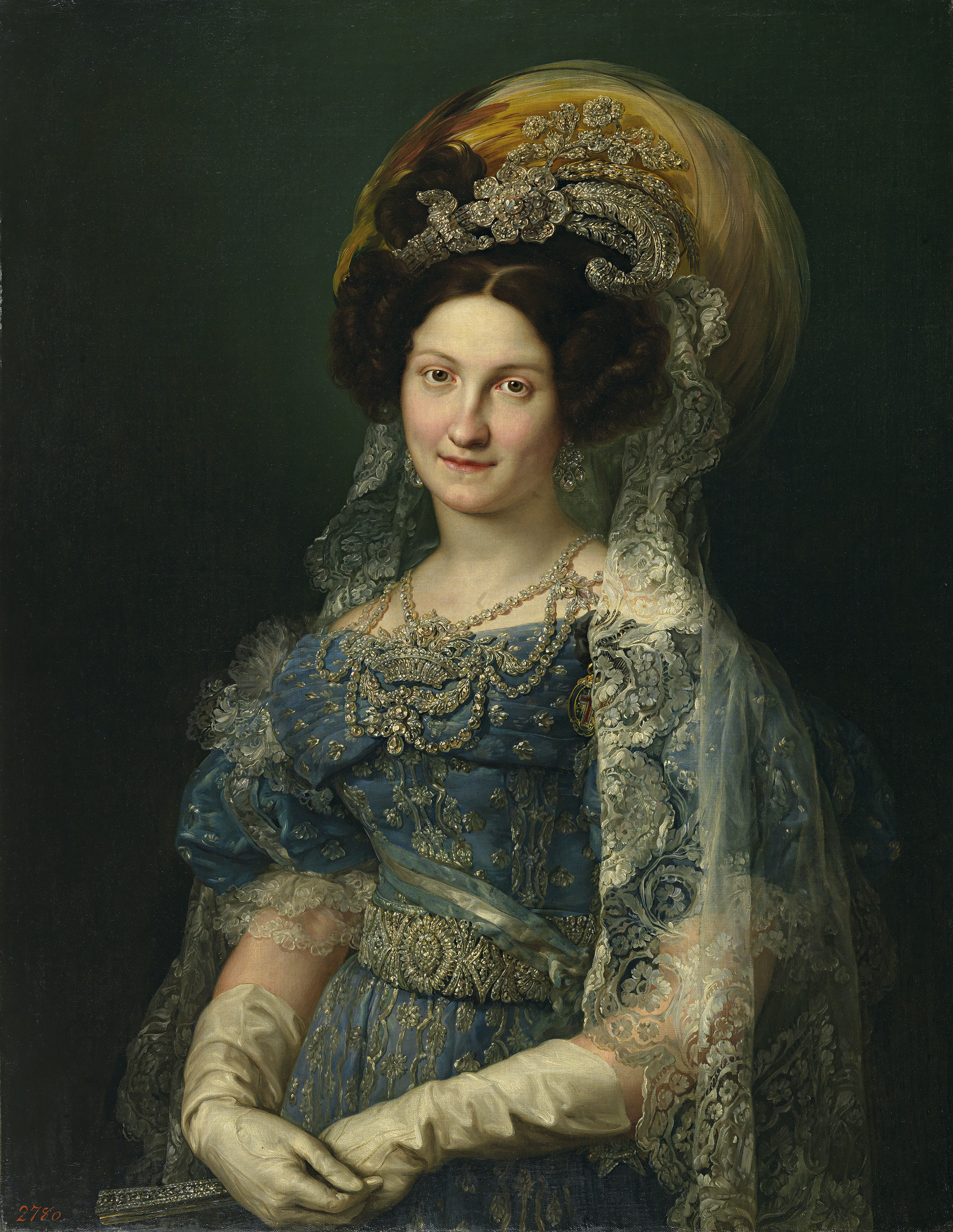
La regent Maria Cristina

Per la seva banda els liberals que recolzaven a la regent i a la seva filla van recórrer a l'animadversió que despertaven els ordes religiosos entre determinats sectors populars per reafirmar la seva causa, com ho mostra aquesta cançó que cantaven els nens en honor de la regent Maria Cristina que havia nascut a Nàpols:
| « | De Nápoles ha venido la gloria a los liberales, el infierno a los carlistas y el purgatorio a los frailes | » |

Els "isabelins" o "cristins" també van difondre pamflets en els quals descrivien als clergues i frares "carlistes", com un publicat poc abans que acabés la guerra:
| « | Un altre sí, un núvol de clerigalla i frareria amb cares extenuades, no certament per la mortificació i l'abstinència del claustre, muntats en muls robusts, armats de grans espolines, alguns amb llarg sabre, trabucs naranjeros o llances del temps d'Escipió, molts adornats de bigoti, i tots models de corrupció, cadascun amb el seu assistent, amén de cuiner i secretari, reclamant a plens pulmons la reforma dels costums que ells van pervertir més que ningú: la Inquisició; i en lloc de presentar a tots l'arca santa de l'Aliança, prediquen amb ànima de foc l'extermini de qui no pensi com a tals beneïts...; cridant maçons i negres als qui no saludin amb humilitat als ungits del Senyor; demanant no l'entrada als convents, ensarronada que no acomoda, sinó el gaudi de les seves rendes, amb l'exclusiva en l'ensenyament, fins del bell sexe... | » |

### La matança de frares a Madrid de 1834
A l'abril de 1834 la regent Maria Cristina va promulgar l'Estatut Reial, una espècie de carta atorgada amb la qual volia guanyar-se el suport dels liberals per a la causa de la seva filla, la futura Isabel II, i segons la qual es formarien unes noves Corts l'obertura de les quals estava prevista per a finals de juliol.
A la fi de juny de 1834 es van donar a Madrid els primers casos de l'epidèmia de còlera que assolava tot Espanya i part d'Europa i encara que el govern de Francisco Martínez de la Rosa va negar la seva existència va abandonar ràpidament la capital el 28 de juny, juntament amb la regent Maria Cristina i la família reial, per refugiar-se al Palau de la Granja a Segòvia, la qual cosa va causar una gran indignació entre els habitants de la capital. Just el dia en què van arribar a Madrid males notícies sobre la marxa de la primera guerra carlista l'epidèmia es va empitjorar, “morint els malalts a centenars, amb les circumstàncies horroroses companyes de tal cruel plaga”, segons relata Alcalá Galiano. Llavors va començar a circular el rumor per Madrid que la causa de l'epidèmia era l'enverinament de les fonts públiques, i que aquesta havia estat obra dels frares. També va córrer la notícia que s'havia disparat des dels convents contra les masses que es dirigien cap a ells, relacionant-ho amb el suport que els religiosos donaven als carlistes.

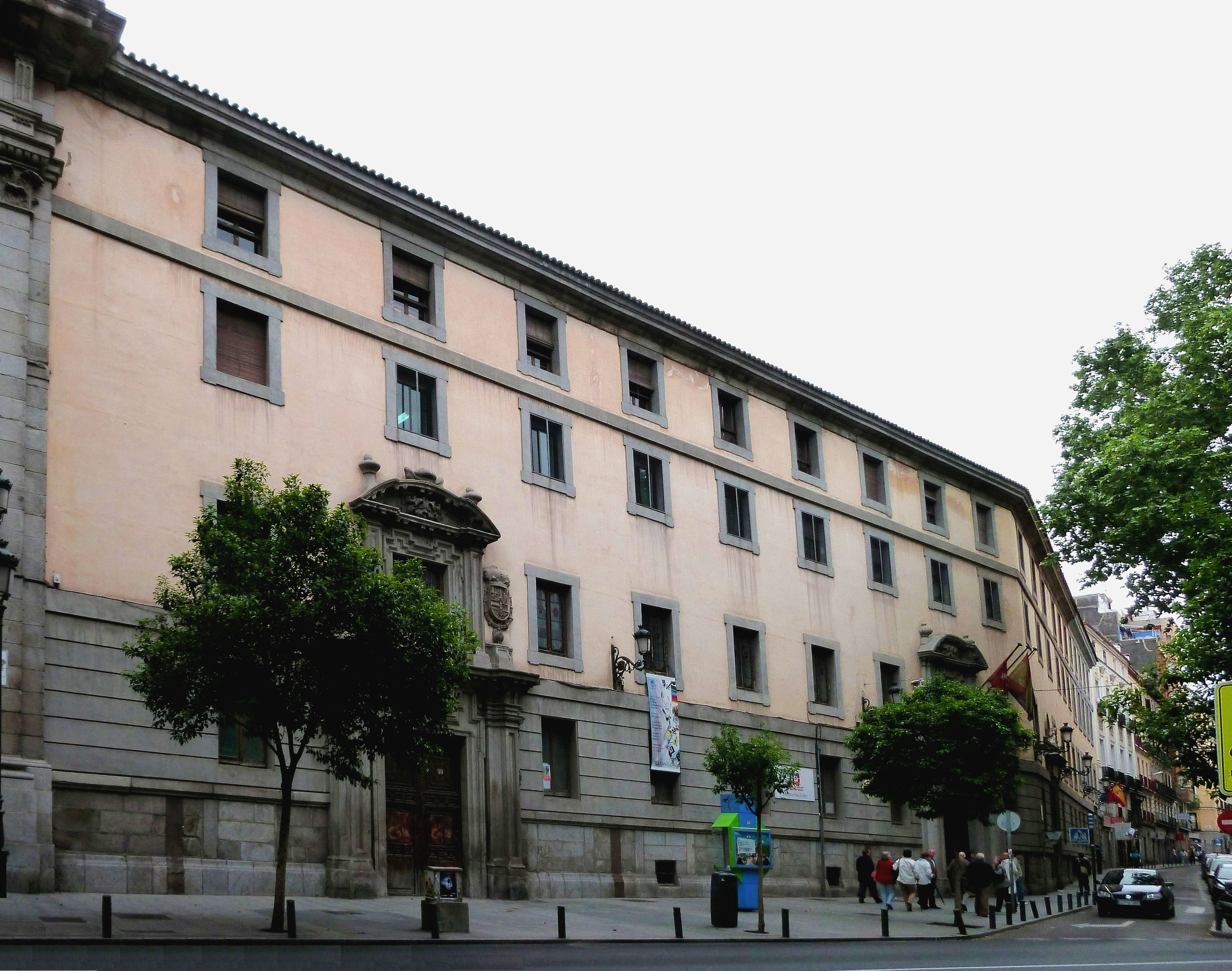
Col·legi Imperial de San Isidro de Madrid (en l'actualitat Institut de San Isidro).

A primeres hores de la tarda del 17 de juliol es van congregar en la Plaça Mayor, en la Porta del Sol i en la Plaça de la Cebada diversos grups integrats també per abundants milicians urbans i alguns membres de la guàrdia reial proferint crits contra els frares. Des d'allí aquests grups es van dirigir al Col·legi Imperial de San Isidro regentat pels jesuïtes que va ser assaltat a les cinc de la tarda. “Dins del convent maten uns a cop de sabre, capturen altres i els linxen als carrers laterals, despullant i crivellant amb escarn els cossos moribunds. La tropa arriba a la mitja hora només amb el capità general i superintendent de policia, Martínez de San Martín, expert en reprimir motins dels liberals exaltats durant el trienni constitucional a Madrid. Recrimina als jesuïtes l'enverinament i en busca proves, mentre segueixen matant frares a un pam de la seva presència”. En total catorze jesuïtes van ser assassinats.

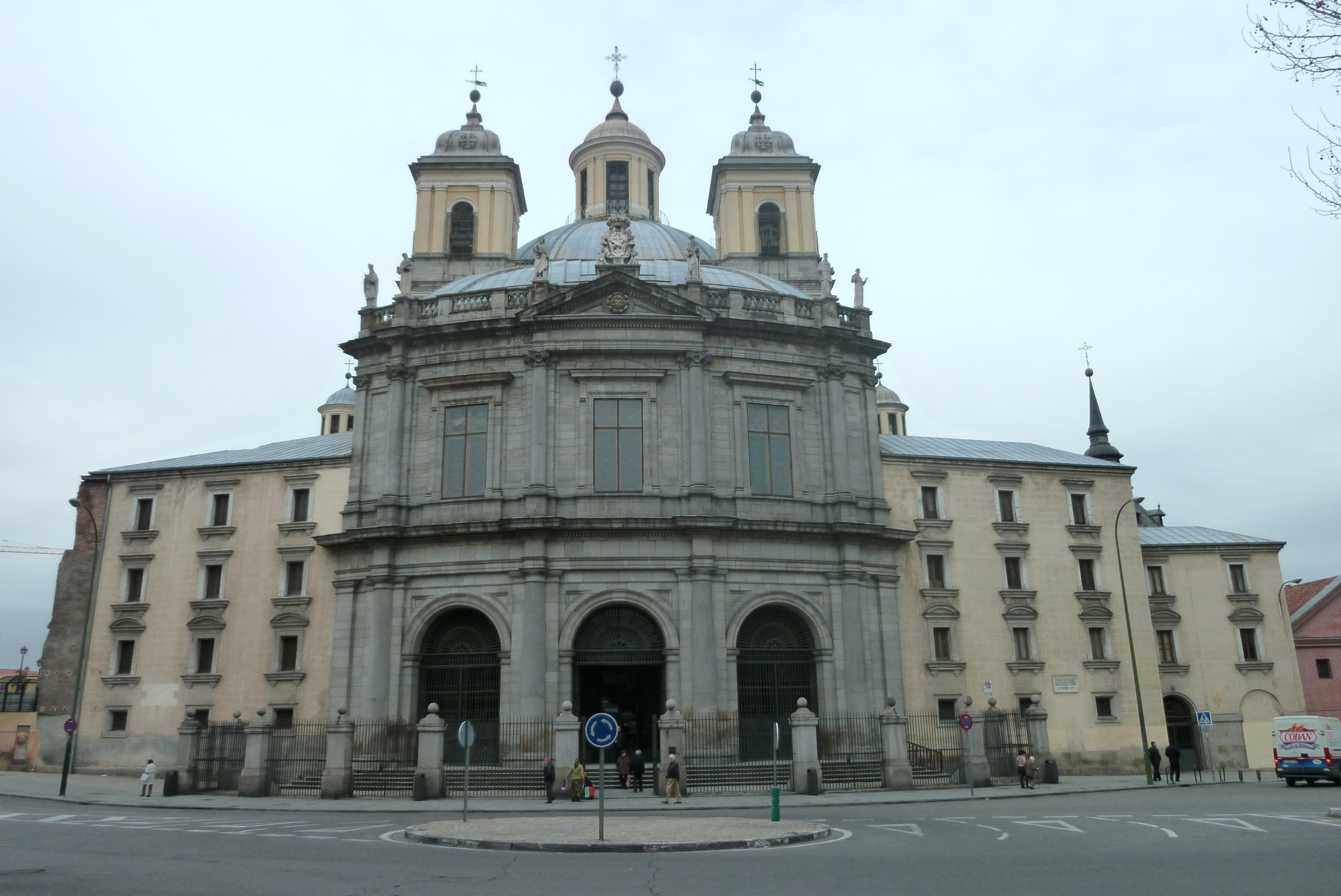
Basílica de San Francisco el Grande

El següent objectiu dels amotinats va ser el convent de Santo Tomás dels dominics al Carrer d'Atocha on maten set frares en presència de la tropa, que no va fer res per impedir-ho, i on els amotinats realitzen actes burlescs vestint-se amb robes litúrgiques i formant una dansa sacrílega que van continuar pels carrers d'Atocha i Carretas. Cap a les nou de la nit va ser assaltat el convent de San Francisco el Grande on van ser assassinats quaranta-tres frares franciscans (o cinquanta, segons altres fonts) enmig d'escenes macabres, sense que els oficials del regiment de la Princesa que estava acantonat en les seves dependències donessin l'ordre d'intervenir als més de mil soldats que ho componien. A les onze de la nit va ser atacat el convent de San José dels mercedaris en l'actual Plaça de Tirso de Molina, amb el resultat de nou o deu assassinats més. Passada la mitjanit va haver-hi conats dispersos d'assalts a altres convents, però no va haver-hi més víctimes.

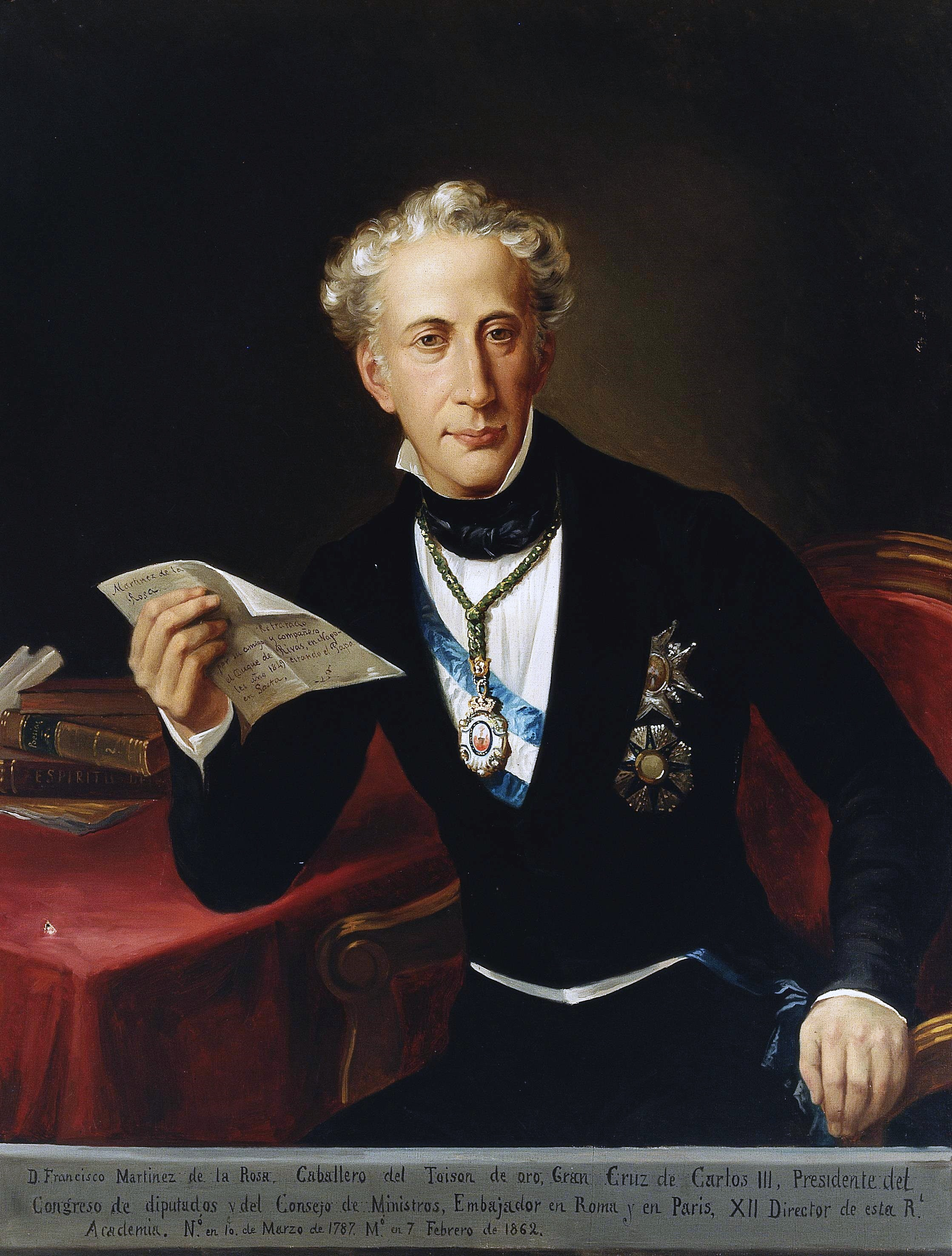
Francisco Martínez de la Rosa, president del consell de ministres quan van ocórrer els fets

El dia 19 de juliol, el govern de Francisco Martínez de la Rosa, davant l'ambigüitat i la notòria passivitat i fins i tot connivència amb el motí de les diferents autoritats —la militar i la municipal—, deté i empresona al capità general Martínez de San Martín, que comptava amb una tropa de nou mil homes per haver evitat els assalts i els assassinats, i obliga a dimitir al corregidor, el marquès de Falces, i al governador civil, el duc de Gor, com a màxims responsables de la milícia urbana, bona part dels membres de la qual havien tingut una participació molt activa en els fets.
Van ser sotmeses a judici 79 persones (54 civils, 14 milicians urbans i 11 soldats). Van resultar condemnades a mort dues persones —un ebenista i un músic militar— però pel delicte de robatori, no pel d'assassinat, i foren executats el 5 i el 18 d'agost. La resta van ser condemnats a penes diverses, de galeres i presidi, incloent a dones, i alguns van ser absolts. Per les dades recollides en els judicis se sap que la majoria dels qui van participar en el motí pertanyien als barris més populars de Madrid i entre ells es trobaven menestrals, empleats i dones, al costat de milicians urbans i soldats.
Els historiadors estan dividits quant a l'explicació dels esdeveniments, perquè mentre uns defensen que els assalts als convents i els assassinats de frares van ser el resultat d'un complot organitzat per les societats secretes o per la maçoneria, uns altres defensen l'espontaneïtat del moviment.
Segons Josep Fontana, defensor de la tesi del caràcter espontani del moviment, “per comprendre el succeït cal penetrar en l'arrel mateixa d'un anticlericalisme —dirigit gairebé exclusivament contra els ordes religiosos— que s'estava accentuant en aquests anys, en comprovar-se la identificació dels regulars amb el carlisme, la seva complicitat en l'armament de partides i fins i tot la participació directa de frares en assalts i emboscades en els quals, no s'oblidi aquest detall, els homes que morien del costat dels liberals procedien exclusivament de les classes populars: eren fills o germans d'aquestes mateixes gents a tot Espanya. Com diria Lamennais en 1835: Allà on el sacerdot s'alia amb el despotisme contra el poble quina destinació li espera?”.
Una posició intermèdia és la que manté Juan Sisinio Pérez Garzón que afirma "que no és incompatible l'existència d'una trama organitzativa per destruir el poder eclesiàstic i derrocar el govern, amb què aquesta se solapi i aprofiti una conjuntura d'exasperació popular —pel còlera— per sembrar el terror entre els frares i servir-se d'una tàctica de pànic per justificar l'assalt a les possessions clericals”. Segons aquest historiador la forma com va donar la notícia del motí el diari liberal El Eco del Comercio constituiria un indici que qui va poder estar darrere dels fets quan transformava a les víctimes en “enemics de la pàtria”, el linxament dels religiosos es reduïa al concepte d'“algunes desgràcies” i afirmava que en els assalts “es diu haver-se descobert algunes proves que donaven fonament a les veus que han corregut en els dies anteriors sobre el seu pla per a l'enverinament de les aigües. Tot pot creure's de la perversitat dels enemics de la pàtria, i sempre hem previst que s'aprofitarien dels moments actuals per augmentar el conflicte en què estem...”

### Els motins anticlericals de 1835

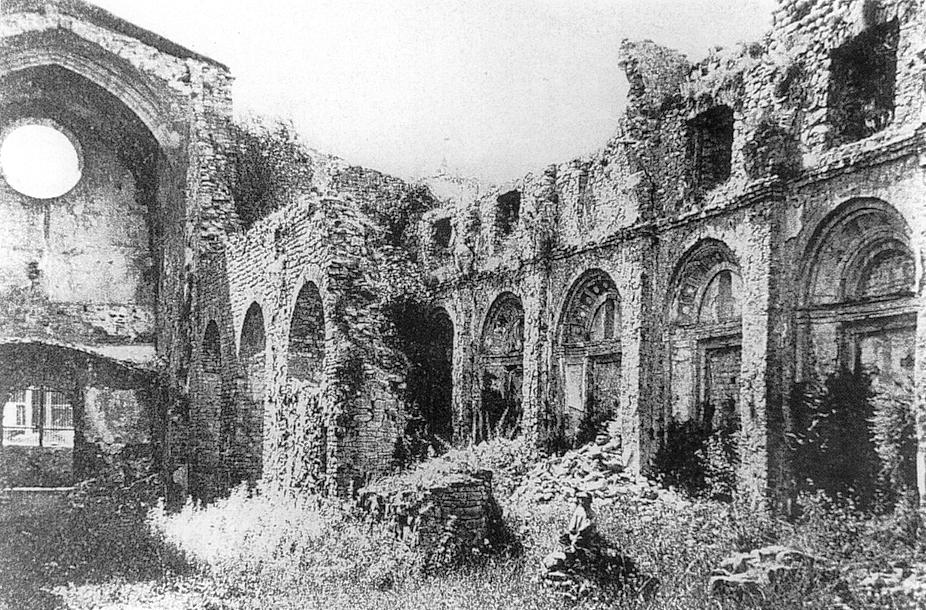
Monestir de Santa Maria de Ripoll després de l'atac i incendi durant la bullanga de 1835

A la fi de juliol de 1834 es van obrir les Corts convocades segons establien l'Estatut Reial, encara que aviat hi va aparèixer una oposició clarament liberal que considerava insuficient el marc polític establert aquell perquè no reconeixia el principi de la sobirania nacional. A principis de l'any següent es va començar a discutir una Llei d'Ajuntaments perquè almenys a nivell local s'acceptés el règim representatiu derivat del principi de sobirania nacional, però el govern de Martínez de la Rosa no la va admetre, encara que li va suposar un enorme desgast, la qual cosa unit a la marxa adversa de la guerra civil va provocar la seva caiguda el 6 de juliol de 1835.
Durant aquest estiu de 1835 es van produir diverses revoltes per tot Espanya que pretenien posar fi al règim de l'Estatut Reial implantat per la regent Maria Cristina, i donar pas a un monarquia constitucional amb el restabliment de la Constitució de 1812. En aquest context es van produir els motins anticlericals fonamentalment pel suport que donaven els ordes religiosos als carlistes en la guerra civil. Els més importants van tenir lloc a Saragossa i a Reus, Barcelona i altres localitats catalanes (on els motins populars d'aquesta època són coneguts amb el nom de “bullangues”), durant els quals van ser assaltats nombrosos convents i monestirs i van resultar morts setanta membres del clergat regular i vuit sacerdots, la qual cosa va portar a la memòria l'esdevingut un any abans en la matança de frares a Madrid de 1834.

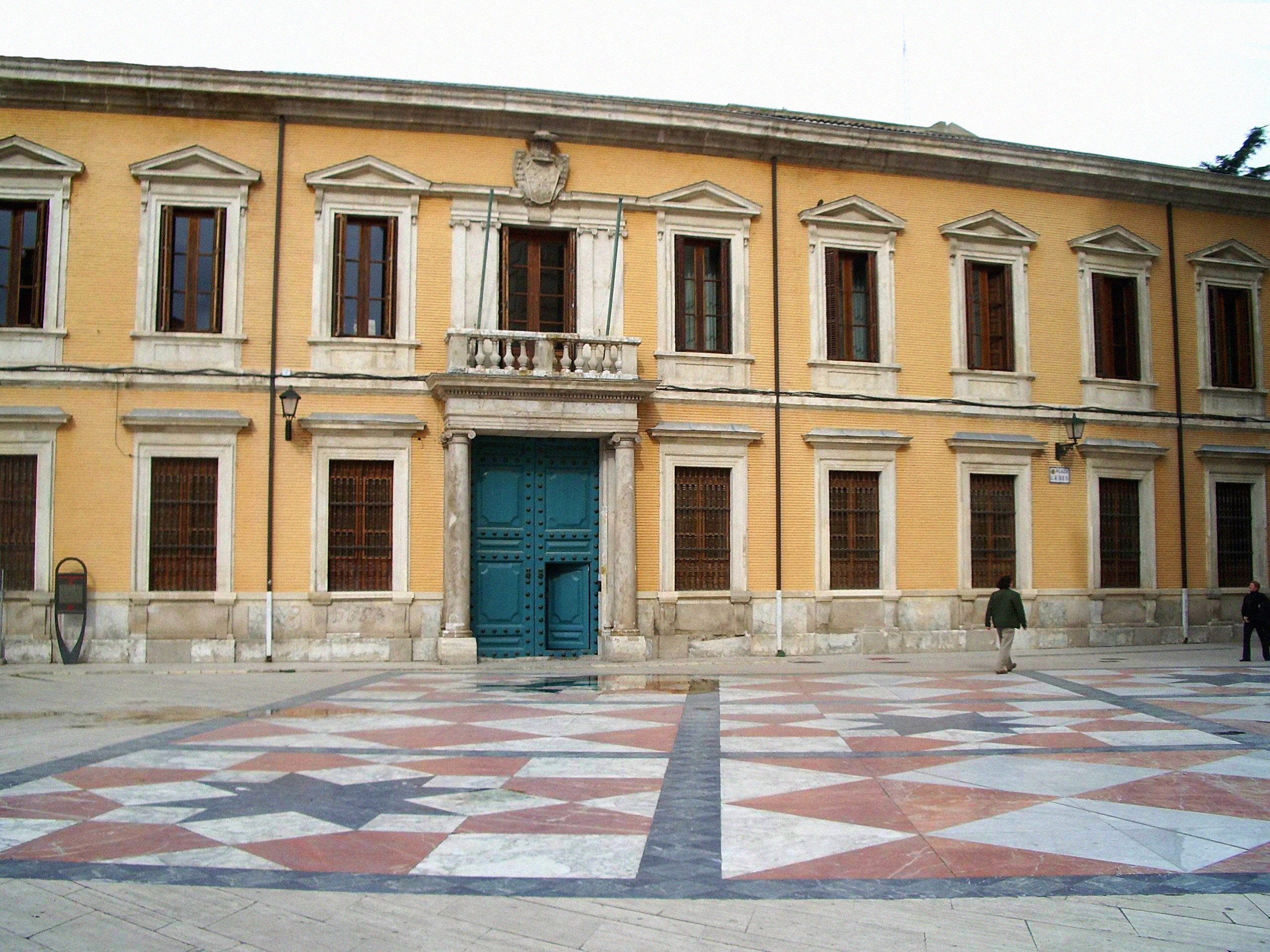
Palau arquebisbal de Saragossa a la plaça de la Seu.

El motí anticlerical de Saragossa del 6 de juliol, va tenir un antecedent en la primavera, quan el 3 d'abril una multitud es va dirigir al palau arquebisbal per protestar per la decisió del seu titular Bernardo Francés Caballero, d'idees absolutistes, per haver retirat les llicències de confessió i predicació a dos clergues que eren capellans de la milícia urbana per la seva conducta reprovable. Com el desplegament de la tropa i de la milícia urbana per ordre del capità general va impedir l'assalt al palau episcopal, la multitud es va dirigir llavors cap al convent de la Victòria, on van ser assassinats quatre frares, i després al de sant Diego, on van matar altres dos. A la nit es van repetir els incidents, van acoltellar a un llec franciscà i van deixar malferit a un sacerdot. Per ordre del capità general, l'arquebisbe va abandonar Zaragoza amb escorta militar i després de passar per Lleida es va refugiar a França, on residiria fins a la seva mort en 1843. En els dies següents van abandonar precipitadamente la ciutat 114 clergues absolutistes.
Més greu va ser el motí del 6 de juliol, quan una multitud integrada per membres de la milícia urbana juntament amb homes i dones de les classes populars van exigir la llibertat d'un tinent que el dia anterior havia dirigit un amago de pronunciament a favor de la Constitució de 1812 per part d'una companyia al seu comandament. Davant la negativa del capità general a liberal a l'oficial els amotinats es llancen contra cases d'absolutistes i contra els convents de Santo Domingo, San Lázaro i San Agustín. Van morir onze frares de diferents ordres, sota les armes o asfixiats pel fum. La resposta de les autoritats va ser executar al tinent i a set companys seus, a més de diversos individus que havien participat en els incidents, i destituir al capità general, a causa de la sospita que havia mantingut certa connivència o certa indulgència amb els amotinats. Alguns historiadors pensen que la qüestió dels delmes possiblement va ser una de les causes del motí. "En el cas de Saragossa, es constata l'animadversió rotundament econòmica i política a una institució [l'Església] decantada per conservar els seus privilegis, possessions i impostos propis”.
La primera localitat catalana en el qual va tenir repercussió l'ocorregut a Saragossa el 6 de juliol va ser Reus, una ciutat liberal enmig d'un territori favorable al carlisme. Precisament el que va motivar la “bullanga” a Reus va ser l'atac que va sofrir el 19 de juliol de 1835 una partida de milicians urbans per part d'una partida carlista, en el qual van morir diversos milicians urbans i voluntaris, ja que pel que sembla entre els atacants hi havia frares i un d'ells havia ordenat crucificar i treure-li els ulls a una de les seves víctimes. Així durant la nit del 22 de juliol anessin assaltats i incendiats diversos convents on van ser assassinats 21 frares. Segons l'historiador Antonio Moliner Prada, la causa última del motí cal buscar-la en “l'anticlericalisme que es respirava en molts llocs, així com l'ajuda que alguns convents prestaven als carlistes, o la importància que podia tenir una futura desamortització”.

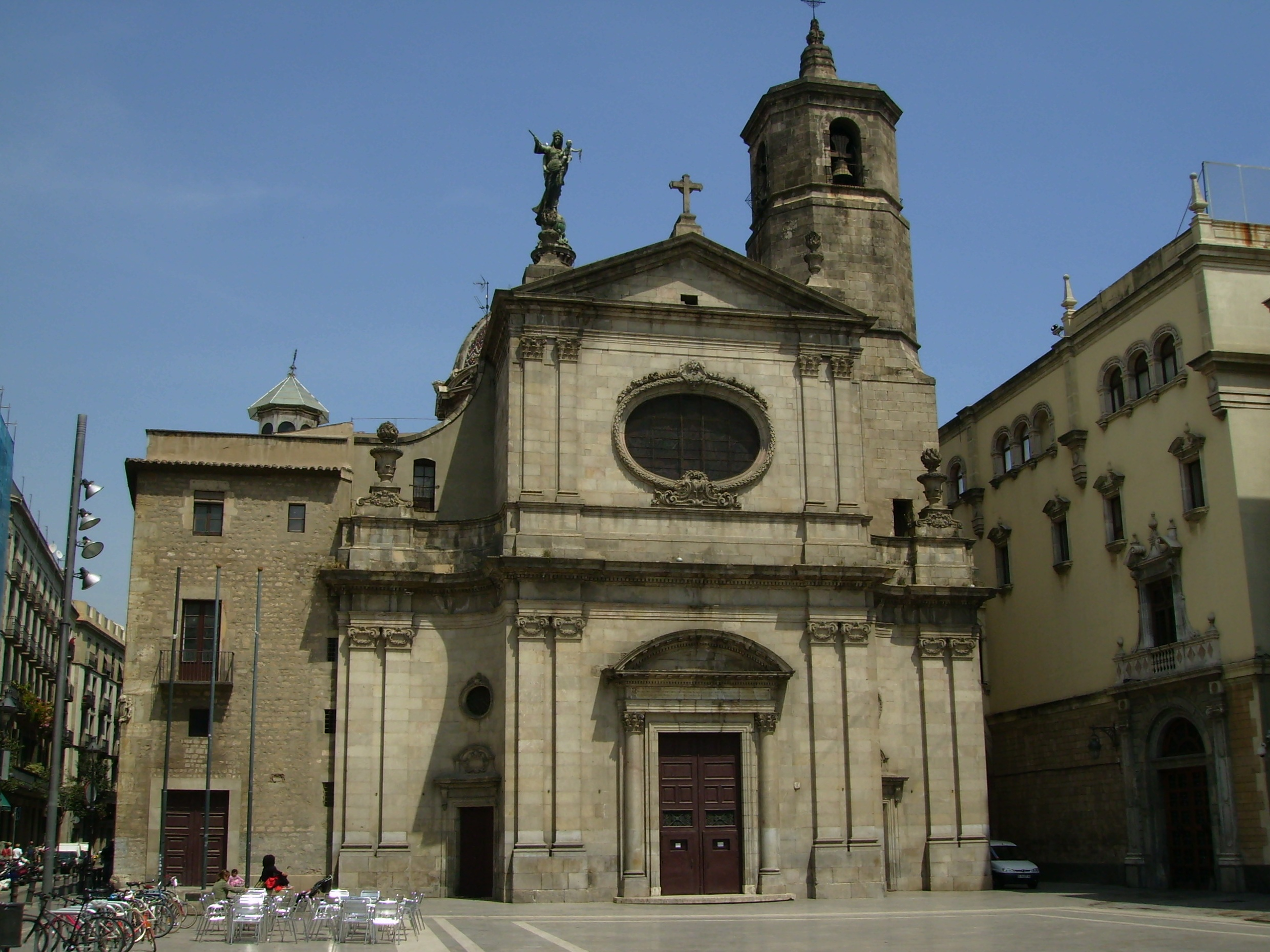
Façana de la basílica de la Mercè de Barcelona en l'actualitat

Les repercussions del motí anticlerical de Reus es van estendre per la província de Tarragona, i també van arribar a Barcelona, on com a Reus existia un fort sentiment anticlerical sobretot entre les capes populars que eren les que estaven suportant el pes i la “sang” de la guerra civil. A Barcelona va ser un fet trivial el que va desencadenar el motí del 25 de juliol. El públic que assistia a una corrida de toros pel dia de Sant Jaume va començar a destrossar la plaça el Torín de la Barceloneta perquè els toros havien resultat mansos i quan va acabar la corrida va arrossegar el sisè toro mort pels carrers de la ciutat, apedregant de pas els convents de La Mercè i de Sant Francesc.
Paral·lelament un altre grup va cremar la caseta dels consums i a continuació dirigits pel conegut liberal Manuel Rivadeneyra van intentar atacar el convent de Sant Francesc, però només van aconseguir cremar les portes. Ja entrada la nit diversos grups incendiaven sis convents —també van ser atacats altres edificis religiosos, però sense arribar a ser incendiats, com en el cas del seminari de Sant Vicent de Paula, on frares i seminaristes van aconseguir fer front als assaltants amb garrots i armes de foc. Molts frares van escapar i van ser recollits per l'exèrcit i la milícia urbana que els va traslladar al castell de Montjuïc, però uns altres no ho van aconseguir i 16 d'ells van ser assassinats. Ni l'exèrcit ni la milícia urbana van intervenir, ja que, segons l'historiador Antonio Moliner Prada, els seus membres simpatitzaven més amb els revoltats que amb els religiosos, i fins i tot alguns d'ells van participar en els aldarulls.
Respecte a qui van ser els autors de la "bullanga" de Barcelona del dia de Sant Jaume, no hi ha documentació judicial que permeti identificar-los perquè, a diferència de la matança de frares a Madrid de 1834, cap persona va ser jutjada després del motí, i respecte a si darrere dels fets va haver-hi alguna societat secreta que els instigués o fou un moviment espontani, els historiadors discrepen entre si. Anna Maria García Rovira, per exemple, afirma que el moviment va ser espontani, encara que assenyala que destacats liberals, com l'impressor i editor Manuel Rivadeneyra, van participar en la bullanga, intentant canalitzar el malestar popular. Aquest mateix punt de vista és el que defensa Josep Fontana per a qui sembla clar que “un grup de liberals, descontents amb el règim de l'Estatut Reial, van deixar fer, pensant que aquesta explosió de malestar popular podia resultar útil per accelerar l'evolució política en el seu sentit avançat”. Una línia similar és la que manté Juan Sisinio Pérez Garzón que destaca que en l'amotinament van participar persones de rellevants sectors socials “que canalitzen la ira popular” i al mateix temps va ser “una acció col·lectiva de càstig i també de prevenció contra uns frares transformats en l'imaginari popular com els únics causants de la guerra i de les seves penalitats”. El mateix dia del motí de Barcelona el govern del comte de Toreno decretava la supressió de convents amb menys de dotze religiosos professos, coincidint amb l'opinió del diari liberal El Eco del Comercio: «el càstig d'aquests excessos per si sol no n'hi ha prou […] no pot fiar-se exclusivament en la repressió, com no s'ha pogut fiar fins al dia. No hi ha […] un altre mitjà més eficaç que el de la ràpida supressió de les comunitats religioses».

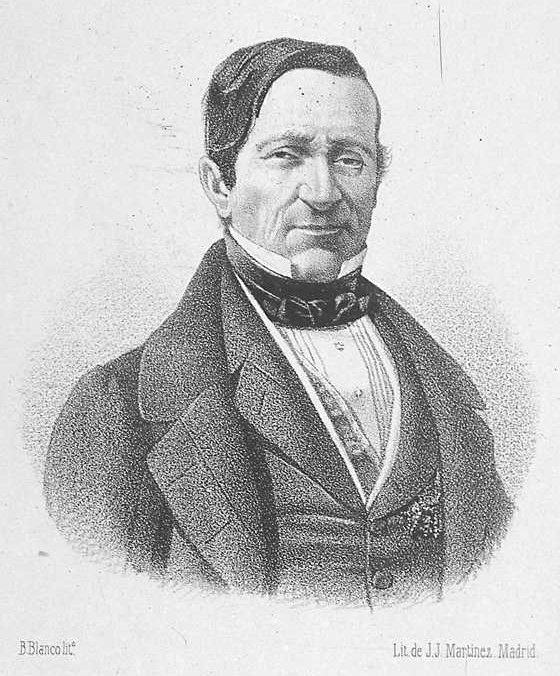
Manuel de Llauder i de Camín, capità general de Catalunya quan es van produir les bullangues de l'estiu de 1835

Després del motí del 25 de juliol i de la matinada del 26 no va tornar la calma a Barcelona. Un dels responsables va ser el Capità General Manuel de Llauder i de Camín que va crespar els ànims del sector més radical dels liberals i de les capes populars quan en una aparició fugaç a Barcelona va publicar una proclama en la qual amenaçava de castigar els culpables dels assalts als convents. El 5 d'agost els esdeveniments es van precipitar quan el nou governador militar de Barcelona, el General Bassa, va ser assassinat per uns amotinats, sense que la milícia urbana ni la tropa fessin res per defensar-lo. Després el seu cadàver va ser llançat des d'una balconada, arrossegat pels carrers i cremat. També va ser destruïda l'estàtua de Ferran VII que havia erigit a la plaça del Palau l'anterior capità general, el Comte d'Espanya i així mateix van ser cremades les casetes dels consums. L'endemà va ser incendiada la fàbrica El Vapor, instal·lada feia poc al Carrer de Tallers per la societat Bonaplata, Vilaregut, Rull i Cia. Sembla que l'incendi de la fàbrica va ser un acte de “ludisme”.

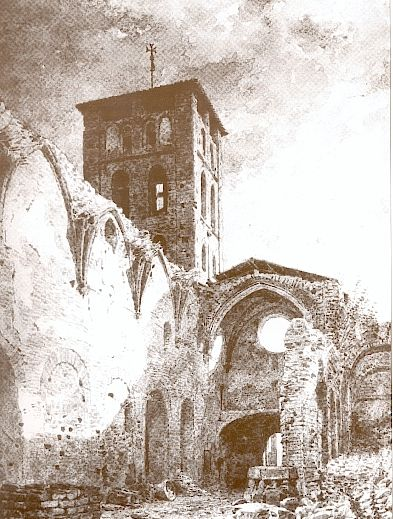
Església del Monestir de Santa Maria de Ripoll després de les "bullangues" d'estiu de 1835

Les "bullangues" es van estendre arreu de Catalunya, quan es va tenir notícia del motí de Reus primer i el de Barcelona, després. El de Reus es va estendre per la Província de Tarragona com a Valls, on no es van produir assassinats perquè ho va impedir l'alcalde amb un destacament d'Esquadres de Catalunya, o a Vilaseca, on els atacs de la multitud es van dirigir contra els immobles pertanyents al capítol catedralici de Tarragona i l'ardiaca d'aquesta població, que van ser saquejats el 6 d'agost. "Molts religiosos van abandonar els convents i es van refugiar en cases particulars o a la muntanya. Així van aconseguir salvar-se els frares de Riudoms, els carmelites i agustins de La Selva, els franciscans d'Alcover i Escornalbou, els cartoixans de Scala Dei i els cistercencs de Poblet. No obstant això el dia 23 de juliol va ser incendiat el convent de Riudoms, el 25 el de Scala Dei i dies després el de Poblet”. A Tarragona el 27 de juliol va ser atacat l'arquebisbe Echanove que va aconseguir escapar en un vaixell a Mallorca, on no va ser ben rebut, refugiant-se finalment a Maó.
Quant a la repercussió del motí de Barcelona, en els dies següents van ser assaltats i incendiats altres convents de Catalunya, "com el dels caputxins de Sabadell, Mataró, Arenys de Mar i Villafranca del Penedès, els dels jerònims de la Vall d'Hebron i el de Murtra, el dels carmelites descalços de Cardó, així com la Cartoixa de Montalegre i la de Scala Dei, els benedictins de Sant Cugat del Vallès i Santa Maria de Ripoll i els cistercencs de Poblet i Santes Creus. Tampoc es va lliurar el monestir de Montserrat de ser saquejat després d'haver-lo abandonat els monjos el 30 de juliol”. “En total van ser assassinats 22 religiosos i 8 sacerdots seculars, que sumats als assassinats anteriorment a Reus i Barcelona ascendeixen a 67”.

### Exclaustració i desamortització

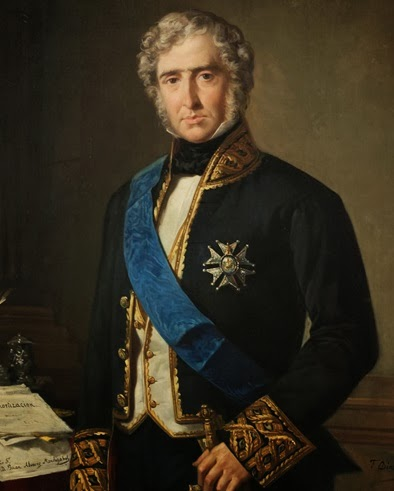
Juan Álvarez Mendizábal

Com a conseqüència de les revoltes liberals i dels motins anticlericals de l'estiu de 1835 la regent Maria Cristina es va veure obligada a destituir al comte de Toreno en la presidència del consell de ministres i a substituir-lo al setembre pel liberal progressista Juan Álvarez de Mendizábal, el govern del qual va suprimir els ordes religiosos i es van confiscar i vendre els seus béns en la desamortització que porta el seu nom.
Prèviament el govern del comte de Toreno ja havia aprovat la Reial Ordre d'Exclaustració Eclesiàstica de 1835 (25 de juliol) per la qual se suprimien tots els convents en els quals no hi hagués almenys dotze religiosos professos. Ja sota el govern de Mendizábal es va precisar (11 d'octubre) que només subsistirien vuit monestirs en tot Espanya. Finalment, el 8 de març de 1836, va aparèixer un nou decret que suprimia tots els convents de religiosos i un any després es va dictar un altre més (29 de juliol de 1837) que feia el mateix amb els convents femenins.
Així va relatar A. Fernández de los Ríos vint anys després l'exclaustració que va dirigir a Madrid Salustiano de Olózaga:
| « | L'operació es va fer amb summa facilitat: la major part dels frares estaven proveïts de vestits profans, i pocs van demanar companyia per sortir dels convents, dels quals se'n van anar amb la prestesa de qui anticipadament tingués disposada i organitzada la mudança. A les onze del matí, tots els alcaldes havien donat part d'haver complert el primer extrem de la seva missió, el de desocupar els convents: Manuel Cantero, que exercia les funcions d'alcalde, era l'únic de qui gens se sabia. Olózaga li va escriure aquestes línies: "Tots han donat ja part d'haver despatxat menys vostè". Cantero va contestar: "Els altres només han hagut de vestir-los; jo haig d'afaitar-los. Cantero tenia raó: en el seu districte hi havia cent i punts caputxins de la Paciència. | » |

Julio Caro Baroja ha cridat l'atenció sobre la figura del vell frare exclaustrat, perquè a diferència del jove que va treballar on va poder o es va sumar a les files carlistes —o la dels milicians nacionals—, va viure "suportant la seva misèria, escuálido, enlevitado, fent classes de llatí als col·legis, o realitzant altres treballs mal pagats".
Així doncs, com ha assenyalat Julio Caro Baroja, a més de les econòmiques, la supressió dels ordes religiosos, va tenir unes "conseqüències enormes en la història social d'Espanya". Caro Baroja cita al liberal progressista Fermín Caballero qui en 1837, poc després de l'exclaustració, va escriure:
| « | L'extinció total de les ordres religioses és el pas més gegantesc que hem donat en l'època present; és el veritable acte de reforma i de revolució. A la generació actual li sorprèn no trobar per part alguna les capelles i hàbits que veiés des de la infantesa, de tan variades formes i matisos com eren multiplicats els noms de benets, jeronis, mostencs, basilios, franciscans, caputxins, gilets, etc., però no admiraran menys els nostres successors la transformació, quan tradicionalment només pels llibres sàpiguen el que eren els frares i com van acabar, i quan per assabentar-se dels seus vestits hagin d'acudir a les estampes o als museus! Llavors sí que oferiran novetat i interès en les taules El diablo predicador, La fuerza del sino i altres composicions dramàtiques en què intervenen frares!" | » |

On també es poden apreciar les conseqüències socials de la desamortització va ser en el canvi de l'aspecte exterior de les ciutats, que va ser "laïficat" —terme emprat per Julio Caro Baroja. Madrid, per exemple, gràcies a Salustiano de Olózaga governador de la capital que va manar derrocar disset convents, va deixar d'estar "ofegada per una cadena de convents".
Quan es van aconseguir els objectius programats pels liberals en matèria religiosa —exclaustració dels regulars i desamortització dels seus béns— es va tancar el "cicle anticlerical" iniciat amb la matança de frares a Madrid de 1834. Fins a principis del segle XX no tornaria a aparèixer la violència anticlerical a Espanya.

## La Restauració (1875-1931)

### L'anticlericalisme republicà
El principal representant de l'anticlericalisme republicà va ser el setmanari satíric El Motín, fundat per José Nakens, el primer nombre del qual va sortir al carrer el diumenge 10 d'abril de 1881, aprofitant la major llibertat de premsa que havia portat aconsegueixo el nou govern liberal encapçalat per Práxedes Mateo Sagasta, després de sis anys de govern dels conservadors d'Antonio Cánovas del Castillo. Inicialment El Motín era una modesta publicació de quatre pàgines, els objectius de les quals eren la defensa de la unitat dels republicans en un únic partit i la lluita contra el conservadorisme i el clericalisme, amb la secció "Manojo de flores místicas" que es justificava així: «Jesucrist va llançar a fuetades als mercaders del temple; nosaltres, pecadores humils, tractarem d'imitar-se, fustigant setmanalment als quals s'obliden de la seva llei». Va ser aquesta secció, de les notícies de la qual es van fer edicions en llibres —el primer titulat Espejo moral de clérigos. Para que los malos se espanten y los buenos perseveren—, la que va fer famós al setmanari. Alguns sectors republicans el van criticar perquè pensaven que el seu anticlericalisme virulent —com el de Las Dominicales del Libre Pensamiento— perjudicava a la causa de la República —criticaven les seves "burles de mal gust" i la seva insistència en els relats d'amors il·lícits entre "clergues lujuriosos i mestresses grassones". Fonamentalment per aquesta causa, al començament del segle XX amb prou feines es llegia. Nakens ho va atribuir a la "incomprensió" dels republicans que no entenien que el seu objectiu era "llevar-li autoritat al clergat perquè no pogués valer-se d'ella en benefici de D. Carlos". "Valenta cosa m'importa a mi que els capellans tinguis mestresses, i aquestes nois, ni que faltin al manament que segueix al cinquè amb les feligreses que s'hi prestin!", li va explicar a Luis Bonafoux per aquestes dates.
Al llarg de tota la seva trajectòria El Motín i el més seriós i cosmopolita Las Dominicales del Libre Pensamiento van sofrir nombrosos processos per presumptes delictes d'impremta que li van suposar multes, empresonament de diversos directors legals i de repartidors del periòdic; és més, diversos bisbes van dictar no menys de 47 excomunions contra els seus redactors -—que per la seva banda van excomunicar als bisbes en nom de "Fra Motí, bisbe de la religió del Treball en la diòcesi del Sentit Comú".
A partir de 1908, gràcies al prestigi obtingut per Nakens durant el període que va passar a la presó per "encobrir" Mateu Morral que havia atemptat contra els reis i durant el qual va denunciar les condicions infrahumanes en què vivien els presos, el periòdic va viure un període d'esplendor aconseguint tiratges de més de 20.000 exemplars i multiplicant la seva grandària —en 1910 va arribar a les setze pàgines. Sense abandonar en absolut el seu republicanisme, durant aquesta etapa El Motín va accentuar el seu anticlericalisme en un moment en què la qüestió religiosa estava en el primer pla de la vida política espanyola pels successos de la Setmana Tràgica i per la Llei del Cadenat proposta pel govern liberal de José Canalejas y Méndez.
Això li va implicar de nou problemes amb la justícia especialment a causa de dues caricatures. En la primera es veia una imatge de Crist en la creu mentre al seu costat un bisbe, un jesuïta i un frare s'atracaven de gallines comprades amb els estipendios de les misses i els responsos —amb la llegenda «Qui va portar les gallines i qui se les mengen». En la segona —que portava el lema «Santa Família!»— un sacerdot sostenia el biberó que una senyora estava a un punt de donar a un bebè. Va ser denunciat per un jesuïta i condemnat per ofenses a la moral catòlica, la qual cosa constituïa una autèntica sorpresa doncs en els trenta-un anys de vida d'El Motín ningú havia denunciat les seves caricatures. En 1914 va ser denunciat de nou i condemnat per injúries a un clergue. Va respondre amb la publicació d'un Almanaque de la Inquisición que recollia actes de fe i làmines amb les tortures que aplicava el Sant Ofici, "aquest monstruós tribunal creat, recolzat i defensat per l'Església catòlica, per acumular riqueses, satisfer venjances i imposar-se als pobles pel terror", com es deia en l'Almanaque. També va publicar un Almanaque cómico del carlismo para los años 1914 a 1999 que va ser respost pels carlistes amb la col·locació d'un petard al passadís de l'administració d'El Motín.
No obstant això, El Motín va començar a perdre lectors, segons l'historiador Manuel Pérez Ledesma, a causa de la "monotonia del setmanari —dedicat en gran manera a reproduir articles antics i a copiar textos d'altres periòdics— i [a] la seva falta d'atenció a l'actualitat". En un nombre extraordinari publicat el gener de 1923 en homenatge a Nakens va aparèixer una "Sonata en on" de Luis de Tapia que deia:
| « | Yo admiro a Nakens / por su tesón... Porque es un yunque / su corazón... […] Porque cumplida / su obligación, irá al sepulcro / sin confesión... | » |

El periòdic va deixar de publicar-se després de la mort de Nakens el 12 de setembre de 1926, encara que tres mesos després la seva filla, Isabel, que havia estat la seva principal col·laboradora en els últims anys, va tornar a publicar El Motín amb el títol Refejos de «El Motín», que va subtitular "setmanari literari" per burlar la censura de la Dictadura de Primo de Rivera, encara que la seva finalitat estava clara: "avui, com ahir, aquest periòdic és i serà sempre de prounió republicana i anticlerical de totes les religions". De fet des del periòdic va promoure una caixa benèfica prolaïcisme per premiar als qui substituïssin els ritus catòlics del bateig, les noces o l'enterrament per altres civils. El periòdic va haver de tancar al juny de 1929 per problemes econòmics i el comiat va consistir en l'enviament als subscriptors d'un antic nombre de El Motín.
També cal assenyalar la revista Sin Dios (1932) i Fray Lazo. Semanario anticlerical cortésmente desvergonzado (1930-1932) i la col·lecció de llibres Biblioteca de los Sin Dios dirigida i escrita per Augusto Vivero i formada per 24 quaderns de trenta-dues pàgines summament irrespectuosos, dels quals van ser denunciats el 2, 3, 11 i 15.

### L'anticlericalisme en el moviment obrer
L'anticlericalisme “popular” tenia com a protagonistes també als obrers, la qual cosa va preocupar al líder socialista Pablo Iglesias Posse en un moment en què s'oposava al pacte del PSOE amb els republicans. Així ho va explicar en 1902:
| « | Per a un veritable socialista l'enemic principal no és el clericalisme sinó el capitalisme… Això no obsta perquè els socialistes facin tot el que puguin contra la preponderància del clericalisme, que ha vingut a ser, més o menys voluntàriament, segons els països, un poderós auxiliar de les classes explotadores. (…) [Però] excitar al proletariat al fet que dirigeixi la seva activitat i la seva energia contra els clericals abans que contra els patrons és l'error més greu que poden ser víctimes els que aspiren a acabar amb l'explotació humana | » |

La crítiques al clergat que apareixen en la premsa obrera pot agrupar-se en tres grans grups d'arguments: la funció ideològica de l'Església al servei dels grups socials dominants en propugnar una moral conformista; l'“obscurantisme” del clergat contrari al progrés; i la “traïció a l'Evangeli” de les seves conductes.
El primer grup d'arguments referits a la funció ideològica de l'Església al servei de les classes dominants en defensar una moral conformista, d'obediència i d'inacció, a canvi de la promesa de la felicitat en l'altra vida, amb el que s'afavoreix el manteniment de la seva situació d'explotació, respon a la idea de Karl Marx de la religió com “opi del poble”. Així l'Església ensenya “la paciència, el perdó de les ofenses i injúries i la conformitat amb els mals annexos a aquesta vida i a la diferència de classes i condicions”, per aconseguir, segons el periòdic Acción Libertaria de 1910, una massa “creient i humiliada, respectuosa i obedient, ignorant i gregaria”, tal com volen els privilegiats. En aquesta mateixa línia s'expressava el periòdic Bandera Social vint-i-cinc anys abans, en 1885:
| « | La moral del capellà, tota la seva missió és infondre en els fills del poble el menyspreu dels béns materials que veuen gaudir als satisfets, el menyspreu a la imprescindible satisfacció de les seves necessitats humanes. I tot això amb la finalitat d'oferir-los al cel i que, com a llegat de misèria, quedin morts per a si i per als gaudis de la terra | » |

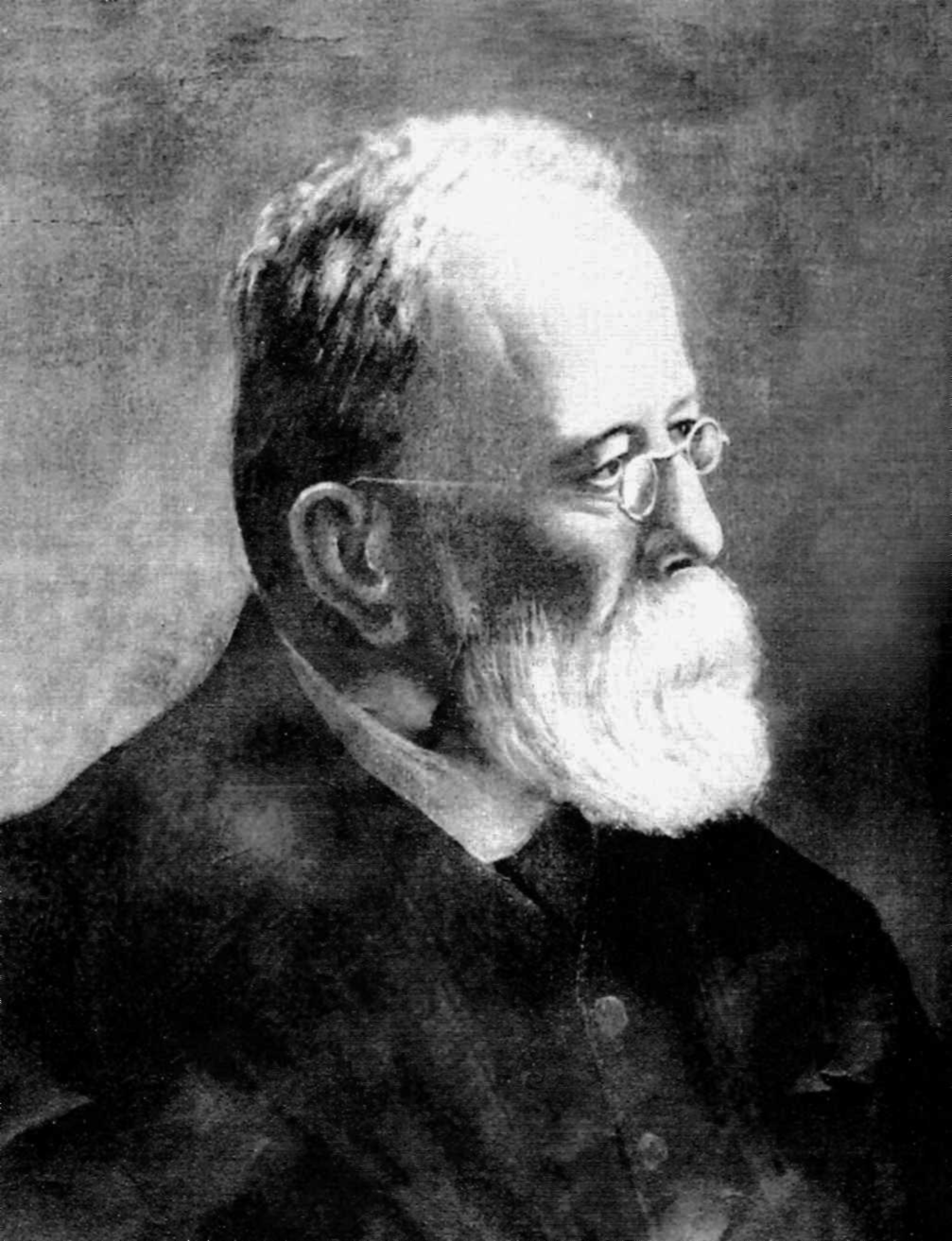
Anselmo Lorenzo (1841-1914), líder històric de l'anarquisme a Espanya, afirmà que «la fe és insostenible, decau cada dia davant les demostracions de la ciència».

El segon grup d'arguments, referits a l'“obscurantisme del clergat”, presenten a la religió com a producte de la ignorància i de la por (“la fe és insostenible, decau cada dia davant les demostracions de la ciència”, afirma Anselmo Lorenzo) i al clergat com a contrari al progrés pel que apareix en acudits, gravats o solts satírics com a “intolerant, fanàtic, brutal, ignorant, mancat d'higiene, engalipador, ‘cavernícola’”. I per demostrar que la religió és només producte del frau és molt freqüent l'al·lusió a la “ineficàcia de la protecció divina”. Així es relaten una vegada i una altra tot tipus d'accidents o desgràcies patides en llocs sagrats o en peregrinacions, rogatòries o processons. Com concloïa el periòdic El Motín “o no hi ha protecció divina o els capellans no s'ocupen de demanar-la”.
El tercer grup d'arguments, la “traïció a l'Evangeli”, és el més abundant en la literatura anticlerical. En els gravats o en els textos es denuncien els “vicis” del clergat contraris a les “virtuts” que ensenya l'Evangeli i que va ser la pràctica dels primers cristians. La riquesa enfront de la pobresa, la luxúria enfront de la castedat, la hipocresia enfront de la sinceritat, la supèrbia enfront de la humilitat, etc., és a dir, l'enumeració dels vicis del clergat coincideix pràcticament amb els pecats capitals enumerats per la moral cristiana. Així es pot llegir en El Motí en 1891 que “l'avarícia és el vici cabdal del clergat, per més que la luxúria i la supèrbia li disputin acarnissadament el domini, i la ira, la golafreria, l'enveja i la mandra procurin el mateix”. Així doncs es critica al clergat des del punt de vista de la moral cristiana tradicional, la qual cosa no deixa de ser contradictori perquè davant un capellà amb fama de “virtuós” i amic dels pobres, els anticlericals es quedaven sense arguments. “Importava, doncs, més l'ètica cristiana de la persona del guareix que la funció política, social, ideològica o el pes econòmic de la institució eclesiàstica en el seu conjunt”
En aquest últim grup d'arguments era habitual presentar a Crist com contrafigura del clergue inspirant-se en un relat molt llegit pels anticlericals, Crist al Vaticà de Víctor Hugo, que “presentava al fundador de la religió entrant en el palau papal, al principi confús i incrèdul i després indignat davant l'esplendor que envoltava als seus successors”. “Jesús era dels nostres” escrivia A. de Lezama en el primer nombre del periòdic anticlerical Fray Lazo en 1931, perquè, al contrari dels capellans actuals, va anar “un home, tot un home de passions violentes” que es reunia amb prostitutes i gent humil, que expulsava als mercaders del temple i es negava a entrar en mansions opulentes; que no es facin il·lusions els frares, “Jesús ens pertany a nosaltres per complet”.
Dels “pecats capitals” atribuïts als clergues hi ha dos que sobresurten sobre els altres: l'avarícia i, sobretot, la luxúria. Quant al primer, els clergues són presentats com uns egoistes sense escrúpols a l'hora d'acumular riqueses. És el “ofici més descansat i lucratiu a Espanya” es diu en un fullet i les imatges ho representen “com un individu gros i lustroso, envoltat de joies o sacs de diners que oculta mentre predica la caritat o demana almoina”. Quant al segon, era “el tema preferit de les publicacions anticlericals: cures que viuen maritalment amb les seves mestresses i tenen fills amb elles (de vegades amb més d'una), confessors que acaricien lascivament a les devotes, clergues docents que atempten contra el pudor dels nens, capellans que gaudeixen d'una vida orgiàstica en els convents… són històries que trobem repetides una vegada i una altra, fins a convertir-se en una veritable obsessió”.
En moltes ocasions en les crítiques a la vida sexual dels clergues el que hi ha darrere és la “enveja” a l'accés privilegiat que tenen a les dones, singularment a través del confessionari, que els homes normals no posseeixen. I sobretot a l'accés que tenen als convents de monges vedats per als laics on viuen els objectes eròtics més desitjats en una societat catòlic-masclista: les novícies. No és casualitat que en la demagògia lerrouxista les hi situï com a objectiu: “aixequem el vel de les novícies i elevem-les a la categoria de mares”. Tampoc és casualitat que en els assalts als convents, on sembla que mai es va arribar a violar monges, es profanaven els cementiris buscant fetus (la “prova” de la “luxúria” dels clergues) o es furgués en els armaris buscant roba interior o perfums sofisticats.
Quant a la violència anticlerical aquesta fins a la Revolució d'Astúries de 1934 i la guerra civil de 1936-1939 es va centrar, no en les persones dels clergues, sinó als edificis religiosos que eren sistemàticament incendiats. Es tractava d'una violència simbòlica a la qual s'aplicava la mateixa norma que la de l'Església als heretges: la foguera, el foc purificador. Així per exemple en un nombre de La Traca referint-se a la crema de convents de 1931 a Espanya es deia: “aquests caus immund, alberg de vagues, focus de sensualitat, centres de vici i corrupció, temps ha que van haver de ser desallotjades, desinfectades i convertides en escoles”. L'escola, “temple” de saber, s'oposava a l'església.
De l'anàlisi dels texts i gravats anticlericals de la premsa obrera, “de cap manera pot resultar satisfactòria una explicació de l'anticlericalisme en funció de mers interessos socioeconòmics o perquè es veia a l'Església d'una manera mecànica l'òrgan ideològic de les classes dominants. Es detecten fortes actituds cristianes en l'anticlericalisme, així com una necessitat de nous dogmes tan excloents i intolerants com els de l'Església Catòlica. Es respira també rigor ètic segons les pautes més tradicionals. Ambdues coses, dogmatisme i puritanisme, expliquen potser el radicalisme —la impossibilitat de transacció amb el capellà— i la persistència d'aquest tipus d'actituds. En definitiva, i finalment, trobem una base psicològica masclista al conjunt d'aquesta actitud”.

### La Setmana Tràgica (1909)
El 9 de juliol de 1909 els obrers espanyols que treballaven en la construcció d'un ferrocarril que uniria Melilla amb les mines de Beni Bu Ifrur van ser atacats pels cabilenys de la zona que s'oposaven a la penetració estrangera (quatre obrers van morir). A conseqüència d'aquest incident, que constituirà l'inici de la Guerra de Melilla, el Govern d'Antoni Maura va decretar l'enviament de diverses unitats militars per acabar amb la rebel·lió i assegurar el control de la "zona d'influència" espanyola al nord del Marroc. En publicar-se el 10 de juliol l'ordre de mobilització, que incloïa als reservistes dels contingents de 1903 a 1907 —molts d'ells casats i pares de família—, es van succeir les protestes en forma d'articles en la premsa, de mítings i manifestacions, que en moltes ocasions van ser prohibits pel govern, i en algunes localitats es van viure moments de tensió amb motiu de la sortida de les tropes.
A Barcelona quan en la tarda del diumenge 18 de juliol es procedia a l'embarcament del batalló de Caçadors de Reus la tensió va esclatar. Alguns soldats van llançar al mar els escapularis i medalles que diverses aristòcrates barcelonines els havien lliurat abans de pujar al vapor militar Catalunya, mentre homes i dones cridaven des dels molls:
| « | Fora la guerra! Que hi vagin els rics! O tots o cap! | » |

La policia va haver de fer diversos trets a l'aire i va detenir a diverses persones. Les protestes van augmentar en els dies següents quan van arribar notícies que s'havien produït gran nombre de baixes entre els soldats espanyols enviats al Marroc. El governador civil de Barcelona, Ángel Ossorio y Gallardo, va prohibir la reunió de Solidaritat Obrera que anava a celebrar el dissabte 24 de juliol per aprovar la proposta de convocar una vaga general, per la qual cosa fou un Comitè de Vaga clandestí el que va fixar un atur de 24 hores per al dilluns 26 de juliol, que degenerarà en la Setmana Tràgica.

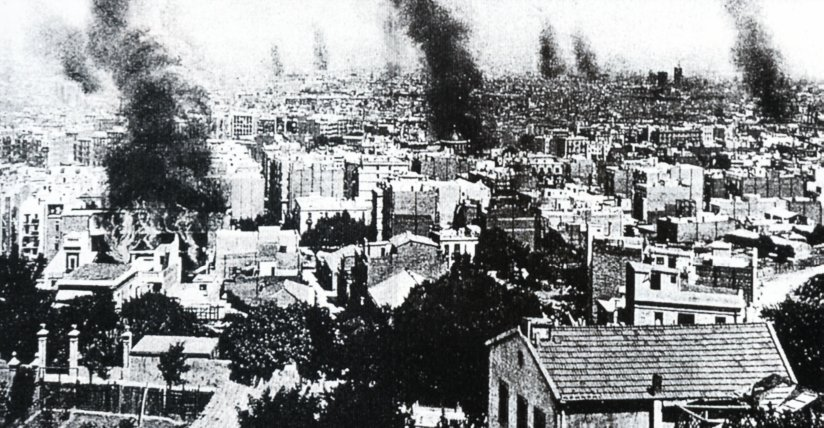
Barcelona es va convertir en La ciutat cremada durant la Setmana Tràgica (1909).

A Barcelona la vaga es va iniciar el dilluns 26 de juliol als barris perifèrics, on es trobaven la majoria de les fàbriques. Allí es van cremar les casetes on es cobraven els odiats consums. Després els obrers es van traslladar al centre de la ciutat on es van produir disturbis quan van intentar detenir per la força els tramvies i van obligar a tancar els comerços i els cafès. A la tarda es van generalitzar els disturbis i Barcelona va quedar paralitzada, sense gas i sense llum, sense periòdics, i incomunicada amb l'exterior per ferrocarril, per telègraf o per telèfon. Una manifestació encapçalada per dones i nens va ser dissolta a tirs en el Passeig de Colom, enfront de l'edifici de la Capitania General. A partir de llavors la revolta es va transformar en insurrecció. No obstant això, cap dirigent republicà, ni lerrouxista ni del Centre Nacionalista Republicà, va voler assumir-ne la direcció. A mitjanit va cremar el primer edifici religiós, el Patronat Obrer de Sant Josep, al Poblenou, regentat pels germans maristes. La vaga i la revolta es van estendre a moltes localitats catalanes, especialment de les províncies de Barcelona i Girona, i en algunes d'elles es van incendiar edificis religiosos i es van produir tota mena de disturbis.
El dimarts 27 de juliol, es van aixecar centenars de barricades a Barcelona i diverses armeries van ser assaltades per proveir-se de pistoles i fusells. La violència es va dirigir contra les esglésies i les propietats eclesiàstiques, especialment els convents, els col·legis i els patronats dels ordes religiosos. A l'espai de poques hores van cremar molts edificis religiosos. En alguns casos els frares i les monges i els béns van ser respectats, però en la majoria els incendiaris es van llançar al saqueig i al pillatge i es van cremar mobles i estris. El rector de Poblenou va morir asfixiat en el soterrani de la seva església on s'havia refugiat. També es van profanar els cementiris d'alguns convents. El punt culminant de la violència anticlerical es va produir durant la “nit tràgica” del dimarts al dimecres en la qual van cremar vint-i-tres edificis al centre de la ciutat i vuit convents en la perifèria, i molts religiosos van sofrir insults i escarnis, com una monja anciana que va ser obligada a despullar-se per cerciorar-se que no ocultava res entre els hàbits En els incendis i en els disturbis van tenir una participació molt destacada obrers i joves militants i dirigents de segona fila del Partit Republicà Radical d'Alejandro Lerroux (que en aquests moments estava exiliat), un dels senyals d'identitat del qual era el violent anticlericalisme.

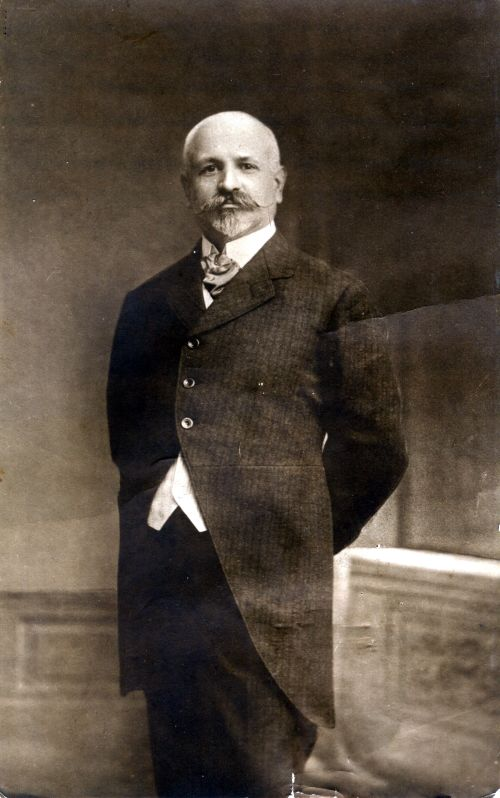
Francesc Ferrer Guardia.

El dimecres 28 de juliol Barcelona va clarejar amb nombroses columnes de fum procedents dels edificis religiosos assaltats i incendiats i al llarg del dia va continuar la violència anticlerical i els tirotejos entre els insurgents i les forces d'ordre públic. No obstant aquest dia arriben els primers reforços militars, provinents de Saragossa i de València, als quals se'ls va fer creure que anaven a reprimir un moviment “separatista”.
Entre el dijous, 29 de juliol, i el diumenge, 1 d'agost, uns 10.000 soldats van ser ocupant la ciutat de Barcelona, mentre la moral dels insurgents anava caient a mesura que eren conscients que la rebel·lió no estava sent secundada a la resta d'Espanya. Entre el divendres i el dissabte la ciutat va anar recuperant a poc a poc la normalitat excepte als barris de Sant Andreu i d'Horta, on van continuar els tirotejos i on es van produir els últims incendis i saquejos de convents i de col·legis religiosos. El diumenge van tornar a publicar-se els periòdics. El dilluns 2 d'agost els obrers barcelonins, als quals la patronal els va prometre que cobrarien el salari de la setmana com si no hagués passat res, van tornar al treball. En altres localitats catalanes la completa normalitat no es va recuperar fins al dijous 5 d'agost.
En els disturbis de la ciutat de Barcelona va haver-hi 78 morts (72 civils, 3 militars i 3 eclesiàstics), mig miler de ferits i 112 edificis incendiats (d'aquests, 80 eren edificis religiosos). El govern Maura va iniciar immediatament una repressió duríssima i arbitrària. Es va detenir a diversos milers de persones, de les quals 2.000 van ser processades, resultant 175 penes de desterrament, 59 cadenes perpètues i 5 condemnes a mort. El més conegut de tots ells va ser Francesc Ferrer i Guàrdia, pedagog anarquista cofundador de l'Escola Moderna, a qui es va culpar de ser l'instigador de la revolta seguint l'acusació formulada en una carta remesa pels bisbes de Barcelona. El seu afusellament a l'octubre va desencadenar una àmplia repulsa cap a Maura a Espanya i a arreu d'Europa. El rei Alfons XIII, alarmat per aquestes reaccions tant en l'exterior com a l'interior d'Espanya, va cessar a Maura i ho va substituir pel liberal Segismundo Moret.

## La Segona República i la Guerra Civil (1931-1939)

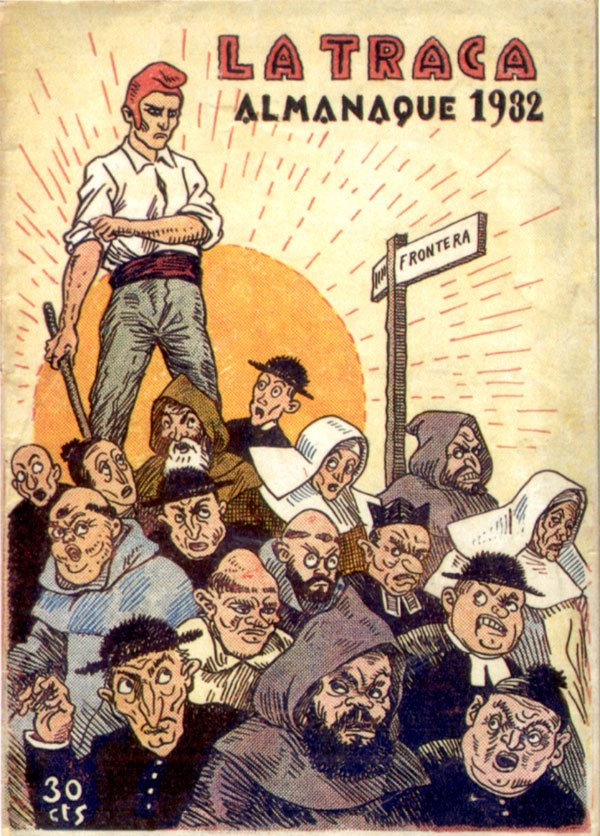
Portada de l'Almanac 1932 de la revista satírica La Traca publicat res més aprovar-se la Constitució espanyola de 1931 en la qual es declarava el caràcter laic de l'Estat

### La crema de convents de 1931
Les primeres decisions del Govern Provisional de la Segona República Espanyola sobre el seu projecte de secularització de l'Estat van ser molt moderades, en sintonia amb la decisió de posar a la seva enfront del catòlic liberal Niceto Alcalá Zamora. L'endemà de la proclamació de la Segona República Espanyola el 14 d'abril de 1931 va aprovar la llibertat de cultes, i després altres mesures poc importants però significatives, entre les quals destacava el decret del 6 de maig declarant voluntària l'ensenyament religiós. Al mateix temps el Govern Provisional va iniciar els contactes amb el nunci Federico Tedeschini per assegurar-li que el Govern fins que no s'aprovés la nova Constitució respectaria el Concordat de 1851 i a canvi l'Església havia de donar mostres que acatava el nou règim, petició que el nunci va complir
No obstant això un sector nombrós de l'episcopat compost per bisbes integristes (molts d'ells nomenats durant la Dictadura de Primo de Rivera) no estava disposat a transigir amb la República a la qual considerava una desgràcia. El cap visible d'aquest grup era el Cardenal Primat i arquebisbe de Toledo, Pedro Segura, que el dia 1 de maig va fer pública una pastoral en la qual, després de descriure la situació d'Espanya en tons catastrofistes, va fer un agraït elogi de la monarquia i del destronat monarca Alfons XIII, “qui, al llarg del seu regnat, va saber conservar l'antiga tradició de fe i pietat dels seus grans”. La premsa republicana va interpretar la pastoral com una incitació als fidels a unir-se per salvar els drets amenaçats de l'església i els partits i organitzacions d'esquerra la van considerar una declaració de guerra. El Govern Provisional de la Segona República Espanyola va presentar una nota de "serena i enèrgica" protesta al Nunci Federico Tedeschini pel que considerava una intervenció en política del Cardenal Primat, "quan no hostilitat al règim republicà", i va demanar que fos apartat del seu càrrec. La premsa, pel seu costat, refermava en la seva campanya contra Segura.

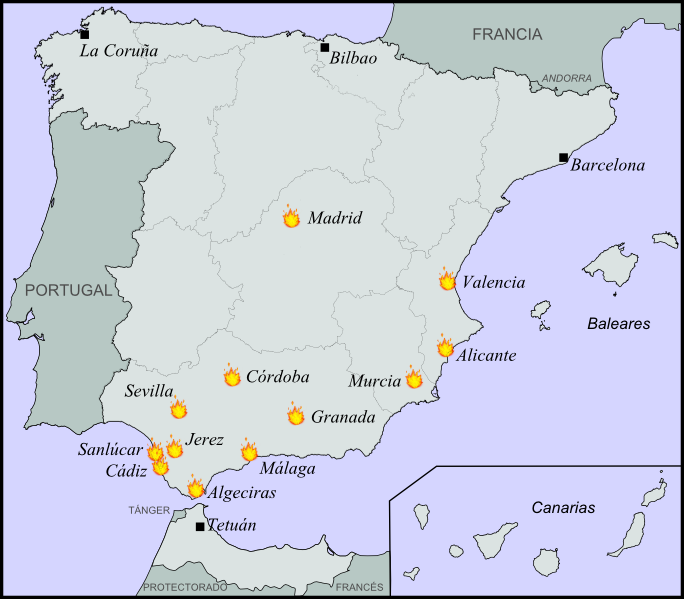
Ciutats en les quals es van produir els successos.

En el matí del diumenge 10 de maig de 1931 es va inaugurar al carrer Alcalá de Madrid el Cercle Monàrquic Independent. Durant l'acte, els monàrquics allí reunits van fer sonar en un gramòfon la "Marxa Reial" i al carrer dos nous convidats que acabaven d'arribar van sostenir una discussió política amb el taxista que els havia portat que era republicà, a la qual es van unir diversos transeünts. La discussió es va convertir en un altercat i van cremar tres cotxes aparcats enfront del Cercle, els dirigents del qual van demanar la protecció de la força pública. De seguida va córrer el rumor per la ciutat que un taxista republicà havia estat assassinat per uns monàrquics, i una multitud es va congregar davant la seu del diari ABC al carrer Serrano, on va haver d'intervenir la Guàrdia Civil, que va disparar contra els que intentaven assaltar i cremar l'edifici causant diversos ferits i dos morts, un d'ells un nen.

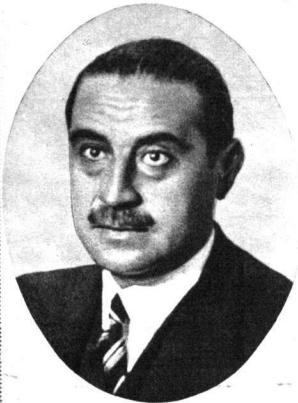
Miguel Maura, ministre de la Governació del Govern Provisional

Una manifestació es va dirigir llavors a la seu de la Direcció general de Seguretat on van exigir la dimissió del ministre de la Governació Miguel Maura i al mateix temps grups d'exaltats cremaven un quiosc del diari catòlic El Debate, apedregaven el casino militar i trencaven els aparadors d'una llibreria catòlica. Aquesta mateixa nit Maura va voler desplegar a la Guàrdia Civil però els seus companys de govern, encapçalats pel President Niceto Alcalá Zamora i pel ministre de la Guerra Manuel Azaña, es van oposar, poc inclinats a emprar a les forces d'ordre públic contra el "poble" i restant importància als fets.
Quan el govern estava reunit a primeres hores del matí del dilluns 11 de maig li va arribar la notícia que la Casa de Profesa dels jesuïtes estava cremant. El ministre de la Governació Miguel Maura de nou va intentar treure al carrer a la Guàrdia Civil per restablir l'ordre però igual que la nit anterior es va trobar amb l'oposició de la resta del gabinet i especialment de Manuel Azaña. La inacció del govern va permetre que els revoltats cremessin més d'una desena d'edificis religiosos. A la tarda, per fi, el Govern va declarar l'estat de guerra a Madrid i a mesura que les tropes van ser ocupant la capital, els incendis van cessar. L'endemà, dimarts 12 de maig, mentre Madrid recuperava la calma, la crema de convents i d'altres edificis religiosos s'estenia a altres poblacions de l'est i sud peninsular (els successos més greus es van produir a Màlaga). Per contra, allí on els governadors civils i els alcaldes van actuar amb contundència no va haver-hi incendis.
No se sap amb absoluta certesa qui va cremar els al voltant de cent edificis religiosos que van cremar totalment o parcialment aquells dies (a més de la destrucció d'objectes del patrimoni artístic i litúrgic i la profanació d'alguns cementiris de convents), i durant els quals van morir diverses persones i unes altres van resultar ferides, però la hipòtesi més admesa és que els incendiaris van ser elements d'extrema esquerra republicana i anarquista que pretenien pressionar al Govern Provisional perquè dugués a terme la «revolució» que significava abans de res arrencar d'arrel el «clericalisme». No obstant això el que sí que està clara va ser la irresponsabilitat del govern en el maneig de la situació, que només s'explica, a més de per una difusa simpatia que poguessin sentir alguns ministres pels esvalotadors, per “una mescla de perplexitat, error de càlcul, feblesa i por a la impopularitat derivada de l'ocupació de la força contra el poble”. El mateix president Niceto Alcalá Zamora en una al·locució radiada el mateix dia 11 va justificar implícitament l'actitud del govern dient que s'havia evitat un bany de sang. També el Papa Pius XI el 17 de maig es referiria a la “gravíssima” responsabilitat dels quals no havien “impedit oportunament” que els successos es produïssin
L'esquerra republicana i els socialistes van parlar de l'existència d'una conspiració monàrquica i clerical i van interpretar els fets com un “avís per al Govern Provisional” sobre la política moderada que havia portat fins a aquests moments. L'òrgan cenetista Solidaridad Obrera va ser el que més va insistir en la intervenció popular en els fets i a relacionar-los amb un moviment justicier enfront del «afeminament polític» del Govern, que «ha[via] deixat de ser un Govern revolucionari per convertir-se en un dels tants Governs liberals de la monarquia». Les lògies maçòniques també van expressar al govern el seu descontentament pel seu contemporización amb els elements conservadors, clericals i monàrquics. Entre els quals recolzaven al govern Provisional els únics que clarament van condemnar el succeït i es van oposar a la interpretació que estaven fent dels successos l'esquerra republicana, els socialistes i els anarquistes van ser els intel·lectuals de la Agrupación al Servicio de la República que van criticar durament que es considerés una expressió de la democràcia els actes vandàlics d'una “multitud caòtica i informe” i posaven en dubte que incendiar edificis religiosos fos una demostració de “veritable zel republicà”.
No obstant això, el govern es va sumar a la interpretació de l'esquerra republicana, dels socialistes i dels anarquistes i va ordenar la suspensió de la publicació del diari catòlic El Debate i del monàrquic ABC, així com la detenció de diversos significats monàrquics (que setmanes després serien absolts pels tribunals, la qual cosa va provocar una dura reacció de la premsa d'esquerres que ho va considerar una nova i vergonyosa "maniobra monàrquica"). El govern va arribar a acordar fins i tot l'expulsió dels jesuïtes encara que finalment no es va consumar. I en aquest context es va produir l'expulsió d'Espanya el 17 de maig del bisbe integrista de Vitòria Mateo Mújica Urrestarazu, per negar-se a suspendre el viatge pastoral que tenia previst realitzar a Bilbao on el govern temia que amb motiu de la seva visita es produïssin incidents entre els carlins i els nacionalistes bascos que compartien la seva oposició a la República i la seva defensa del clericalisme, i els republicans i els socialistes anticlericals.

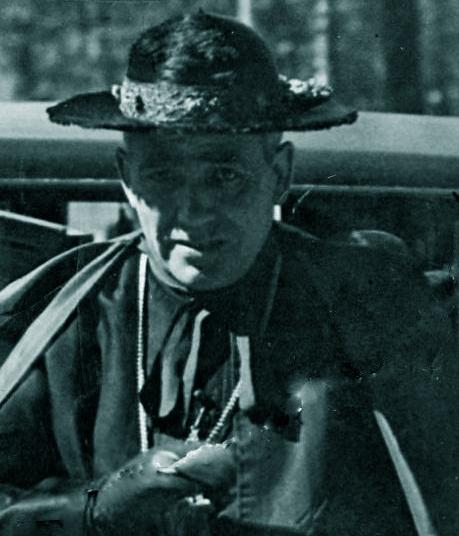
Cardenal Pedro Segura

El Govern Provisional va aprovar també algunes mesures dirigides a assegurar la separació de l'Església i l'Estat sense esperar a la reunió de les Corts Constituents. L'Església Catòlica, que en general havia reaccionat amb moderació als incendis de maig, va criticar les mitjanes laïcistes, especialment la retirada dels crucifixos de les aules i sobretot el decret del 22 de maig que eliminava l'ensenyament religiós de les escoles públiques, la qual cosa va provocar les protestes del nunci que considerava que el govern havia trencat la seva promesa de respectar el Concordat de 1851 fins a l'aprovació de la nova Constitució. La reacció més radical va partir de nou del cardenal Segura que el 3 de juny a Roma, on es trobava des del 12 de maig, va fer pública una pastoral en la qual es recollia “la penosíssima impressió que els havia produït certes disposicions governatives” als bisbes i tots els greuges que al seu judici havia patit l'Església fins a aquests moments, posant de manifest l'antiliberalisme que l'Església Catòlica seguia mantenint. La pastoral del cardenal Segura de nou va deslligar les ires de la premsa republicana, socialista i anarquista que la va qualificar d'“intromissió intolerable”. El Govern Provisional va expressar al Vaticà el seu desig que el cardenal no retornés a Espanya i que anés destituït de la seu de Toledo. En aquestes circumstàncies el cardenal Segura va tornar inesperadament a Espanya l'11 de juny i va ser detingut tres dies després per ordre del govern a Guadalajara, i el dia 15 va ser expulsat del país. D'aquest fet va quedar una famosa foto que va fer la volta al món amb el cardenal abandonant el convent dels paüls de Guadalajara envoltat de policies i guàrdies civils, que es va presentar com a "prova" de la "persecució" que estava patint l'Església Catòlica a Espanya. El Cardenal Segura no tornaria a Espanya fins al cap d'iniciada la guerra civil.
Segons el parer de l'historiador Julián Casanova:
| « | El significat principal d'aquests esdeveniments és que es van produir al mes escàs d'inaugurar-se la República i que en la memòria col·lectiva de molts catòlics van quedar gravats com el primer assalt contra l'Església per part d'una República laica i anticlerical, un assaig general de la catàstrofe que s'aveïnava. Les conseqüències van ser "desastroses" per a la República, va escriure després en les seves memòries Niceto Alcalá Zamora: li van crear enemics que no tenia; van infringir la solidesa compacta del seu seient; van tacar el seu crèdit fins llavors diàfan i il·limitat. Alguna cosa similar manifestava el cardenal Francesc Vidal i Barraquer en la nota de protesta que el 17 de maig va enviar al president del Govern Provisional: fets d'aquesta índole... disminueixen la confiança que un nombrós sector de catòlics havia inspirat l'actuació directa del Govern en moltes de les seves primeres disposicions | » |

### La violència anticlerical en la Revolució d'Astúries
Maximiliano Arboleya, un sacerdot asturià que va consagrar la seva vida a l'activisme catòlic en els mitjans obrers aconseguint cert prestigi personal entre ells però sense aconseguir aconseguir l'objectiu que perseguia, fer-los tornar al si de l'Església mitjançant el desenvolupament del sindicalisme catòlic que ell entenia que perquè tingués èxit havia de ser "pur", és a dir, independent dels patrons i de la jerarquia eclesiàstica, perquè fos vist pels obrers com un veritable instrument en la defensa dels seus interessos, li va descriure en 1923 al nou bisbe d'Oviedo, amic seu, la difícil situació amb la qual anava a enfrontar-se en la seva diòcesi:
| « | Cenyint-me a Astúries et dic, i suposo que no et desanimarà, doncs ja ho tindràs previst, que l'apostasia obrera és general, que hi ha parròquies, fa ben poc ferventment cristianes, i on, abundant molts nens, el rector no compta ni amb una nena per la primera comunió. (...) Els obrers de les grans conques i dels grans centres fabrils, així com moltíssims d'uns altres menys importants, es troben associats en els Sindicats socialistes o comunistes i són irreligiosos els més cultes i antireligiosos els altres. Tots estan associats als Sindicats revolucionaris i gràcies a ells han obtingut importantíssimes, transcendentals millores, i per això els estan agraïts. (...) ...aquí entre nosaltres, els obrers no són molt catòlics | » |

Després de la Revolució d'Astúries, Arboleya va ser encara més clar en el seu diagnòstic sobre la situació del món obrer en relació amb l'Església i les seves organitzacions socials:
| « | Per raons que no tinc per a què especificar aquí encara que això resultaria prou fàcil, els nostres obrers i empleats, en general, donen com a cert: a) Que l'Església Catòlica, i consegüentment quants per ella treballen i es deixen inspirar, són els defensors aferrissats del Capitalisme opressor i enemics nats de la classe obrera. b) Que els sindicats anomenats "catòlics" tenen com a exclusiva finalitat la defensa de l'Església i el Capitalisme, fent als sindicats cada dia més submisos i resignats enfront d'aquests els seus dos supòsits i temuts enemics. Agradi o no i per absurd que sembli als qui desconeixen els veritables orígens de mentalitat semblant, aquesta és la de gairebé tots els nostres treballadors. I, després del vist i palpat a Astúries, bé podem afirmar que avui l'odi feroç a l'Església és molt superior al que inspira el Capitalisme. Prou per afirmar-ho rotundament fixar-se a la classe de persones perseguides i assassinades i d'edificis destruïts per la dinamita o pel foc. | » |

Quan va esclatar la Revolució d'Astúries el 5 d'octubre de 1934, el Comitè Revolucionari Provincial en el seu primer bàndol va constituir una "guàrdia roja" amb voluntaris de totes les organitzacions obreres per aconseguir el "cessament de tot acte de pillatge, prevenint que tot individu que sigui agafat en un acte d'aquesta naturalesa serà passat per les armes".. La "guàrdia roja" va aconseguir posar fi als saquejos i mantenir l'ordre però no en totes les ocasions va poder controlar els excessos de la "justícia revolucionària" duta a terme per individus o petits grups que van actuar al marge del Comitè Revolucionari Provincial i de la immensa majoria dels comitès revolucionaris comarcals i locals. Així, "al costat del tracte correcte rebut per la immensa majoria dels empresonats —guàrdies civils, tècnics de mines i fàbriques, capatassos, comerciants i rendistes, membres del clergat—, la repressió sagnant també va fer acte de presència". Van ser assassinats alguns detinguts, com a Sama en represàlia per la resistència oferta per guàrdies civils i guàrdies d'assalt a la insurrecció obrera, encara que a vegades, com al barri del Llano de Gijón, l'actuació de la "guàrdia roja" va aconseguir impedir les execucions, o com a Grado, on es van respectar escrupolosament les persones i els edificis religiosos.
Però el que més va estremir a l'opinió pública va ser l'assassinat indiscriminat de 34 membres del clergat, un fet que no es produïa a Espanya des de feia cent anys. Segons l'historiador José Álvarez Junco, aquestes morts no van obeir a un pla previ sinó que van ser més el resultat de l'"exaltació momentània i gairebé accidental", i, d'altra banda, la immensa majoria de sacerdots i religiosos detinguts o obligats a realitzar determinades tasques van rebre un tracte correcte per part dels comitès revolucionaris.

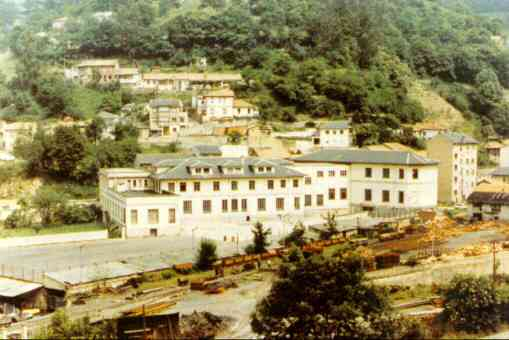
Vista general de l'Antic Col·legi La Salle de Turón

Van ser assassinats rectors significats en el passat per suposadament ser contraris als "interessos obrers", o grups de religiosos, com els vuit seminaristes d'Oviedo, sota el pretext d'haver col·laborat amb l'enemic en la batalla de la capital. Però el fet més brutal i de major ressonància de la violència anticlerical es va produir a la vall del Turón, el principal bastió comunista a Astúries on va ser proclamada la "República Obrera i Camperola" basada en la dictadura del proletariat. Allí els ànims estaven exacerbats per la dura resistència oferta pels vuit guàrdies civils de la caserna de la zona que durant set hores de setge no es van rendir, fins que els insurrectes van volar la caserna amb dinamita. En aquest clima van ser assassinats set frares de la Doctrina Cristiana —coneguts després com els màrtirs de Turón— i l'enginyer-director i dos empleats de la seva confiança de l'empresa Hullera propietària de les mines, i de la qual també depenia l'escola on ensenyaven els religiosos.
L'assassinat de l'enginyer-director de la societat hullera i dels dos empleats es va produir el 14 d'octubre, quan la revolució es trobava al seu final, i "va ser a càrrec d'operaris de l'empresa, sent després explicada com a fruit de la indignació produïda en conèixer la intenció del director de procedir a acomiadaments per raons extralaborals d'un grup d'obrers entre els quals ells mateixos es trobaven". Els religiosos, per la seva banda, van ser assassinats per considerar-los aliats de l'empresa, segons l'historiador David Ruiz, encara que el també historiador José Álvarez Junco, afirma que "el que va desbordar els límits de la tolerància que es va tenir amb altres clergues van ser els rumors de pràctiques homosexuals amb els seus alumnes". En un informe comunista posterior es va arribar a "justificar" la matança adduint que així se'ls escurçava als frares "el termini aquí a la Terra" per "anar a gaudir de millor vida a la destra de Déu Pare".
L'historiador David Ruiz relaciona els assassinats de clergues que es van produir en la Revolució d'Astúries amb "el progressiu distanciament que es va produir entre la jerarquia eclesiàstica i les organitzacions obreres" a causa de la seva aposta en favor del "sindicalisme groc", en contra del sindicalisme catòlic independent de les patronals defensat pel canonge de la catedral d'Oviedo Maximiliano Arboleya, la qual cosa va propiciar el creixement de l'anticlericalisme en el si de la classe obrera. Pot ser il·lustratiu d'aquesta tesi el que va succeir a Bembibre (província de Lleó) on un crucifix va ser salvat de l'incendi de l'església i exhibit amb un cartell que deia: “Crist vermell, a tu no et cremem perquè ets dels nostres”. D'altra banda, un canonge de la catedral ovetenca es va sorprendre de l'animadversió popular que suscitava el clergat:
| « | Arribem al Camp dels Patos i allí hi havia una munió, sobretot de dones i nens, que van armar una cridòria infernal. No és fàcil donar una idea del que allí ens van dir: aquella munió cridava i cridava contra nosaltres, i més que ningú les dones | » |

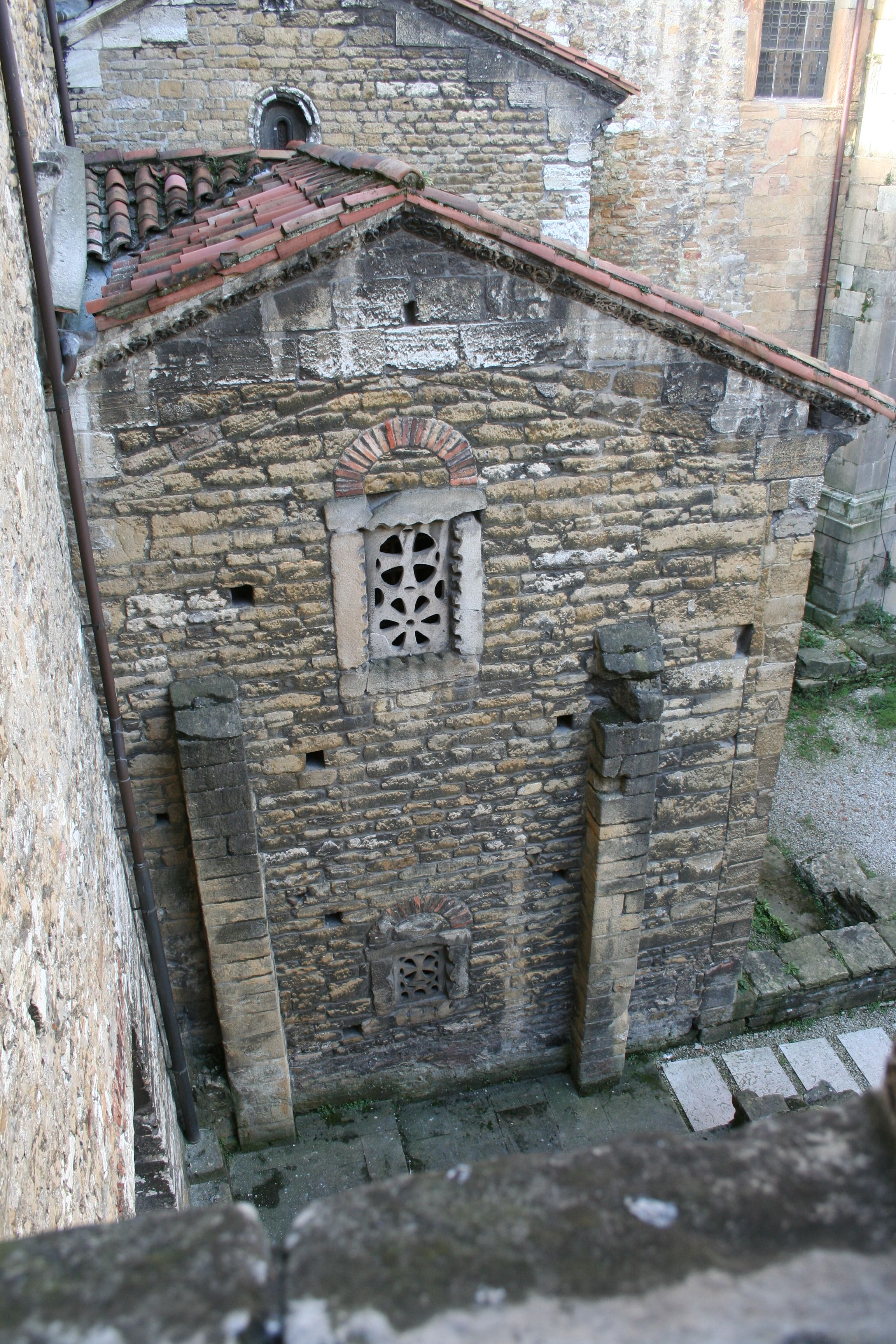
Imatge exterior de la càmera santa i la cripta de santa Leocadia. Podem veure les dues gelosies, la superior corresponent a la càmera santa o capella de san Miguel i la inferior pertanyent a la cripta de santa Leocadia.

El canonge de la catedral d'Oviedo, Maximiliano Arboleya, que casualment es trobava fora d'Astúries quan es va produir la Revolució d'Astúries, va quedar profundament impressionat pels successos revolucionaris i especialment per la violència anticlerical contra les persones (van ser assassinats diversos companys seus del cabildo, entre ells Aurelio Gago, que era també prefecte d'Estudis del Seminari diocesà) i contra els edificis (especialment la catedral d'Oviedo de la qual era deán i la Càmera Santa).
No obstant això, el dolor que li van produir els assassinats i les destruccions no li va impedir realitzar una lúcida reflexió sobre el fracàs de l'Església Catòlica en la penetració en els mitjans obrers. En una espècie de "manifest" que va preparar per al Grup de la Democràcia Cristiana que servís d'orientació als catòlics espanyols commocionats especialment per la mort de gairebé 40 religiosos i pels més de cinquanta edificis religiosos incendiats o saquejats (entre ells el Palau Episcopal, el Seminari Diocesà, en el qual va cremar la seva biblioteca, la Càmera Santa de la Catedral d'Oviedo, de la qual Arboleya era degà del seu cabildo) durant la "Comuna Obrera" asturiana, Arboleya va seguir convençut que si l'activisme catòlic social hagués seguit el model del sindicalisme catòlic "pur", que ell portava anys defensant, la tragèdia asturiana es podria haver evitat, per la qual cosa pensava que els catòlics també tenien alguna responsabilitat en el succeït. Tanmateix, ni l'Església catòlica ni la dreta catòlica en absolut ho van entendre així i només pensaven en la repressió com a remei contra la revolució. L'Església no va rectificar la seva política social i va seguir insistint en la via del sindicat catòlic vinculat als patrons. Ángel Herrera Oria, president d'Acció Catòlica, va iniciar una campanya per tot Espanya per presentar com a model de "obrer catòlic i patriòtic" a Vicente Madera, líder del fracassat sindicat catòlic de la Hullera Asturiana, un exemple típic del sindicalisme catòlic que ratllava amb el groguisme, i que el dia 5 d'octubre havia defensat amb les armes, juntament amb 25 companys, la seu social del sindicat en la vila de Moreda quan els revolucionaris van intentar prendre-la, i al final havia aconseguit escapar aprofitant la nit (quatre resistents van morir en l'intercanvi de trets). En una carta dirigida al seu amic Severino Aznar Arboleya critica aquesta forma de reaccionar de l'Església Catòlica:
| « | Creurà vostè, per ventura, que davant tal desastre se senten veus assenyades demanant l'abandó del camí que ens hi va conduir... Doncs s'equivoca. Unes quantes solucions simplistes —tallar alguns caps, castigar els rebels, procedir a un complet desarmament... material, etc.— i pari vostè d'explicar. Tots s'apresten a moure's, però per caminar més de pressa per l'esmentat camí. Ja tenim de nou a Vicente Madera Peña fet un heroi i un salvador, ja tenim la política en la Federació Agrària i un fantàstic Secretariat Social que es funda sense pla i sense preparació alguna. Ningú, absolutament ningú, es para a preguntar si aquest atroç moviment criminal revolucionari de prop de 50.000 homes no té més explicació que la coneguda malsana propaganda socialista; ningú pensa que també pot haver-hi tremendes responsabilitats per part nostra. | » |

Altres catòlics es van acordar de Arboleya, dels seus fracassos i de les seves prediccions. Luigi Sturzo, capdavanter exiliat del Partit Popular Italià va escriure en un periòdic un homenatge als "demòcrata cristians" espanyols Severino Aznar, Ángel Ossorio y Gallardo i el "canonge Arboleya":
| « | Si se'ls hagués escoltat, els catòlics espanyols no passarien avui, als ulls dels obrers, com a defensors dels patrons fins i tot dels injusts | » |

En la mateixa línia es va expressar el canonge de la catedral de Valladolid, Alberto Onaindía Zuloaga, que va publicar un article el 23 d'octubre de 1934 en el diari Euskadi, de Bilbao, en el qual afirmava que Arboleya per a les classes conservadores mai havia estat una altra cosa que el "capellà socialista i el canonge roig". Així mateix José de Artetxe va escriure a la fi d'octubre un article a El Día, de Sant Sebastià, en el qual afirmava:
| « | Els dolorosos successos d'Astúries estan prevists clarament, i per a vergonya dels catòlics d'aquella regió, en les obres escrites per la ploma ardorosa d'un gran propagandista catòlic social —Arboleya Martínez, canonge de la Catedral d'Oviedo— que des de fa més de trenta anys clamava en el desert de la incomprensió profetitzant clarament això d'ara, que els sords o cosa pitjor que l'envoltaven s'obstinaven en no voler albirar | » |

### La persecució religiosa a la zona republicana durant la Guerra Civil

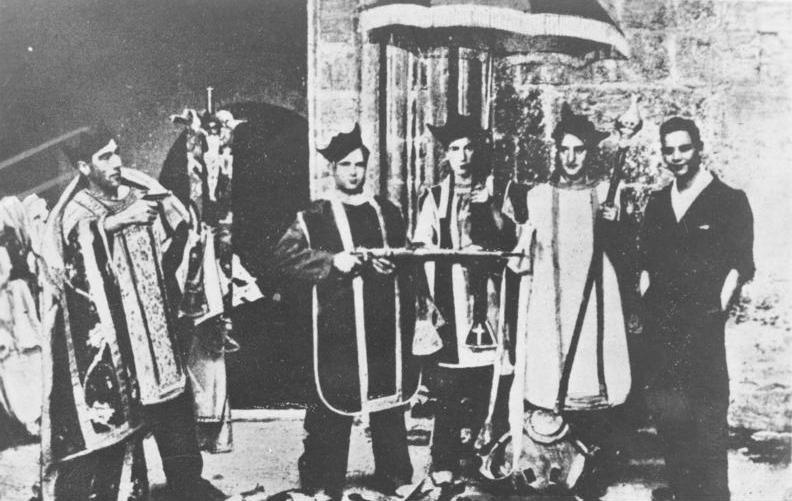
Milicians vestits amb robes litúrgiques després del saqueig d'una església (Madrid, 1936)

Sobretot durant els primers mesos de la guerra civil espanyola en la zona republicana es va deslligar una "salvatge persecució religiosa" amb assassinats, incendis i saquejos els autors dels quals van ser "els extremistes, els incontrolats i els delinqüents comuns sortits de les presons que se'ls van sumar", tot això immers en l'ona de violència deslligada contra les persones i les institucions que representaven l'"ordre burgès" que volia destruir la revolució social espanyola de 1936 que es va produir a la zona on el cop d'estat del 18 de juliol de 1936 va fracassar. "Durant diversos mesos bastava que algú fos identificat com a sacerdot, religiós o simplement cristià militant, membre d'alguna organització apostòlica o piadosa perquè fos executat sense procés".
Quant al nombre de víctimes les autoritats del bàndol nacional van parlar de "400.000 germans nostres martiritzats pels enemics de Déu" o de "centenars de milers" de "víctimes covardament assassinades, en primer terme per la seva fe religiosa". Un fullet de propaganda franquista editat a París en 1937 va xifrar el nombre en 16.750 sacerdots i el 80% dels membres dels ordes religiosos. Aquestes xifres es van mantenir com les oficials durant les dues primeres dècades de la dictadura franquista fins que en 1961 el sacerdot Antonio Montero Moreno (que després seria bisbe de Badajoz) va publicar l'únic estudi sistemàtic i seriós que s'ha realitzat fins ara, citant pels seus noms a les víctimes. Segons aquest estudi titulat Historia de la persecución religiosa en España 1936-1939 van ser assassinats en la zona republicana 12 bisbes, 4.184 sacerdots seculars, 2.365 religiosos i 263 monges. Queda pendent conèixer el nombre dels seglars catòlics que van ser assassinats no pel que suposadament haguessin fet individualment sinó per pertànyer a una associació confessional catòlica o merament per ser catòlics practicants, "tasca molt més laboriosa i delicada, perquè s'entremesclen les raons religioses amb les polítiques o, com en molts casos va succeir, amb simples venjances personals. La raó principal d'aquesta confusió va ser la pretensió del franquisme de presentar a tots els morts del seu bàndol com caiguts per Déu i per Espanya". Res més acabar la guerra les autoritats franquistes van obrir un macroprocés anomenat Causa General que englobava tots els crims comesos pels "rojos". Es van acumular declaracions i interrogatoris que van ocupar milers de lligalls, "però finalment [la Causa General] es va arraconar sense fer ús de l'esbrinat perquè els resultats obtinguts van ser molt inferiors a les expectatives".
El que les recerques posteriors a la de Montero Moreno han aclarit és que el major nombre d'assassinats es va produir entre juliol i setembre de 1936 quan els membres del clergat eren capturats i executats sense cap mena de judici. A partir de l'última data van començar a funcionar els tribunals populars sota l'impuls del nou govern de Largo Caballero que van donar unes mínimes garanties jurídiques als detinguts i les condemnes solien acabar amb penes de presó i no amb la mort. Després dels fets de maig de 1937 i la formació del govern de Juan Negrín en el qual el ministeri de justícia va ser ocupat pel catòlic del PNB Manuel de Irujo van cessar completament els assassinats i la majoria dels sacerdots que estaven a la presó van ser posats en llibertat. No obstant això, la prohibició del culte públic catòlic va continuar així com altres mesures revolucionàries. Al final de la guerra, amb la desbandada de l'exèrcit republicà cap a la frontera francesa, van tornar a produir-se noves víctimes entre els membres del clergat, entre les quals destaca el bisbe de Terol Anselmo Polanco Fontecha. Així doncs, segons l'historiador i monjo benedictí Hilari Raguer, "no es pot negar la tràgica realitat de les matances de l'estiu del 36, però és confusionari pretendre que el terror hagués durat fins al final de la guerra".
Quant a les causes al·legades pels revolucionaris per als assassinats del clergat la més freqüent va ser que des de les esglésies i els campanars s'havia disparat contra les milícies lleials a la República o contra "el poble", una afirmació de la qual no es va poder demostrar ni un sol cas, però que els membres dels comitès revolucionaris creien fermament perquè s'identificava a l'Església amb les dretes i es feia cas de les "informacions" i de les soflames anticlericals de determinats periòdics. Per exemple, el diari de la CNT Solidaridad Obrera va justificar la matança dels Germans de Sant Joan de Déu de l'Hospital de Sant Pau de Barcelona amb l'absurda i mai provada afirmació que aquests havien administrat intencionadament injeccions letals als malalts o ferits.
Les autoritats republicanes (especialment els governs autònoms de Catalunya i del País Basc) van intentar evitar els assassinats de sacerdots i religiosos, i en general de les persones de dretes i de militars. Al País Basc el govern de José Antonio Aguirre va aconseguir dominar la situació i allí no va haver-hi persecució religiosa. A Catalunya, a pesar que el poder efectiu el tenien els centenars de comitès revolucionaris fonamentalment anarquistes que havien sorgit després de la derrota del cop d'estat del 18 de juliol, la Generalitat presidida per Lluís Companys va aconseguir posar fora de perill a milers de persones de dretes amenaçades, i entre elles nombrosos sacerdots (començant pel cap de l'Església a Catalunya, l'arquebisbe de Tarragona Francesc Vidal i Barraquer que havia estat detingut per un grup de milicians) i religiosos (entre ells 2.142 monges), concedint-los passaports i noliejant vaixells francesos i italians perquè poguessin fugir a l'estranger. Precisament les autoritats i els polítics catalans que més havien participat en aquesta tasca també van haver d'abandonar Catalunya a causa de les amenaces que van rebre dels comitès anarquistes, com va ser el cas del diputat d'Unió Democràtica de Catalunya Manuel Carrasco i Formiguera, que acabaria sent afusellat pels franquistes. Una altra de les persones que va destacar a Catalunya en la labor de salvar a eclesiàstics i a persones de dretes en l'estiu de 1936 va ser el sindicalista anarquista moderat Joan Peiró i Belis, que seria ministre d'Indústria al govern de Largo Caballero. Peiró va escriure en aquells mesos inicials de la guerra nombrosos articles en el periòdic Libertad de Mataró en els quals va denunciar els assassinats de "sacerdots i religiosos únicament perquè l'eren". Peiró, igual que Carrasco Formiguera, va acabar sent afusellat pels franquistes. D'altra banda, el dirigent nacionalista basc Manuel de Irujo quan va visitar Barcelona va manifestar per la ràdio que la persecució religiosa que s'estava produint era indigna de la tradició democràtica de Catalunya. I el lehendakari José Antonio Aguirre en el discurs que va pronunciar davant les Corts Espanyoles reunides a Madrid per aprovar l'Estatut d'Autonomia del País Basc va dir:
| « | Condemnem amb tota energia —doncs no tenim més remei que condemnar, encara que comprenguem moltes vegades els excessos propis de les munions— tot el que suposi la crema de les nostres esglésies, allà on elles es trobin, perquè la nostra fe té àmbits universals, així com la mort de persones pel sol fet de tenir cert caràcter i una determinada significació | » |

No obstant això, malgrat totes aquestes iniciatives, l'Església i el culte catòlic en la zona republicana, excepte al País Basc, havien desaparegut. En un informe intern presentat davant el Consell de Ministres el 7 de gener de 1937 el llavors ministre catòlic sense cartera del PNB Manuel Irujo va denunciar que al "territori lleial" "totes les esglésies s'han tancat al culte, el qual ha quedat total i absolutament suspès" (i "a les esglésies han estat instal·lats dipòsits de totes classes, mercats, garatges, quadres, casernes, refugis...") i "una gran part dels temples, a Catalunya amb caràcter de normalitat, es van incendiar", a més del fet que "els altars, imatges i objectes de culte, excepte molt comptades excepcions, han estat destruïts, els més amb vilipendi". Així mateix, afirmava Irujo, "tots els convents han estat desallotjats i suspesa la vida religiosa en els mateixos" i "els seus edificis, objectes de culte i béns de totes classes van ser incendiats, saquejats, ocupats o derruïts". "Sacerdots i religiosos han estat detinguts, sotmesos a presó i afusellats sense formació de causa per milers, fets que, si bé minvats, continuen encara, no tan sols en la població rural, on se'ls ha donat caça i mort de manera salvatge, sinó en les poblacions. Madrid i Barcelona i les restants grans ciutats sumen per centenars els presos a les seves presons sense una altra causa coneguda que el seu caràcter de sacerdot o religiós". Finalment, Irujo denunciava que s'havia arribat a la prohibició absoluta d'imatges i objectes de culte a les cases particulars i que quan la policia efectuava registres en elles, destruïa "amb escarni i violència imatges, estampes, llibres religiosos i quant amb el culte es relaciona o ho recordi". Acabat el seu informe Irujo va demanar a la resta de membres del govern de Largo Caballero que aprovessin el restabliment de la llibertat de consciència i de la llibertat de cultes reconeguda en la vigent Constitució de 1931, però la seva proposta va ser rebutjada per unanimitat per entendre que l'opinió pública ho desaprovaria a causa de l'alineament de l'Església catòlica amb el bàndol nacional, a més d'adduir el vell (i fals) argument, però molt estès, que des dels temples s'havia disparat contra les forces lleials i contra "el poble".

### El cas del País Basc durant la Guerra Civil

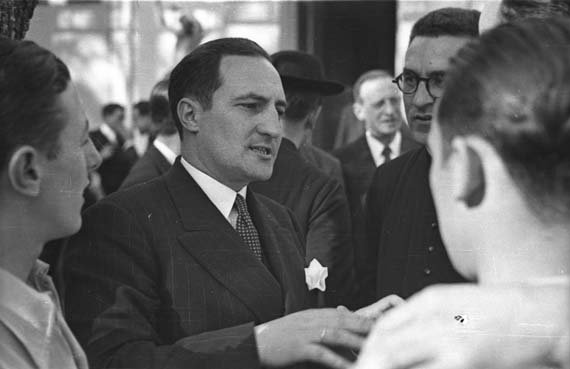
El lehendakari José Antonio Aguirre a l'exili francès (abril de 1939).

En el País Basc republicà no va haver-hi persecució religiosa (encara que als primers moments alguns sacerdots van ser assassinats per extremistes d'esquerra), cap església va ser incendiada ni clausurada i el culte catòlic es va desenvolupar amb normalitat. La raó va ser que el Partit Nacionalista Basc (PNB), un partit catòlic, no es va sumar al moviment militar sinó que va romandre fidel a la República (un membre del PNB, Manuel de Irujo, es va incorporar al govern de Largo Caballero al setembre de 1936 com a ministre sense cartera, i l'1 d'octubre les Corts espanyoles de la República van aprovar l'Estatut d'Autonomia del País Basc, formant-se a continuació un govern basc presidit pel peneuvista José Antonio Aguirre). De fet al País Basc en les primeres setmanes de la guerra disset sacerdots bascos nacionalistes (i a Mallorca  un sacerdot catalanista) van ser assassinats pels "nacionals", i no pels "rojos", per ser "separatistes", la qual cosa va motivar l'expulsió de l'"Espanya nacional" del bisbe de Vitòria Mateo Mújica Urrestarazu per haver protestat a la Junta de Defensa Nacional del bàndol nacional. La repressió que els revoltats van exercir al País Basc recentment ocupat també va incloure nombrosos sacerdots bascos "separatistes" que van ser empresonats pel delicte de "rebel·lió".